# 仮面ライダージオウ
『仮面ライダージオウ』（かめんライダージオウ、欧文表記:KAMEN RIDER ZI-O）は、2018年9月2日から2019年8月25日まで、テレビ朝日系列で毎週日曜9:00 - 9:30（JST）に全49話が放送された、東映制作の特撮テレビドラマ作品、および作中で主人公が変身するヒーローの名称。
キャッチコピーは、「俺は仮面ライダーの王となる!」「祝え！新たな王の誕生を!!」「祝え、次代の王の誕生を。」。

## 概要
平成仮面ライダーシリーズの20作品記念作品にして、テレビシリーズでは最後の作品。これに関連して「Since2000 平成20 Kamen Rider Kicks」の記念ロゴマークも新規に製作され、公式サイトや関連商品、オープニングのタイトル表記時などに使用されている。
時計をモチーフとした本作品では、主人公のジオウをはじめとする仮面ライダーたちも時空を巡って戦う「タイムトラベルライダー」として位置付けられている。シリーズ第1作『仮面ライダークウガ』から第19作『仮面ライダービルド』までの各作品の時代を含めた、さまざまな時空を巡るタイムトラベルという要素やジオウが「未来の魔王」であるという設定は、20作品目に相応しい壮大なスケールを志向したことに起因する。
ジオウたちは歴代平成仮面ライダーたちの力を持つアイテム「ライドウォッチ」によって彼らの力を使用できるほか、ストーリー面でも歴代平成仮面ライダーたちとの出会いが強調されたものとなっている。歴代平成仮面ライダーたちとのクロスオーバー作品である点は、シリーズ節目の作品であった第10作『仮面ライダーディケイド』とも共通しているが、本作品ではそれとの差別化を図るべく「レジェンドから逃げない」というスタンスが、企画段階より明確に打ち出されている。その『ディケイド』の主人公である門矢士 / 仮面ライダーディケイドは、ジオウたちの前に大きく立ちはだかるキャラクターとしての展開が予定されており、『ディケイド』が『ジオウ』以上にレジェンドを扱う作品であったため、その設定から当初は数話のみの登場を想定していたが、反響の大きさと説明など便利であることから、もっと出てくれないかという話になり、最終盤では『ディケイド』の完結編的なエピソードとしても描かれている。その多くが聖人君子の主役の平成仮面ライダーの中で自虐的・偽善的に「自分は破壊者だ」と言えるディケイドは、唯一悪者として扱える仮面ライダーとなっているため、物語に大きく関わっている。シリーズの設定的な根幹の片棒をいずれかの形で担いでもらうため、ゲストではなくある種の特別扱いが必要と考え、有り体として敵と思い、ラスボスではなく中ボスとして3月ごろに倒されるという想定であった。

## あらすじ
9月から12月、1月から3月、4月から終わりまでの3章仕立てとなっている。
EP01 - EP12
西暦2018年の秋。王様になることを夢見る高校3年生の常磐ソウゴは、未来から来た自分を抹殺しようとする明光院ゲイツ / 仮面ライダーゲイツに命を狙われ、同じく未来から来たツクヨミに救われる。その中でソウゴは、西暦2068年の世界を自分が魔王にして時の王者オーマジオウとして支配することを知るが、最低最悪の魔王ではなく、世界を良くする最高最善の魔王になることを宣言する。そこに現れたオーマジオウの従者を名乗る予言者ウォズからジクウドライバーを受け取り、仮面ライダージオウへと変身。歴史改変を企てるタイムジャッカーが生み出したアナザーライダーを倒すため、歴代のレジェンドライダーたちと出会いながらライドウォッチを受け取り、集めることがオーマジオウになる道にも繋がることを知る。ゲイツとツクヨミはソウゴが自分たちの知る最低最悪の魔王になるのかと疑問を抱き、同居をして彼を監視しつつ、アナザーライダーとの戦いに挑む。

EP13 - EP16
だが、ソウゴが覇道を全く進もうとしない状況に不安を覚えたウォズはタイムジャッカーと一時共闘を選び、門矢士 / 仮面ライダーディケイドを招き入れ、ソウゴを2068年の世界へと送り込む。そこでソウゴはオーマジオウと対峙し、未来の自分が最低最悪の魔王になることを確信し、その圧倒的な力を体感する。そして、現代へと戻り、一時はゲイツにジクウドライバーを破壊させて魔王への道を閉ざすが、ゲイツの「最低最悪な魔王になったら俺が倒す」という言葉とともに差し出されたドライバーを受け取ったソウゴは再びジオウに変身する。

オーマの日編（EP17 - EP30）
別の時間軸の未来からもう一人のウォズ（白ウォズ） / 仮面ライダーウォズが現れる。彼は、ゲイツが審判の日オーマの日にゲイツリバイブとなってオーマジオウを倒し、世界を救ったという。
白ウォズはゲイツを救世主にするため、3つのミライドウォッチを集めようとする。そして、別の時間軸の未来に存在する仮面ライダーシノビ・仮面ライダークイズ・仮面ライダーキカイのミライドウォッチを集める。
その一方で、ウォズ（黒ウォズ）は、ソウゴがオーマの日に使用されていたとされる禁断のアイテム・銀色のライドウォッチをソウゴに渡し、裏の自分自身であるミラーワールドのソウゴから渡された金色のライドウォッチと合体させることでジオウライドウォッチIIを完成させ、ジオウIIとなる。
そんな中、加古川飛流 / アナザージオウが現れ、アナザーライダーの契約者を襲撃し始める。飛流はソウゴに恨みを抱いており、ツクヨミは、その恨みの起点となった10年前のバス事故があった日へと飛び、その事故がタイムジャッカーのスウォルツがソウゴと飛流を含めた子供たちを未来へと転移させ、王の素質を見極める試練を与えたことによるものと知る。それを止めようとしたツクヨミがスウォルツに銃口を向けた際にソウゴの名を口にしていたことから飛流は事故の原因がソウゴにあると誤解していた。
ゲイツは自らの甘さからツクヨミが事故の犠牲になったと思い込んでしまい、ソウゴを倒す覚悟を決め、3つのミライドウォッチからゲイツリバイブライドウォッチを完成させ、仮面ライダーゲイツリバイブとなってソウゴを倒そうとする。一方の黒ウォズも白ウォズから仮面ライダーウォズの力を奪い、戦いを止めようとする。
だが、ソウゴはゲイツに対して「友達であるゲイツが自分が魔王になると確信したなら倒されてもいい」と言ったことで、ゲイツもソウゴを友達として認め、そこに現れたアナザージオウやアナザーライダー軍団を共に倒す。
自らが望む未来が来ないと悟った白ウォズは、海東大樹 / 仮面ライダーディエンドと接触し、ソウゴたちのライドウォッチを盗ませる一方で、世界を破滅させようとするが、真っ直ぐなソウゴに心を動かされ、彼にジオウトリニティライドウォッチを渡し、ジオウ・ゲイツ・ウォズの3人のライダーの力をひとつにした仮面ライダージオウトリニティへと変身させ、世界の破滅を防いだ。
こうして新たなオーマの日が訪れ、誰も知らない新たな未来へと動き出したため、白ウォズは消滅する。

EP31 - EP40
残りのライドウォッチを集めていく中で、ツクヨミがタイムジャッカーと同様、時を止める力に目覚め、記憶を失くしていた彼女は過去の自分に何かがあったのかと思うようになる。そこに現れた士はツクヨミとともに2058年の世界へと飛び、時を操る少女とその兄と思われる青年に出会う。そこに現れたスウォルツは、「時の王の力とお前の力が共鳴するとき、新たな力が誕生する」と言い、その場を去る。
そして、最後のひとつであった電王ライドウォッチを手にしたソウゴは全てのライドウォッチを集めたことでグランドジオウライドウォッチを完成させ、仮面ライダーグランドジオウへと変身する。

加古川飛流ワールド編（EP41 - EP43）
再び2068年の世界へと飛ばされたソウゴはオーマジオウと対峙するが、ソウゴは唯一ドライブの力を継承していなかったため、オーマジオウに敗北。ウォズの機転で現代へと撤退したソウゴはアナザージオウIIとなった飛流によって歴史が改変された世界に遭遇し、彼が新たな魔王として君臨していた。ゲイツやツクヨミたちもソウゴのことも覚えていなかったが、士の協力を得て彼らを説得し、態度を軟化させる。
だが、歴史改変は新たな王の擁立ではなく、自らが王になろうとしたスウォルツの陰謀によるものであり、戦いの中でディケイドの力を士から奪う。

EP44 - LAST（最終話）
ディケイドの力を手にしたスウォルツはアナザーディケイドとなり、ソウゴはスウォルツを倒そうとするが、それは同時に彼の妹であったツクヨミも消えることを意味していた。
スウォルツは自分の世界を救うため、全世界の融合を進め、ソウゴを利用して世界を崩壊させようとしていた。
ソウゴは、2068年の世界へと飛んでツクヨミにライドウォッチを渡し、オーマジオウの力を分け与えさせることで仮面ライダーツクヨミを生み出し、世界を救おうとするが、彼女が離反して兄のスウォルツに加担したことで計画が破綻する。
そして、ゲイツもスウォルツの攻撃からソウゴを庇ったことで命を落とすが、ソウゴは仮面ライダーオーマジオウとなり、裏切っていた芝居をしていたツクヨミの協力もあってスウォルツを倒す。
ソウゴはオーマジオウの力で時空を破壊・創造して新たな世界を構築する。

## 登場人物

### 仮面ライダーの変身者
過去作品から登場する仮面ライダーは他作品の登場人物の節を参照。
常磐 ソウゴ（） / 仮面ライダージオウ
本作の主人公。2000年4月28日生まれの18歳→19歳で、光ヶ森高校に通う高校3年生。記憶力が高く、得意科目は歴史で、物理学などの理系全般は苦手である。運動神経が高い。後述の通り世界中全ての人々が幸せに暮らせる世界を作るため、「王様になる」という夢を抱き、高校の進路指導でもそれを公言してはばからない。両親の宗太郎と奈美恵は10年前の2009年4月24日に起こったバス事故によって亡くなっており、それ以降は大叔父の順一郎に引き取られ、クジゴジ堂で暮らすこととなった。
「なんか行ける気がする」が口癖のポジティブに物事を捉える性格の持ち主で、50年後の自身が最低最悪の魔王となるとツクヨミから告げられてもそれを受け止め、最低最悪の魔王ではなく最高最善の魔王になることを目指す。
アナザーライダーの出現によって歴史が変化することを認識している一方で、人間に危害を加えないアナザーライダーは、無闇に倒す必要は無いと考えており、またアナザーライダーによって生じるトラブルなどの解決法については、アナザーライダーとなった人間がタイムジャッカーと契約した経緯を調べたりすることで根本的な原因の解決を図ろうと模索しており、アナザーライダーを倒せば全て解決すると考えるゲイツや、ソウゴをライドウォッチの入手に専念させようとするウォズと対立することもある。
王様を目指すことになった発端は、幼いころに見たダイマジーンが街を破壊する夢の中で、謎の男が「お前は生まれながらの王、世界を破滅から救う使命がある」と言われたことがきっかけとなっている。だが、実際は夢ではなく、未来の王の資格を持つ者を探していたスウォルツの陰謀でダイマジーンの軍勢が街を破壊し始めた時代へ飛ばされると、飛流を助けようとして時間を操ったことで魔王へと覚醒し、その夢と同様の言葉をスウォルツから投げ掛けられる。
- 「王様」というキャラクター付けは、レジェンドライダーを無意識にへり下らないフラットな視点で見ることが必要であることから設けられた。『ディケイド』の門矢士や『海賊戦隊ゴーカイジャー』のキャプテン・マーベラスも同様の理由から「俺様キャラ」であったが、本作品ではレジェンドを迎え入れるホストとしての要素も持つことから受容性のある「王様」とされた。「俺様キャラ」という設定は、前作『ビルド』の桐生戦兎と重複するため、「未来系の俺様」といういずれ俺様になる感じにすることで、成長ものにはせず、宇野昌磨のようにド天然で世間とは違った感性で生きているが、何でもできる天才的なキャラがベルトを受け継いだことによって1年間をかけてそれと同時に友達を得るという話にしているという。当初は、「未来でチヤホヤされる伝説の勇者」という案もあったが、現在の主人公が弱くなることを懸念し、そのチヤホヤを逆にして未来の魔王がラスボスになるというものに変更された。白倉は、ソウゴらが根本的な部分で相容れられないのは立脚する時間軸が異なるからであり、ソウゴは時間軸を変えることで共に人生を歩むことのできる世界を作り出したと述べている。
- 変身ポーズは、時計の針の動きをイメージしている。メイン監督の田﨑竜太は、演じる奥野壮にバレエ経験があるため手の先まで細やかな神経が通っていると評している。
- 名字の常磐は「時」、名前のソウゴは「大言壮語」に由来する。名前には仮面ライダーシリーズの原作者である石ノ森章太郎の住居兼仕事場であったトキワ荘（）の名が含まれているが、東映プロデューサーの白倉伸一郎は意図したものではないことを語っている。

明光院 ゲイツ（） / 仮面ライダーゲイツ
2068年の未来から来た戦士。2050年生まれの18歳。レジスタンスとしてオーマジオウと戦っていたが苦戦を強いられ、オーマジオウとして覚醒する前にソウゴを倒すため、2018年の時空に出現。同じく2068年の未来からゲイツを追って来たツクヨミからの説得でソウゴの抹殺を保留とし、彼の監視も兼ねてツクヨミと共にクジゴジ堂の2階へ住み込み、高校生に扮して光ヶ森高校に潜入した。
自分を律しているため、笑顔を見せることはあまりなく、ソウゴのことも変身前でも「ジオウ」と呼んでいる。目的のためには強引な手段も辞さない一方、一般人が危険に晒されているのを見過ごせないだけの正義感も持ち合わせている。ジオウであるソウゴに対しては居候が決まった後も敵意を隠そうとしないが、アナザーライダーとの戦いにおいては必要に応じて共闘に踏み切ったり、過去の時代の知識や語学力を活かして助言したりと、柔軟な対応を見せることもある。
仮面ライダーオーマジオウとなったソウゴによって歴史が書き換えられた世界では、光ヶ森高校の柔道部員となり、王様になるというソウゴを嗜めている。
- 演じる押田岳は、ゲイツの性格を「昔ながらの日本男児」と解釈している。
- アクションシーンや変身ポーズには、押田の特技であるストリートダンスの要素が取り入れられている。
- 企画段階ではソウゴと王位決定戦を繰り広げるという現代人という設定で、ツクヨミとは別の未来人から力を与えられると想定されていた。しかし、ライドウォッチの争奪戦にあたり主役側にウォッチを多く集める展開にせざるを得ずパワーバランスがとれないため、ソウゴを狙う刺客という役割に改められた。

ツクヨミ / 仮面ライダーツクヨミ
本作のヒロイン。ゲイツと同じく2068年の未来から来たレジスタンスの少女。ソウゴ、ゲイツと同い年の18歳。ゲイツを追って2018年の時空に現れ、ソウゴがオーマジオウとして覚醒しないように働きかけようとする。ソウゴが強い正義感を持っていたことから、彼が本当にオーマジオウになるのか見極めるため、彼の監視も兼ねてゲイツと共にクジゴジ堂へ住み込み、高校生に扮して光ヶ森高校に潜入した。のちに世界の崩壊を止めるために仮面ライダーツクヨミの変身者になる。
武器であるファイズフォンXの他に専用の未来のタブレット端末を所持しており、これを用いてテレビの受信や特定人物や未来の情報や過去の新聞記事を引き出したり、時間旅行で訪れた先の時代で必要なものを調達したり、傷を治癒できる。激辛好き。
実はレジスタンスに拾われるまでの過去の記憶を失っており、「ツクヨミ」も本名ではなく、一種のコールサインであることが判明し、後に本名が時を司る一族の末裔のアルピナであることが判明する。アナザーアギトとの戦闘中、タイムジャッカー同様、時を静止させる能力に覚醒し、のちに自分がスウォルツの妹だと知る。
仮面ライダーオーマジオウとなったソウゴによって歴史が書き換えられた世界では、光ヶ森高校の生徒として通っている。
- 名前は日本神話の神に由来する。アルピナという名前の由来は、同名のスイスの時計メーカーの名前から。当初は、ソウゴの娘という案だった。

ウォズ（黒ウォズ） / 仮面ライダーウォズ
未来から現れ、ソウゴやオーマジオウを主（「我が魔王」）と仰ぐ神出鬼没の青年。アバンタイトルなどではストーリーテラー的な役割も務める。
正統な歴史が記された逢魔降臨暦という名の預言書の書物を常に携えており、「ソウゴを正しく導く」という目的の下、「この本によれば…」とソウゴに未来を予言するような言葉を呟いたり、最高最善の魔王になることを決意したソウゴにジクウドライバーを授けるなど、彼に対して協力的な姿勢を示しているが、あくまでも、オーマジオウを崇拝しているだけであり、18歳のソウゴに対しては後述のように横柄な態度をとることもある。また、ジオウ（ソウゴ）が初めて変身したり、ライダーアーマーを初めて纏った際には口上を述べ挙げて祝福している。生身でもアナザーライダーの攻撃を受け止め、衝撃波や空中浮遊能力、マフラーを触手のように伸ばす力や、逢魔降臨暦を巨大化させて敵を拘束する力を持つ。
本来正当な歴史のオーマジオウは単独で魔王になったため、現在のソウゴには仲間は不要と考えており、彼がゲイツやツクヨミを仲間にしたいと思っていることには歴史が歪みかねないと危惧している。のちに白ウォズから奪った力で仮面ライダーウォズの変身者になり、クジゴジ堂に入居する。
2068年の世界では、ゲイツとツクヨミが所属するレジスタンスの実行部隊の行動隊長を務め、スパイとしてオーマジオウの動向を探っていた。しかし、何らかの理由でオーマジオウ側に寝返った黒ウォズがレジスタンスに流した偽りの情報によってゲイツたちレジスタンスは壊滅寸前まで追い込まれたため、ゲイツは黒ウォズに対して嫌悪感を露にしており、ツクヨミも「ゲイツと黒ウォズが協力し合えるわけない。ゲイツがウォズを仲間として受け入れるとは到底思えない」と語っている。
仮面ライダーオーマジオウとなったソウゴによって歴史が書き換えられた世界では、書き換えられる前の記憶を持ったままであったが、ソウゴたちの元にはおらず、少し離れたところからソウゴたちを見ていた。
EP02以降のアバンタイトルでは、毎回ストーリーテラーとして前回までの出来事を説明するが、稀に最後にうっかり未来の出来事を口にしてしまうという演出がとられている。
- メインライターの下山健人は、狂言回しとして使い勝手がよく、書きやすいキャラクターであることを述べている。
- 企画当初はジオウとゲイツの王位争奪戦の判定人という設定であった。またオーマジオウに次ぐ中ボス的な立ち位置としても想定されており、中盤で白ウォズを吸収して本性を明かし、ギンガファイナリーとなって立ちはだかるという展開が予定されていた。しかし、ウォズの人気が高まったことから敵対することはウォズの魅力にならないと判断され、ウォズが裏切るという展開は夏の劇場版に転用された。
- 逢魔降臨暦の撮影用のプロップは紙面が無地となっており、後に真逢魔降臨暦に改造された。

もう一人のウォズ（白ウォズ） / 仮面ライダーウォズ
ウォズと瓜二つの顔をした、白を基調とした服装を纏う謎の人物。ソウゴがジクウドライバーを破壊したことで生じた歴史の転換点によってオーマジオウが消滅した並行世界の未来から来ており、ゲイツのことを「我が救世主」、ソウゴのことを「魔王」と呼ぶ。手にしたノート型PCデバイス・未来のノートで専用の透明なペンで物事を書き込むことで現実に起こす特殊能力を持つが、ある程度の制限はある模様。
来るべきオーマの日に向けて3つのミライドウォッチを集め、自らが望む未来を築く目的のために他者を利用する非道なことも辞さない。
EP19のアバンタイトルでは、黒ウォズと同様にストーリーテラーを務める。
- 仮面ライダーウォズがその名前からウォズが変身するものと容易に予想できるため、それに対するサプライズとして創作された。
- 未来のノートの撮影用プロップは、ブラウンがかった無地の紙面を持ち、文字が記されるシーンは合成となっている。

### 仮面ライダーの関係者
常磐 順一郎（）
ソウゴの大叔父で、時計店・時計堂クジゴジ堂の店主。若い頃の夢は、海外の有名な時計屋で働くことだった。
時計以外の古いラジオなどの家電の修理も「うち時計屋なんだけどね」と言いながらも引き受けたり、何の面識もない士に食事を振る舞ったり、物事を断れないお人好しな性格。修理の腕前はかなりのもので、EP39・40ではデンライナーの修理を頼まれ、修理に成功している。
時計から価値を見出だし、ソウゴに「時計の針は止まるし、巻き戻すこともできる。だが、人生は違う」と話す。
空室だったクジゴジ堂の2階へゲイツとツクヨミを居候させ、趣味の料理で彼らの分まで食事や弁当も作っている。
ツクヨミやゲイツ、ウォズが未来から来た人間であること、およびソウゴとゲイツが仮面ライダーであることなどは知らない様子だが、ソウゴたちに何気なく話した言葉が事件解決につながることもある。

加古川 飛流（）
スウォルツによって、アナザージオウとなった青年。過去のアナザーライダーの契約者を次々と襲い、その力を手に入れていった。
その正体は、10年前の2009年4月24日に起こったバス事故で、両親を失いながらもソウゴと共に生き残った少年で、バス事故の発端である白い服の女（ツクヨミ）がソウゴの名前を叫んでいたことから彼を両親の仇として憎んでいるが、実際には未来の王の資格を持つ者を探していたスウォルツの陰謀によって起こったものであり、ソウゴと同じ2000年生まれの子供であったことから起こったものであった。

### タイムジャッカー
人間に歴代平成仮面ライダーの力を与えてアナザーライダーと呼ばれる仮面ライダーに変える未来人たち。オーマジオウに代わる時の王者の候補を探し、新たな王を擁立することで正当な歴史を改変しようと目論む。自身と対象以外の周囲の時間を一時的に静止させる能力を持つ。瞬間移動や衝撃波を放つ能力を持つ。
2068年の未来のソウゴとされるオーマジオウとは何らかの関わりがある模様で、現代（2018年）のソウゴのことは「若いジオウ」と呼んでいる。目的は共通であるものの、候補者として選ぶ対象は各々異なっており、また対等な立場にあるものの、メンバー間の関係も良好とは言えない。
EP43にて、ウールとオーラに時間を静止させる能力を与えたのがスウォルツであり、時の王者の候補を擁立することはウールとオーラを煽るための詭弁であり、真の目的は自らが時の王者として君臨することであることが明かされた。
ウール
タイムジャッカーの一員で騒動を起こすことを楽しんでいる無邪気な性格の少年。青色を基調とした服装をしている。アナザーライダーとの契約時にはその後に起こる悲劇の直前で時を止め、その悲劇を回避するために強制的に契約させる。また、心の弱みにつけこんで契約を持ちかけることもある。
仮面ライダーオーマジオウとなったソウゴによって歴史が書き換えられた世界では、光ヶ森高校の生徒として通っている。
- 自分を大きく見せるため、虚勢を張る感じで常にポケットに手を入れており、終盤で手をポケットから出している。

オーラ
タイムジャッカーの一員で大人びた雰囲気を持ったクールビューティーの女性。ベールブルーを基調とした服装をしている。アナザーライダーとの契約時には「あなたにちょっとだけ悪い報せと、めちゃくちゃ良い報せがあるの」というセリフで契約を持ちかける。プライドが高い冷酷な性格。時間を静止させる際には、右の髪飾りをなびかせ、バリアも操ることが可能。また、右手に赤黒いエネルギーの槍を生成することも可能。
仮面ライダーオーマジオウとなったソウゴによって歴史が書き換えられた世界では、光ヶ森高校の生徒として通っている。

スウォルツ
タイムジャッカーのリーダー格で、独善的な長身の男。紫色を基調とした服装をしている。
ウールやオーラよりも強大な力を持ち、時間を静止させる能力もほかのタイムジャッカーも影響されるほどで、念動力も操る。なかなか目的を果たせないウールやオーラに高圧的な態度で発破をかける。また目的のためには手段を選ばず、ウールたちとは違い契約者の意見を求めずに半ば強制的に契約する。のちに士から奪った力でアナザーディケイドとなる。
ソウゴと飛流が両親を失った過去のバス事故の元凶であり、将来の王になる資格を持つ2000年生まれの子供を探す中で彼らと出会い、彼らを未来へと連れ去っていき、ソウゴに時空を操る力を与え、2009年の時代へと彼らを帰す。
正体は別の並行世界の時間軸に存在する王家であり、時間を操る能力も自らの王家のみに引き継がれていたもので、自らが一族最強の力を持っているのにも関わらず、妹のツクヨミが王位を継承することに不服とし、彼女の記憶を消して別の時間軸であるこの世界に追放した。
その真の目的は時空を操る力を与えたソウゴを利用して彼にライダーの力を集めさせて力を1つに統合させ、仮面ライダーが存在しないことで滅びが迫っていた自身の世界以外を全て融合させることで仮面ライダーの存在する世界を消し去ろうとし、魔王に仕立て上げた後でその力を奪い、自身が真の王になろうとすることだった。
- 当初の設定では、ソウゴの息子という案や「未来の熱血体育教師」という設定だったが、後に後者は『仮面ライダージオウ NEXT TIME ゲイツ、マジェスティ』で生徒指導の先生という設定になった。

### 他作品の登場人物
一部のエピソードでは「NEXTレジェンド」として、本編終了際に次回登場となる他作品の人物が姿を見せることがあるが、以下の登場EPの記載では省略する。
『仮面ライダービルド』から登場
桐生 戦兎（） / 仮面ライダービルド、万丈 龍我（） / 仮面ライダークローズ
EP01・EP02に登場。西暦2017年の仮面ライダー。ソウゴがやってきた2017年の時空でスマッシュと戦っていた際にソウゴと出会う。
改変後の2018年では両者共、ライダーとしての能力と記憶を失い、戦兎は本来の名前である葛城 巧（）と名乗っている。ロックバンド・ツナ義ーズのファンになっていたが、2018年の時空でアナザービルドが倒された際に一時的に記憶を取り戻し、ソウゴに自分たちの力が宿ったライドウォッチを渡した。
そして、再び過去に戻ってきたソウゴやゲイツと共にアナザービルドと交戦するも、改変の影響が進んで変身できなくなり、二人に後を託す。アナザービルドが倒された後、別れ際のソウゴからブランクウォッチを渡されたが、ジオウがビルドの力を奪ったことで歴史改変が発生し、仮面ライダービルドがいない歴史となった。

『仮面ライダーエグゼイド』から登場
宝生 永夢（） / 仮面ライダーエグゼイド、鏡 飛彩（） / 仮面ライダーブレイブ
EP03・EP04に登場。西暦2016年の仮面ライダー。2018年現在では原典同様に聖都大学附属病院に勤めており、永夢は小児科医、飛彩は外科医として働いている。
プレイヤーが意識不明になるクリアできないゲームを調べていた永夢はそのゲームについて調べて行方不明となり、無断欠勤状態となっていた。その後、永夢の残したドイツ語で書かれたゲームの攻略法のメモを使ってゲームエリアに入りアナザーエグゼイド＝飯田と交戦したジオウとゲイツの前に現れた永夢は一時的に力を取り戻してエグゼイドに変身し、何故かジオウたちに襲いかかる。その目的は飯田の息子・ケイスケが突発性拡張型心筋症で命の危機に瀕しているため、そのドナーを捜していた飯田をケイスケのそばに居させることにあった。だが、ケイスケの病状はすでに進行しており、死を待つしかない状況だった。
2016年でアナザーエグゼイドが誕生した影響で2018年の永夢はライダーとしての記憶と能力を失うが、ソウゴにエグゼイドライドウォッチを渡し、エグゼイドの力を託す。ジオウによってアナザーエグゼイドが2016年で倒された後、ソウゴからケイスケを治してほしいと言われ、仮面ライダーエグゼイドがいない歴史になったものの、親子ともに健在な未来に書き換えられた。
檀 黎斗（） / アナザーオーズ
EP09・EP10に登場。本作品では大企業檀ファウンデーションの社長。2010年にウールと契約しアナザーオーズの力を手に入れる。既に、ゲンムの力と記憶を失っている。
2018年に日本からの独立を宣言し、檀黎斗王（）を僭称するようになり、行く行くは檀黎斗大王（）になろうとしていた。本作品でも自分本位な性格は変わっておらず、自身の行動を批判した記者をクズヤミーに変えたり、比奈を強引に妃にさせたりしようとする。
魔王になるため、悪い王の勉強をしに自身の軍門に降ったソウゴを王室直属の騎士団長にするが、自身の考え方に嫌悪感を抱かれ反旗を翻される。その後、2010年でジオウと交戦するも敗北し、アナザーライダーの力を失った。その後、ウォズからは「偉大なる魔王が生まれるための偉大なる肥やしとなった」と貶された。
- 当初は、ゲンムゾンビゲーマーのライドウォッチを渡すだけの少しだけの出演だったが、それまでのアナザーライダーの契約者の人選が本質的に王様ではないような人物が選ばれていたため、「30代くらいの王様になりそうな破天荒でイケメンな感じ」という案を聞いた監督の柴﨑の提案で檀黎斗がアナザーライダーの契約者に選出された。
- 黎斗を演じる岩永はオーズ編のため、鴻上の口癖であった「素晴らしい」という台詞を言ったり、欲望を前面に出して意識しているという。

檀 正宗（）
EP09・EP10に登場。黎斗の父親。2016年にアナザーオーズに変身した黎斗に殺害され、その死をきっかけに黎斗は父親の檀コーポレーションを引き継ぎ、檀ファウンデーションを設立する。後ろ姿と顔写真のみが登場。

『仮面ライダーフォーゼ』から登場
仮面ライダー部の面々は卒業生として写真が登場している。
如月 弦太朗（） / 仮面ライダーフォーゼ
EP05に登場。西暦2011年の仮面ライダー。
2018年では『MOVIE大戦アルティメイタム』の通り、天ノ川学園高校の教師であり、仮面ライダー部の顧問として活動している。なお、歴史改変の影響で仮面ライダー部は都市伝説の仮面ライダーを調べる部となっている。
2011年にてアナザーフォーゼの誕生により仮面ライダーフォーゼとしての記憶と能力を失い、2018年現在は連続して失踪した天ノ川学園高校のてんびん座生まれの18歳の女子生徒を探して奔走している。作中では後ろ姿のみの登場でツクヨミとすれ違う描写がある。
大杉 忠太（）
EP05・EP06に登場。2018年でも弦太朗の先輩教師として天ノ川学園高校に勤務している仮面ライダー部の前顧問。仮面ライダー部の部室に来ていたゲイツのライドウォッチを目にし、弦太朗から預かって保管していたフォーゼライドウォッチをソウゴに渡した。その後、ソウゴたちにカリン以外にてんびん座生まれの18歳の女子生徒がもう一人いたことを話す。
- フォーゼライドウォッチを保管していた箱の中には園田紗理奈の写真も入っている。

近藤 大太（）、根津 誓夫（）
EP05に登場。2018年では天ノ川学園高校・仮面ライダー部の部員。ソウゴとゲイツが本物の仮面ライダーだと知り、2人を仮面ライダー部の部室に招いた。

『仮面ライダー555』から登場
EP05・EP06に登場。
乾 巧（） / 仮面ライダーファイズ
西暦2003年の仮面ライダー。原典では命を落としているが、歴史改変の影響で2018年でも生存している。流しのクリーニングを生業とし、西洋洗濯舗 菊池のポイントカードに自分の名前を書き足したものを名刺代わりとしている。既に、ファイズの力と記憶を失っている。
元の仲間だった雅人が女子高生の山吹カリンを襲っているのを知り、止めるために現れた。ソウゴと共にカリンが既に亡くなっていたことを知ると、アナザーフォーゼとなった佐久間龍一を止めるためにソウゴにファイズライドウォッチを渡す。
草加 雅人（）
巧の仲間の男性。原典では命を落としているが、歴史改変の影響で2018年でも生存している。既に、カイザの力と記憶を失っている。
自身と同じ流星塾出身者の孤児であるカリンと佐久間龍一をアナザーフォーゼの呪縛から救うために、カリンに頼まれたことで彼女を殺そうとする。
- EP06でアナザーフォーゼに首を掴まれるシーンは、『555』のオマージュであり、草加を演じる村上の提案によるもの。

『仮面ライダーウィザード』から登場
仁藤 攻介（） / 仮面ライダービースト
EP07・EP08に登場。西暦2012年の仮面ライダー。ウィザードとビーストのライドウォッチを所持している。原典同様、テントを神社に張って野宿をしている。本作品では、改変後の2012年で操真晴人が仮面ライダーウィザードの力を奪われ、アナザーウィザードが誕生した影響で、仁藤も既にビーストの力と記憶を失っている。
ゲイツのことは一貫してツンツンと呼んでいる。ゲイツとアナザーウィザードの戦闘を傍観していたが、ゲイツが気づくとすぐに逃げ去ってしまった。その後、神社の境内でゲイツに発見され、ライドウォッチを奪おうとするゲイツに対して、記憶がないからその理由が分かるまで渡せないと拒否する。その後、ジオウがアナザーウィザードを倒したことにより一時的に力と記憶が取り戻ると、ゲイツの力を試すため突如変身して襲い掛かる。力を認めるとライドウォッチが昔ゲイツから渡されたものだと語り、ウィザードライドウォッチのみを託し去って行った。

『仮面ライダーオーズ/OOO』から登場
火野 映司（） / 仮面ライダーオーズ
EP09・EP10に登場。西暦2010年の仮面ライダー。「たくさんの人と手を繋ぐ」という理想を実現するため国会議員になった。既に、オーズの力と記憶を失っている。
黎斗によって拉致され、城の地下室に監禁される。比奈の協力で地下室から脱出するも、黎斗に襲われる。だが、ソウゴに助けられ彼にオーズライドウォッチとタジャドルコンボライドウォッチを渡した。
- アンクは出演していないが、胸には赤い羽根をつけている。

泉 比奈（）
EP09・EP10に登場。2018年では檀ファウンデーションの服飾部門に所属している。原典では映司の仲間だったが、本作品では歴史が変わったため、赤の他人であるため、彼とは今回の件で初対面となっている。
黎斗の暴政を批判するが、彼の怒りを買い城の地下室に監禁される。その後、怪力で扉の錠前を壊して映司と共に一旦脱出。その後、ソウゴに助けられる。
湊 ミハル（） / 仮面ライダーアクア
EP44からEP46に登場。西暦2051年の仮面ライダー。映司たちと関わった記憶は残っており、映司からもらった明日のパンツも勇気を奮い立たせるためのものとして所持している。A3型のタイムマジーンに乗って現代に現れる。過去へ介入して過去自体を変えようとする行動はスウォルツと同じであり、オーマジオウのいる未来からやってきた2人がいることでソウゴがオーマジオウになる未来が確定してしまうとツクヨミとゲイツに伝え、2人を未来に呼び戻そうとするが、ツクヨミの力がスウォルツに奪われたことを知り、ツクヨミと協力して力を取り戻そうとするが、アナザーディケイドの攻撃を受けて息絶える。
- 各作品のウォッチが終盤でほぼ一巡し、『Over Quartzer』でドライブの力が継承されることは決まっていたため、『オーズ』の世界の延長線上にいる存在ではなく、オーズの存在が歴史から消えても消えずに残っており、幼いころのツクヨミたちがいる時代にいたという未来出身の設定のため、マイナーではあるが登場させることとなった。
- 撮影で使用したパンツは、『オーズ』当時の映司のパンツが残存していたため、そのまま使用することとなった。最期の場面では、台本にはなかったが、必死に戦う感じとして不発に終わったライダーキックや、水を使うライダーであることから雨を降らせている。

『仮面ライダー鎧武/ガイム』から登場
EP11・EP12に登場。
葛葉 紘汰（）（始まりの男） / 仮面ライダー鎧武
西暦2013年の仮面ライダー。歴史改変を本来の力で抗い、2013年でアナザー鎧武を倒したソウゴの前に始まりの男の姿で現れ、ゲイツの力を信じろという助言を告げる。
改変後の世界では、DrupeRs（）で働くフリーターとして登場し、ソウゴに鎧武ライドウォッチとコダマスイカアームズを託した。
始まりの男としては、アナザー鎧武がソウゴによって倒されると、自分だけではなく、仲間も信じるのが王であると告げると改変の影響で消滅した。
駆紋 戒斗（）
チームバロンのリーダーだったが、同チームを追い出され、スウォルツによりアナザー鎧武ウォッチを手に入れたアスラにより2013年にヘルヘイムの森に追放される。2018年の時空で森を彷徨っているときにゲイツと出会い、彼の心の迷いを指摘する。ゲイツに空間のヒビの場所を教える。その後、ヘルヘイムの森に追放されたチームバロンのメンバーと共にクラックから脱出した。既に仮面ライダーバロンの力と記憶を失っている。

『仮面ライダーゴースト』から登場
天空寺 タケル（） / 仮面ライダーゴースト
EP13・EP14に登場。西暦2015年の仮面ライダー。既にゴーストの力と記憶を失っている。
原典同様、シブヤやナリタと共に不可思議現象研究所として活動している。
3年前からアナザーゴーストによる事件を追う中で、アナザーゴーストの仲間である仮面ライダーを追っていた。ミカの依頼を受け彼女の兄のマキムラを探している途中で、ナリタと共に仮面ライダーであるソウゴを捕まえ、大天空寺に連行するが、ソウゴが誤解を解いたことで和解する。アナザーゴーストの能力でソウゴの魂が分離された後は自身の法力で魂を引き留め、ソウゴと共にタイムマジーンで2015年の時空へと飛び、マキムラが生きている歴史に変える。その影響で、一時的に記憶と能力を取り戻し、ゴーストに変身してマコトと共にウールが使役する眼魔コマンドの軍団を倒す。その後、アナザーゴーストが再び誕生した影響で再び能力を失うものの、ソウゴにゴーストライドウォッチを渡す。
- 東映プロデューサーの白倉伸一郎は、序盤でゴーストとドライブのウォッチを入手する過程を描きたかったがキャストの都合がつかず、西銘のスケジュールが取れた時点では既にゴーストライドウォッチを持っているという展開であったため、ストーリー作りに苦心した旨を語っている。また、冬映画の撮影と同時進行で撮影していたため、ソウゴを始めとしたメインキャストのスケジュールがなく、外ロケに出来る限り出さずに撮りやすくするため、タケルを動かしたり、マコトを登場させるなど豪華な感じに目線を行かせることで十分にも行ける目論見となった構成となった。

深海 マコト（） / 仮面ライダースペクター
EP14に登場。西暦2015年の仮面ライダー。
2015年の時空で2018年からやってきたタケルと共に眼魔コマンドの軍団を倒す。

『仮面ライダーディケイド』から登場
門矢 士（）/仮面ライダーディケイド（ネオディケイドライバーVer.）
異世界を渡り歩く仮面ライダー。EP13から登場。タイムジャッカーに接近したウォズにより最大の障害として呼び出された。仮面ライダーとしての記憶・能力は失っておらず、自らを「通りすがりの仮面ライダー」「世界の破壊者」と称しており、ウォズも「全てを破壊し、歴史を変える者」と称している。またソウゴたちとは異なりタイムマジーンを使わずにオーロラカーテンで時空間を移動する能力を持つ。
海東 大樹（） /仮面ライダーディエンド（ネオディエンドライバーVer.）
士と同様に異世界を渡り歩く仮面ライダー。EP29から登場。士同様、仮面ライダーとしての記憶・能力は失っていない。士同様、オーロラカーテンで時空間を移動する能力を持つ。原典同様に怪盗として珍しいお宝を狙っており、「通りすがりの仮面ライダーを追いかける者」と自称している。

『仮面ライダー龍騎』から登場
EP21・EP22に登場。
城戸 真司（）
OREジャーナルの元記者で、西暦2002年の仮面ライダーだったが、この世界では原典の最終回のエピローグ同様、戦いが無効となった歴史を歩んでいるため、元から仮面ライダー龍騎にならなかった歴史の世界で暮らしている。
もう一人の自分に怯え、自分の部屋の窓を目張りして、練炭自殺を図ろうとするものの、ソウゴたちによって阻止される。その後も、もう一人の自分から逃げるため、病院を抜け出すがアナザーリュウガを倒そうとする白ウォズにその命を狙われる。
だが、その本心は負の面である裏の自分を受け入れられなかったことによるものであり、アナザーリュウガがOREジャーナルの元購読者たちを襲ったのも無意識のうちに彼らを恨んでいたからだった。だが、ソウゴと対面したことで負の面の裏の自分を受け入れることを決め、前に進む決意をした。その後、大久保と再会する。
裏真司 / アナザーリュウガ
失われた鏡の世界の城戸真司。原典では仮面ライダーリュウガとして登場したが、本作品ではウールと契約してアナザーリュウガとなる。OREジャーナルの元購読者たちを襲っていたが、ジオウIIに倒される。
大久保 大介（）
かつて存在したwebニュースサイトOREジャーナルの元編集長。時代の流れによるSNSの発展に伴い、サイトは既に閉鎖されている。現在は釣堀で廃人同然の生活を送っていたが、真司と再会したことで、前に進む決心をした。

『仮面ライダー剣』から登場
EP29・EP30に登場。
剣崎 一真（） / 仮面ライダーブレイド
西暦2004年の仮面ライダー。本作品ではブレイドとしての記憶・能力を失っておらず、原典の最終回と同様にジョーカーである。自身と始の宿命を避けるために行方を眩ましていた。
ジオウとの戦闘でジョーカーの力を使った始に呼応して現れ、ブレイドに変身し二度に渡って交戦するが、アナザーブレイドによってブレイドとジョーカーの力を奪われてしまい、人間と同等の存在となる。アナザーブレイドが撃破された後は、ソウゴにブレイドライドウォッチとカリスライドウォッチを託した。
相川 始（） / 仮面ライダーカリス
西暦2004年の仮面ライダー。本作品ではカリスとしての記憶・能力を失っていなかったが、数年前に栗原天音の前から姿を消し、現在は写真家として活動していた。
アナザーブレイドを倒そうとするジオウの前に現れ、彼に襲い掛かる。その後、ブレイドに変身した剣崎と交戦後、アナザーブレイドにカリスとジョーカーの力を奪われ、人間と同等の存在になった。
栗原 天音（） / アナザーブレイド
喫茶店ハカランダで働く女性。失踪した始を捜している。白ウォズによってアナザーブレイドに変貌させられ、始を求めて撮影スタジオを襲っていた。
ジオウとの戦闘中に始と再会するが、白ウォズの計略によって、ブレイドとカリスとジョーカーの力を吸収し一つにしたことでバトルファイトが終焉し、モノリスが現れる。その後、力を吸収し強化された状態でゲイツとウォズを圧倒するが、ジオウトリニティに敗北。正気を取り戻し、未来に進んでいく決意を固めた。

『仮面ライダーアギト』から登場
EP31・EP32に登場。
津上 翔一（） / 仮面ライダーアギト / G3
西暦2001年の仮面ライダー。レストランAGITΩのシェフだったが、渡仏し、料理修業するために現地の名店でしばらく働いていた。だが、日本でアナザーアギトがG3ユニットを襲う事件が起きていることを真魚から知り、日本に帰国。
本作品ではアギトとしての記憶・能力を失っておらず、アギトに変身し、アナザーアギトを倒そうとするが、それはスウォルツの罠でアナザーアギトの軍勢に包囲されてしまい、ウールによってアギトの力が奪われる。ツクヨミが失った記憶と時を止める能力に苦悩していたことを知り、彼女にかつて自身も記憶を失い、アギトの力を持ったことで苦悩していたが、普通に暮らそうと思ったことで変われたと話し、彼女を再起させる。
その後はG3を装着しソウゴたちの元に駆けつける。ソウゴたちの活躍でアギトの力を取り戻し、彼らと共にアナザーアギトを撃破する。戦いの後はソウゴにアギトライドウォッチを託した。
- EP31の変身シーンは、『アギト』第2話のオマージュ。

風谷 真魚（）
ソウゴとゲイツが訪問したレストランAGITΩで働く女性。G3ユニットがアナザーアギトに襲撃されたことを翔一に伝える。
尾室 隆弘（）
警視庁未確認生命体対策班・G3ユニットの隊長。G3システムの演習中にアナザーアギトの襲撃に遭うが、ツクヨミに助けられる。

『仮面ライダー響鬼』から登場
EP33・EP34に登場。
桐矢 京介（） / 京介変身体 / 仮面ライダー響鬼
かつてヒビキの弟子。響鬼を名乗り、アナザー響鬼を倒そうとする轟鬼を妨害する。そして、ソウゴたちにウォッチを渡すため、鬼の特訓をさせるが、その真の目的は自身の弟子である鼓屋ツトムがアナザー響鬼へと変貌したからであり、響鬼も自分で名乗っていただけで、実際には襲名していなかった。その後、ツトムへの思いを告白したことで響鬼ライドウォッチが生まれ、起動させたことで響鬼へと変身し、ジオウとともにアナザー響鬼を倒す。そして、ソウゴに響鬼ライドウォッチを託し、ツトムを再度自身の弟子に迎え、響鬼を襲名する。
- 『ディケイド』の響鬼編とは異なるアプローチにするため、『響鬼』のプロデューサーが白倉に交代することとなった回から登場した象徴的なキャラクターである桐矢京介を登場させることとなり、彼が響鬼を継ぐ後日談となった。ソウゴたちとの修行シーンは、近代的なスタイルで修行をしているイメージからバーベルを持ち上げるなど筋トレをする現代の形となった。響鬼の変身シーンは、ヒビキが遠くで見守っているような演出から、自然光ではなく合成のレンズフレアが使用されている。

トドロキ / 仮面ライダー轟鬼
西暦2005年の仮面ライダー。アナザー響鬼を倒すため轟鬼に変身するが、京介に妨害される。ソウゴとツクヨミから強引にウォズを1日弟子にされ、誕生日を迎えたソウゴの祝い方に迷っていた彼に、自分の傍にいてくれて死しても自分を心配してくれた師匠のことを話し、彼を奮い立たせる。ラストには立花日菜佳の名前を口にしている。
- ウォズとの修行シーンは、トドロキが自然と向き合った生活をしているなどの彼の修行のイメージから洗濯をするものとなった。

『仮面ライダーキバ』から登場
EP35・EP36に登場。
次狼（） / ガルル
キバに仕えるアームズモンスターの一体。かつてのカフェ・マル・ダムールだったカフェ亜露麻の常連。「以前この店では世界一うまいコーヒーが飲めた」というが経営者が変わったことで「今では世界一まずいコーヒーになった」と悲観するが、その後も女性店員目当てで通っている。
アナザーキバはアームズモンスターたちを使役する力を持っているため、ソウゴたちと敵対することとなるが、アナザーキバの変身者である北島祐子の正体に気付いたことで彼女に見切りをつけ、彼女に介抱されたソウゴの前に現れ、キバライドウォッチを託してその場を去る。それ以降はアナザーキバの戦闘には参加していない。

『仮面ライダーカブト』から登場
EP37・EP38に登場。
西暦2006年の仮面ライダー。
加賀美 新（） / 仮面ライダーガタック / 仮面ライダーカブト
ガタックの力と記憶は失っておらず、隕石の飛来に伴うワームの暗躍に対してソウゴに協力を依頼し、影山を騙るワームを倒そうとするが、地獄兄弟の陰謀によって拉致されてしまうが、ソウゴとウォズによって助けられる。その後、地獄兄弟との戦いの中でカブトゼクターに選ばれ、仮面ライダーカブトとなり、地獄兄弟を倒し、ソウゴにカブトライドウォッチを託す。かつて隕石が落下して壊滅したはずの渋谷が何事もなかったかのように繁栄していることについて疑問を抱いていたが、劇中では明確な説明はなかった。
- 『カブト』テレビシリーズ冒頭で、カブトゼクターに選ばれなかった加賀美をフィーチャーするため、テレビ版からの成長を描くものとしてカブトに変身することとなった。ソウゴの「王様になる」という夢を聞いた後の加賀美の「あいつもそこまでは言わなかった…」という台詞の「あいつ」は天道総司だが、そのまま天道を意識した台詞であると加賀美の話の主軸がブレるため、このようなさじ加減となった。

矢車 想（） / 仮面ライダーキックホッパー / アナザーカブト
影山と共に地獄兄弟と呼ばれていた。ライダーの記憶と能力は失っていないが、タイムジャッカーと契約してアナザーカブトとなり、影山と共に加賀美を誘き出し、彼を拉致する。過去にネイティブに変化しかけた影山を倒したことから、ワームが擬態した形で再び現れた影山も彼がワームであると知りながらも守り続け、自らの手で倒すことを望んでいたが、加賀美に倒され、影山もゲイツに倒されて塵となったことから自暴自棄となり、どこかへと去る。
- 本作品に天道総司は登場しないが、地獄兄弟の置き手紙は『カブト』テレビシリーズの天道の達筆な手紙を拾っている。地獄兄弟の食べているカップラーメン「兄貴塩」と「弟味噌」はデザインを2019年仕様にしている。

影山 瞬（） / 仮面ライダーパンチホッパー
本物の影山は原典の出来事を受けて既に死んでいることが明示されており、本作品に登場するのは宇宙から落下した隕石に乗ってきたワームが擬態した姿である。影山の記憶と姿を持って矢車に近づき、ソウゴを利用して加賀美を誘き出し、彼を拉致する。地球に迫る超巨大隕石によって自分たち（ワーム）の星に仕立て上げるため、その障壁となるフォーゼライドウォッチとギンガミライドウォッチを奪取するが、ウールによって妨害される。その後、ゲイツと加賀美たちとの戦いでゲイツに倒され、ワームへと戻って塵となる。

『仮面ライダー電王』から登場
EP39・EP40に登場。
桜井 侑斗（） / 仮面ライダーゼロノス
西暦2007年の仮面ライダー。ゼロノスの力と記憶は失っておらず、契約イマジンのデネブと行動を共にしている。その容姿から桐矢京介に見間違われる。
未来でソウゴがオーマジオウとなり、世界を滅ぼすと知ったため、最強の力を手にする前に彼を倒そうとする。だが、アナザー電王の事件を解決しようとするソウゴを見て彼を信頼し、モモタロスと共にモールイマジン軍団を倒す。そして、ソウゴに「お前は本当に常磐ソウゴなのか？」という質問を投げ掛けて、その場を去っていった。
- 響鬼編で中村が桐矢京介を演じた際に、『平成ジェネレーションズ FOREVER』で『電王』に触れていることから、響鬼編に既に中村が出演することは決まっており、響鬼編の撮影終わりに「次は『電王編』で」と中村に声をかけたという。

モモタロス
ウラタロスやキンタロス、リュウタロスとともにクジゴジ堂を訪れ、ソウゴたちを手伝うため、ゲイツに憑依してソウゴたちと共にアナザー電王と戦い、アナザー電王が行った時代への手掛かりになるとソウゴに電王ライドウォッチを渡すが、侑斗からソウゴが魔王になると聞かされたことで即座に没収する。だが、ウォズから奪われたデンライナーの代わりにタイムマジーンによって過去へと飛ぶことでウォッチを渡すことを提案され、アナザー電王が行った2017年5月11日へと行き、ウォズに憑依して戦う。その後、侑斗の助言によってソウゴにウォッチを返還すると、失われた電王の力の代わりにグランドジオウが召喚した電王に憑依して侑斗と共にモールイマジン軍団を倒す。
- ちなみに、EP39は、同時期に『Over Quartzer』と同時進行で撮影していたため、出番を減らさずに奥野を映画撮影に行かせるため、ソウゴはラストシーンを除いてクジゴジ堂とデンライナーの中にしかいない。

リュウタロス
不時着したデンライナーの修理を渋る順一郎に憑依して、時計に近いものと言って修理を引き受けさせる。

『仮面ライダーW』から登場
大道 克己（） / 仮面ライダーエターナル
EP45・EP46に登場。西暦2010年の仮面ライダー。傭兵集団NEVERの隊長。ソウゴの友人の小和田のアナザーワールドから出現し、ソウゴを襲う。原典同様、仮面ライダーWに敗れて戦死したが、アナザーワールドでは、Wに勝利した過去になっている。ジオウとの戦いでその強大な力を利用され、ジオウトリニティの能力でゲイツのアナザーワールドへと転送された際に、自らの手でアナザーワールドを破壊したことで消滅する。
- ジオウWアーマーとの対決シーンでは、当時の『W』の音楽を流用している。去り際のサムズアップは、『エターナル』のころの相手の実力を認めるという一面を見せる克己を彷彿とさせるという松岡のアイデアによるもので、冷酷非情のカリスマであるが、ただの悪ではなく、潔さを感じさせる最期にするためのものである。

『仮面ライダードライブ』より登場
チェイス / 魔進チェイサー
EP47・EP48に登場。ドライブが存在しない世界から現れ、仮面ライダーであるゲイツとウォズを攻撃する。しかし、仮面ライダーがいない世界からやって来たにも関わらず仮面ライダーを攻撃することの矛盾をゲイツに指摘され、さらに、詩島剛の名前を告げられたことで時空の乱れが進み、彼との記憶が頭の中で入り乱れ苦しんだ。怪人に襲われかけたツクヨミを無意識に助けたことに困惑し、本来の歴史では自身も正義の仮面ライダーであったことをウォズに伝えられるも、それを認められずに彼に襲いかかる。ウォズがジオウトリニティへと変身したことで姿を消すと残されたツクヨミを襲うが、やはり攻撃することができなかった。ツクヨミを消そうとしたスウォルツから彼女を守るも、アナザーディケイドの攻撃を受け消滅した。

### ゲストライダーの変身者
神蔵 蓮太郎（） / 仮面ライダーシノビ / アナザーシノビ
EP17・EP18に登場。並行世界の西暦2022年で仮面ライダーシノビに変身する青年。2019年の現代では弱者を助けようとするが自分の力の無力さから、ウールと契約しアナザーシノビとなってしまう。
ウールが黒ウォズに語ったことによると正義感が強いらしく、アナザーシノビになってからもその正義感をタイムジャッカーのスウォルツに利用されるが、3回目に倒された時、ソウゴの説得を受けて強引にアナザーウォッチを再起動させようとするスウォルツに抵抗するが最終的に再起動させられて最後はウォズ フューチャーリングシノビに倒された。

堂安 主水（） / 仮面ライダークイズ
EP19・EP20に登場。並行世界の西暦2040年で仮面ライダークイズに変身する青年。クイズが得意。白ウォズの導きによって2019年の現代に現れた。病に臥せた母や自身を捨てて研究に没頭し、そのまま亡くなった若いころの父親・堂安保に会いに来たが、保はオーラと契約しアナザークイズとなっていた。白ウォズの思惑もありゲイツの妨害を受けるが、白ウォズをまだ信用していないゲイツの協力もあって保の本心を聞いたことでわだかまりが解け、戦いが終わると2040年に帰還する。
クイズの変身者であった彼が2040年の未来から連れて来られたことによって起こったタイムパラドックスにより、アナザークイズやミライドウォッチを生成してもライダーの能力や記憶が無くなることもなかった。

裏ソウゴ（） / 仮面ライダージオウ（ミラーワールドバージョン）
EP21・EP22に登場。鏡の中の異世界の鏡像のソウゴ。姿が左右反転したジオウに変身する。自分はソウゴ自身であると語り、ソウゴの心に負の部分があることを指摘するが、ソウゴが光も闇も両方自分自身であると全て受け入れたことで、金色のライドウォッチを託してソウゴと融合した。
- 平成仮面ライダーの力を受け継ぐことから平成2期の明るい空気感だけではなく、平成ライダー初期の少しダークな世界も通過しなければオーマジオウにはなれないため、その暗い部分の象徴としているが、実際にジオウIIに変身した直後のソウゴは、一皮剥けた感じがあるようになってしまい、裏ソウゴと融合しダークな世界を通過したことで、オーマジオウに半歩近づいたという、ジオウの強さにはそういった危うさを持ち合わせているものとして設定された。

真紀那 レント（） / 仮面ライダーキカイ
EP23・EP24に登場。並行世界の西暦2121年で仮面ライダーキカイに変身する機械生命体・ヒューマノイズの青年。ソウゴの夢の中に現れた。エネルギー切れを起こすと太陽光発電衛星から照射される太陽エネルギーによって充電される。元々はヒューマノイズと共に人間を狩る使命を帯びていたが、人間保護区でマルコを始めとする子供たちと出会ったことでヒューマノイズの同胞と敵対して彼らを守るようになり、ラジオの情報を頼りに希望の大地を目指している。だが、それは同胞の策略であり、偽の情報を発信されていた上に乗っ取られた衛星から照射されたレーザー光によって暴走するが、ソウゴによって一時シャットダウンされる。その後、マルコに教えていたおまじないである「WILL BE THE BFF（ベスト・フレンド・フォーエバー）」のパスワードを入力されたことで元に戻った。
しかし、実際にはソウゴが見たのは予知夢ではなく、ソウゴの見た夢がジオウIIの未来を創造する能力によってそのままレント（キカイ）が存在した未来となり、2019年にもアナザーキカイを生み出したことが後に判明する。
- キャスティングは『キカイダー REBOOT』でジロー役を演じた入江甚儀で、レントの衣装も『人造人間キカイダー』のジローを意識したものとなっている。
- 台本上での「機械だ!」という台詞は、現場で「キカイダー!」と聞こえる発音に変更されている。

## 本作品オリジナルの仮面ライダー
ジオウとゲイツ、ツクヨミは本作品のキーアイテムライドウォッチで変身する。ジオウとゲイツ、ウォズとツクヨミには共通して、複眼や足裏、装備などには文字がデザインされている。
- ライダーアーマーのデザインフォーマットは、一目見ただけでジオウが装着したアーマーであるとわかるようにライダーの特徴を誇張する形でデザインされ、カッコいいアーマーではケレン味がなく、視聴者も見飽きているため、いかにふざけた感じにするようにしている[79]。平成ライダーらしさを出すため、肩に連動アイテムを付けているようになっており、ほとんどが肩パーツと胸パーツの上部、太腿中央のパネル、腕の専用武装を換装している[出典 4]。平成2期のライダーアーマーが先行してデザインされていたが、平成1期では連動アイテムがないため、差をつけるためルールを崩してベルトそのものを肩に配置することとなり、商品化した際のパッケージで載るのが前提のため、分かりやすい特徴を優先する形となった[79]。目の文字の形はジオウとゲイツのどちらかがわかるよう、各ライダーの目の形を踏襲したものとなっている[79]。アーマーは児童層に合わせて比較的近年の平成ライダーが選ばれている[72]。
- ジオウとゲイツはボディは共通のパーツを装着するが、マスクは互換性が無いため、それぞれ前部のアップ・アクション用の2種類が新規造形され、アーマータイム用の後頭部に換装することで対応している[82][83]。
- 装着前のライダーアーマーは、そのライダーの決めポーズを取り、ジオウは正面から、ゲイツは背後から装着するようになっている[84]。

### ツール
ジクウドライバー
ジオウとゲイツ、ツクヨミ共通の変身ベルト。
バックルの状態で携行され、腹部に当てると自動でベルトが伸長して装着される。変身時はドライバーの右側にあるD'9スロットに変身用のライドウォッチを装填し、ドライバー上部のライドオンリューザーを押し込むことでドライバーのロックを解除してライドウォッチを承認させた後、「変身!」の掛け声と共にメインユニットのジクウサーキュラーを反時計回りに回転させることで、「ライダータイム!」の音声と共に読み取ったウォッチ各種データが実体化されて装着し、変身が完了する。さらにドライバーの左側にあるD'3スロットにライダーアーマー用のライドウォッチを装填し、ジクウサーキュラーを回転させることで「アーマータイム！」の音声と共にライドウォッチに対応したライダーアーマーを召喚し、身にまとうことが出来る。またライドウォッチのスイッチを押してからドライバー上のスイッチを押して、ジクウサーキュラーを回転させることで「フィニッシュタイム!」の音声と共に必殺技を発動する。
劇中で登場したのは登場順に2068年にゲイツがオーマジオウより盗んだ物（A）、EP01でウォズがソウゴに献上した物（B）、EP16でウォズが新たに用意した物（C）の3本。ソウゴが当初使用していたのはBだが、EP16でベルトを捨てようとしたソウゴの意志でゲイツによって破壊された。その後、紆余曲折を経てソウゴがAを、ゲイツがCを使用することになる。後にEP48でウォズが新たなドライバーをツクヨミに託している。
- モチーフは腕時計で、バックルが文字盤、ベルトがバンドを模している。ライドウォッチがメタルの時計からディテール感を拾っているため、メタルのギアのような雰囲気でまとめており、時計の文字盤が白いものが多いことからジオウの顔も白になったため、パールホワイトのような印象にしている。ただし、成形色の白だと安っぽい印象になってしまうため、クリアな乳白にすることで未来感を出している。当初からゲイツと共用であると想定していたため、ジオウに用いられているマゼンタは入れられておらず、未来っぽい色として緑を差し色にしている。ライダーにも文字を入れたデザインをしているため、ベルトの裏側のモールドに「ベルト」と入っている。ベルトを回すギミックはロックを掛けなければいけないが、それをベルト上部のボタンを竜頭の意匠にすることで、目立つようになった。時計を時計にセットすることから、対応するライダーの年号を表示するためにはデジタル時計のセグメント表記が派手で子供心に刺さるのではないかと思い、取り入れられた。
- 変身時のギミックは、歴代のベルトで一部が回転するものはあったがバックル自体が360度回転するものはなかったことから取り入れられた。ただし、変身シーンはベルトが回転するのではなく、ベルトを中心に世界が一回転するというものとなった。
- 撮影用プロップはアップ用とアクション用が存在し、前者は回転ギミックが再現可能である。ジオウとゲイツ用にアップ用が各1本ずつ制作され、実際にウォッチをピン固定で装填して回転させることが可能。中央のインジケーターは、通常時はブラックアウトしたプレートを装着しており、胴体部を外して表示板を入れ替えることで表示を変化させている。
- 電池や基盤が中に入っているため、回すと線が絡まり切れてしまう可能性があり、本来は出来ないものとなっている。開発段階では、バックルが360度回転させて真正面で固定することには、セットしたライドウォッチがどこかに飛んでいかないことや正確な位置で停止するのかなど苦心した点が多かった。

ライドウォッチホルダー
ジオウとゲイツの両腕に装備されたライドウォッチを装填するためのブレスレット型ホルダー。
ライドウォッチを2個装填できるスロットを持つ他、装填したライドウォッチの冷却機能やデータのバックアップなどでメンテナンスする機能も備えている。
ゲイツのみは変身前でも左腕に装着している。
- 従来の腰のベルトに付くホルダーではなく、腕に付けるものとなり、本田圭佑のように両腕に装着することで腕時計をしているものとなり、当初のコンセプトであった腕時計が活かされることとなった。
- 側面のピンと磁石で小型のライドウォッチを固定しており、手に持った際に通常サイズのウォッチに切り替えている。各話シナリオにはシーンごとに細かい設定指示書が末頁に添付されており、展開に応じて装填するライドウォッチを変更している。

ライドウォッチダイザー
EP04から登場した六角形の台座型のアイテムで、1段につき7個のライドウォッチをジョイントに装填可能で3段に積み重ねられており、21個のライドウォッチをセットすることが可能。
いつもはクジゴジ堂に置かれ、ソウゴやゲイツはここにライドウォッチを飾り必要に応じライドウォッチを持ち出し使用している。
- 大小の腕時計のバンドが絡み合うことで、それが積み重なり塔のようになるようデザインされた。
- 前作『ビルド』のパンドラパネルの玩具が好評であったことから、同じくキーアイテムのディスプレイグッズとして用意された。モチーフはトロフィー。
- 玩具では安全基準的に2個しか重ねることが出来なくなっている。

#### ライドガジェット
ファイズフォンX（）
ツクヨミやゲイツ、ソウゴなどが所持するファイズフォンを模した2068年の可変マルチデバイス。
フォンライドウォッチから携帯電話として使用できるフォンモード、銃として使用できるブラスターモードに変形できる。
フォンモードでは「Calling!」の音声の後、別の時間にいる所有者との通話が可能。
ブラスターモードでは精密射撃に特化したシングルモード、破壊力を高めたバーストモード、破壊エネルギーを発射するチャージモードの3種類のエネルギー弾丸フォトンバレットを撃つことが可能となっている。
- ファイズフォンを現代の携帯としてスマートフォンのようなタッチで『ジオウ』版としてアレンジされ、原典が折りたたみ式だったのに対してスライド式となっている。玩具ではボタンだが、タッチパネルの数字部分をイメージしてデザインされた。

タカウォッチロイド
EP09で突如現れアナザーオーズを妨害したタカカンドロイドに似たAIを搭載した鳥型サポートメカ。
タカライドウォッチから変形する。超圧縮ガスを燃料とする100度もの火炎を放つファイヤーホーク、マイナス20度の低温風を放つブリザードホーク、超電磁誘導装置による10万ボルトの大電流を放つサンダーホークの3種の攻撃と、飛行による索敵・サーチホークや追跡が可能。
- デザインイメージは、現代版のタカカンドロイド。
- 主にCGで処理されるが、変形可能なプロップも制作されている。

コダマスイカアームズ
EP12で葛葉紘汰から鎧武ライドウォッチと共に渡されたスイカアームズヨロイモードに似た小型ロボット型サポートメカ。
コダマライドウォッチから変形する。棍のようなアイテムを展開することで同機体との時空間通信を行うことができる。指先にスイカの種のような弾を放つ1.2口径コダマシンガンを内蔵、小型ながら強力なパワーも持つ。
- デザインは『鎧武』で印象的だったスイカアームズをコダマスイカにしたもの。

### 仮面ライダージオウ
常磐ソウゴが変身する仮面ライダー。「全ライダーの力を持つ魔王」と形容される。過去の平成ライダーの力を託されることで、その力を宿したライダーアーマーを身にまとうことが出来るようになるが、ゲイツはこれを「過去のライダーの力を奪い、オーマジオウへの道を歩んでいる」として警戒している。
ジオウライドウォッチを使用して変身する基本形態の変身音声は「仮面ライダージオウ！」。複眼インジケーションアイに「ライダー」の文字がある。
- デザインモチーフは機械式アナログ腕時計である[出典 6]。触覚クロックブレードAは長針バリオンハンドMと短針メソンハンドM、耳コアリューズは竜頭、顔は腕時計のフェイス面カメンダイヤル、ボディ中央のラインミッドバンドライナーMの意匠は横3連のメタルバンドを模しており、腕時計のフェイスを模したマスクから首から腰と背中にバンドの意匠を垂らすことでデザインの連続性を持たせ、首周りのインナーにもそのディテールが設けられている[出典 7]。それ以外の色は、全て黒にするという案もあったが、マゼンタとブルーメタのラインを差し色で入れている[79][85]。胸部は、肩から胸に掛けての円弧のラインが、マスク中心のオウシグナルを中心とした同心円となっており、顔に視線が行くようになっている[79][85]。目の文字が「ライダー」となることは決まっており、額の文字は腕時計の文字盤のメーカーロゴに見立てるため、目の上につけることから「カメン」という文字になった[79]。肩や膝には耳にもある竜頭を配置することで時計のライダーということをさりげなく印象付けている[79]。琺瑯のようなしっとりとした質感の白を塗ったフェイス面、ヘアライン仕上げの額の「カメン」の文字、針の軸のため顔中央に配置したサファイア調のオウシグナル、ステンレス調のメッキ塗装になっている長針と短針、カーブ面に合わせてゆるく曲げられたベゼルなど高級時計に見られる技法を工夫して取り込んでいる[85]。
- アップ・アクション用の2種類のスーツが制作された[85]。アップ用のベーススーツはゴム引きを使用し、薄い上半身部と中心部にウエットスーツ素材をインサートした腰から下の3層構造となっていることで、シルエットを美しく見せている[85]。これとは別途にストレッチのタイツ生地を後面に使用したアクション用、ベーススーツが全身タイツの超アクション用、注型ウレタン成形によるプロテクター類のアクション用が用意されている[85]。
- 変身時は、背中にアナログ時計のエフェクトが出現し、身体に時計のベルトが巻かれて変身する[98]。毎回ベルトを回すタイミングが異なるため、出現するアナログ時計の長針短針の動きを毎回変える必要があった[98]。

- 「ジオウ」は「王子（オウジ）」のアナグラムであり、漢字をあてると「時王」、即ち時の王という意味にとれ[注釈 23]、さらに20作品の「20」にかけている[42][31][注釈 24]。
- 複眼や足裏、装備などにはマゼンタ[注釈 25]のカタカナ文字がデザインされているが、これはデザイナーによるアイデアである[99]。
- 誰が見ても仮面ライダーに見えるスタイリングとなっている[85]。ロボットに乗ることから「パイロット」というキーワードがあり、ライダーアーマーを装着することを考慮して、単体でも強く見えるようにパイロットスーツのようにシルエット的にスッキリまとめて装飾をあまりなくし、主役ライダーとして成立するバランスを狙っていった[79]。変身時に一瞬映りこむ素体形態は、アーマー装着時にストップチェンジで表現されている[80]。
- 監督の田﨑は、「モノマネ芸人が本人登場でビビる」というイメージをジオウのスーツアクターである高岩に伝え、本物ではないため、色々間違っているが、微妙に本物ではない感を出すよう頼んだという[76]。高岩は、「ソウゴはライダーについて間違った解釈をしている」と監督の田﨑から言われたため、決め台詞などは微妙にズレたモノマネをしているという[100]。
- 名乗り時に現す時計の針を模したポーズは、最初の撮影会で高岩がとっさに披露したものが採用となったが、左手でやっているのは、ビルドのポーズとの重複を避けるために行っているもので、左利きというわけではない[100]。

フォーム
ライダーアーマー
ビルドアーマー
ジオウライドウォッチとビルドライドウォッチを使用して変身する、ビルド ラビットタンクフォームの力を宿した派生形態。
変身音声は「ベストマッチ！ビルド！」。
複眼に「ビルド」の文字がある。
ドリルクラッシャーを模した武器ドリルクラッシャークラッシャーを右腕に装備して高速回転させ渦状の光刃を纏った先端のドリルで突貫攻撃を行う。ビルドドライバーのレバーを回す要領で右腕を動かすことで空中に数式が実体化する。
- ビルドのアーマーであることよりも、ジオウとゲイツが装着するアーマーであることを前面に出している。ビルドが螺旋の武器を使用するため、ドリルを腕に付けることとなった。
- 撮影用スーツは、アップ・アクション兼用の1着が制作された。

エグゼイドアーマー
ジオウライドウォッチとエグゼイドライドウォッチを使用して変身する、エグゼイド アクションゲーマー レベル2の力を宿した派生形態。
変身音声は「レベルアップ！エグゼイド！」。決め台詞は「なんかクリアできる気がする！」。
複眼に「エグゼイド」の文字がある。
ガシャコンブレイカーを模したハンマー・ガシャコンブレイカーブレイカーを両腕に装備して打撃による攻撃を行う。エグゼイドと同様に、攻撃をヒットさせると文字が出るが、原典が「HIT!」と英字表記なのに対し、こちらは「ヒット！」とカタカナ表記になる。
- ゲームは可視化しづらいため、エグゼイドがハンマーの武器を使うことから腕に大きなハンマーを付けることで分かりやすく押し出している。肩アーマーのようにアレンジしたガシャットを両肩に配し、特徴的な髪の毛を入れることで、エグゼイドの特徴であった目がなくても一目見ても分かるようにデザインされた。

フォーゼアーマー
ジオウライドウォッチとフォーゼライドウォッチを使用して変身する、フォーゼ ベースステイツの力を宿した派生形態。
変身音声は「3・2・1！フォーゼ！」。決め台詞は「宇宙行くーッ！」。
複眼に「フォーゼ」の文字がある。
他のライダーアーマーとは異なり、上から「宇宙キター」のポーズでロケットモードが現れて降ってくる登場パターンとなっている。
両前腕の射出可能な姿勢制御モジュールおよび副推進器ブースターモジュールで空中を自在に飛行できる他、アーマーを変形させることでロケットモードになり、単独での飛行・大気圏離脱が可能。
- ロケットモードのコンセプトは「着込むロケット」。ロケットを誇張したデザインになっている。ロケットモードに変形するため、他のアーマーとはパーツ構成が異なっている。アストロスイッチの意匠は取り入れられていない。
- 手で腕のロケットを支持する形状であることから、このままではライドウォッチに触れることが不可能であり、カットに応じて消えるようになっており、EP09ではジカンギレードを使用している。

オーズアーマー
ジオウライドウォッチとオーズライドウォッチを使用して変身する、オーズ タトバコンボの力を宿した派生形態。3大アニマルが出現し、頭部にタカ、上半身にトラ、脚部にバッタを装着する。
変身音声は「タカ・トラ・バッタ！オーズ！」。
複眼に「オーズ」、胸部に「タカ」「トラ」「バッタ」の文字がある。
右手首に装備したトラクローZで攻撃する他、脚部は高い跳躍力を持つ。各アニマルモードは変形前での攻撃も可能。
- デザインは、ルールに縛られすぎないよう他のアーマーとは異なるコンセプトとなった。オーメダルの要素は取り入れられていない。オーズの特徴である上中下3体の動物を実際にミニ動物として登場させ、それが身体にまとわりつくアプローチでデザインされた。
- スーツのプロテクターとマスク、トラクローZを含めた右腕、ブーツパーツと太腿は新規造形。

鎧武アーマー（）
ジオウライドウォッチと鎧武ライドウォッチを使用して変身する、鎧武 オレンジアームズの力を宿した派生形態。頭上に鎧武アーマービッグヘッドを召喚し装着する。
変身音声は「ソイヤッ！鎧武！」。名乗り口上は「さぁさぁ！花道で、オンパレードだぁ〜っ！」。
複眼に「ガイム」の文字がある。
武器は両脚側面にセットされたオレンジの二振りの剣大橙丸Z。
- 鎧武の特徴であったロックシードが上空から降ってきてそのまま頭に被ると展開してアーマーになるという変身シーンのコンセプトは、鎧武の変身シーンの再現で、そのままデザインにすることで過剰なアーマーにしている。肩のパーツは腕に見立てることで、両腕の大橙丸と合わせて4本腕の阿修羅のような4刀流の剣豪に見えるようデザインされた。当初は、背中や肩、脛の大橙丸を使用した6刀流で戦うというアイデアもあった。

ゴーストアーマー
ジオウライドウォッチとゴーストライドウォッチを使用して変身する、ゴースト オレ魂の力を宿した派生形態。
変身音声は「カイガン！ゴースト！」。
複眼に「ゴースト」の文字がある。
空中を幽霊のように浮遊し、物体をすり抜ける特殊能力を持つ。
ディケイドアーマー
ジオウライドウォッチとディケイドライドウォッチを使用して変身する、ディケイドの力を宿した中間強化形態。
変身音声は「カメンライド！ワーオ！ディケイド！ディケイド！ディケイドー！」。
両肩のプロテクター・コードインディケーターの右肩部分には「ディケイド」の文字、胸から左肩にはバーコードが描かれており、頭部のディメンションフェイスには複眼に「ディケイド」と書かれたジオウの顔が表示されている。
全てのライダーのデータをアーカイブしている。ライドヘイセイバーをメイン武器とするほか、ディケイドライドウォッチ左横にスロットがあり、他のライドウォッチをセットすることで「ファイナルフォームタイム！」の音声と共にそのライダーの強化形態の能力・戦闘力を宿した派生形態にフォームチェンジできる。その際にコードインディケーターの右肩にはライダー名、胸から左肩には強化フォーム名、ディメンションフェイスには強化形態の頭部が表示される。
- マスクのデザインは、ディケイドのライダーカードをモチーフとしている。中間強化形態のため、通常のライダーアーマーとは180度異なるデザインコンセプトにし、マスク・ディケイドヘッドギアMはディケイドがカードを使うことを誇張して平面的になり、通常のアーマーの外側部分が変化するものとは異なり、顔のVRのグラフィック・ディメンションフェイスや右肩と胸の文字表示、内側部分の下の素体部分を変化させており、形状は同一のもので固定されている。
- 撮影用スーツは、アップ・アクション兼用の1着が制作され、顔のプレート部のみアップ用とアクション用がある。フェイス前面をクリアのアクリルで覆っているため、本編上ではディスプレイのオンオフのような演出が時折施された。胸部はバーコードを入れるため、広くしている。各フォームチェンジは、グローブやブーツ類、着用するベーススーツはレジェンドと共通、コードインディケーターとディメンションフェイス内のプレートを差し換え換装して、胸のシートをセットして表現している。

ディケイドアーマー ビルドフォーム
ジオウライドウォッチとビルドライドウォッチを装填したディケイドライドウォッチを使用した、ビルド ラビットタンクスパークリングフォームの力を宿したフォームチェンジ形態。
変身音声は「ビ・ビ・ビ・ビルド！」。
頭部ディメンションフェイスがラビットタンクスパークリングとなり、両肩と胸のコードインディケーターに「ビルド スパークリ ング」の文字が浮かぶ。
武器はライドヘイセイバーとドリルクラッシャークラッシャーを二刀流として使用する。
ディケイドアーマー ゴーストフォーム
ジオウライドウォッチとゴーストライドウォッチを装填したディケイドライドウォッチを使用した、ゴースト グレイトフル魂の力を宿したフォームチェンジ形態。
変身音声は「ゴ・ゴ・ゴ・ゴースト！」。決め台詞は「命、燃やしちゃってみるぜ！」。
頭部ディメンションフェイスがグレイトフル魂となり、両肩と胸のコードインディケーターに「ゴースト グレイト フル」の文字が浮かぶ。
ゴーストライドウォッチのスイッチを押すことでパーカーゴーストを召喚できる。
- 顔のプレートはアップ用・アクション用の2種類が制作されている。

ディケイドアーマー エグゼイドフォームR / エグゼイドフォームL
ジオウライドウォッチとエグゼイドライドウォッチを装填したディケイドライドウォッチを使用した、ダブルアクションゲーマー レベルXXの力を宿したフォームチェンジ形態。エグゼイドフォームRとエグゼイドフォームLの2人に分裂する。
変身音声は「エ・エ・エ・エグゼイド！」。
頭部ディメンションフェイスがダブルアクションゲーマーとなり、両肩と胸のコードインディケーターはエグゼイドフォームRが「エグゼイド ダブルアクション XXR」で、エグゼイドフォームLには「エグゼイド ダブルアクション XXL」の文字が浮かぶ。
武器はエグゼイドフォームRがライドヘイセイバー、エグゼイドフォームLがジカンギレードを使用する。
- 2体が同一画面に映るカットは、スーツが1着しかないため、合成で処理されている。

ディケイドアーマー オーズフォーム
ジオウライドウォッチとオーズライドウォッチを装填したディケイドライドウォッチを使用した、オーズ タジャドルコンボの力を宿したフォームチェンジ形態。
変身音声は「オ・オ・オ・オーズ！」。
頭部ディメンションフェイスがタジャドルコンボとなり、両肩と胸のコードインディケーターに「オーズ タジャド ル」の文字が浮かぶ。
飛翔能力を活かしたキック攻撃を得意とする。
ダブルアーマー
ジオウライドウォッチとダブルライドウォッチを使用した、W サイクロンジョーカーの力を宿した派生形態。
変身音声は「サイクロン！ジョーカー！ダブルー！」。決め台詞は「さぁ、お前の罪を教えて？」。
複眼に「ダブル」の文字がある。
両肩にAIユニット搭載の自律行動が可能なサポートメカ・メモリドロイド（メモリドロイドサイクロン・メモリドロイドジョーカー）にも変形するガイアメモリ型の特殊装甲・ガイアメモリショルダー（ライトサイクロン・レフトジョーカー）を形成している。他のアーマーと異なり下半身にはアーマーを装着していない。
テレビシリーズに先駆けて『平成仮面ライダー20作記念 仮面ライダー平成ジェネレーションズ FOREVER』に登場。
- 本家のWよりも胸の「W」を誇張したものとなり、強く押し出している。冬映画にメインで登場するため、他のアーマーとは毛色を変えている。メモリドロイドは、企画段階での歴代ライダーをモチーフとしたミニロボットというコンセプトの名残である。
- 高岩は、EP46のエターナル戦では、『W』の左翔太郎そのままで演じており、ソウゴ風に演じたものも撮影されたが、前者が採用された。

クウガアーマー
ジオウライドウォッチとクウガライドウォッチを使用した、クウガ マイティフォームの力を宿した派生形態。
変身音声は「クウガー！」。
複眼に「クウガ」の文字がある。
格闘戦が得意。
テレビシリーズに先駆けて『平成ジェネレーションズ FOREVER』に登場。
- クウガにはキーアイテムの類が存在しないため、肩パーツは元のライダーのものをそのままデザインしたものとなった。

仮面ライダージオウII
ジオウライドウォッチIIを使用した、ジオウの中間強化形態。
変身音声は「仮面ライダー！ライダー！ジオウ・ジオウ・ジオウII！」。
複眼に「ライダー」の文字がある。
全体の能力が2倍になっており、マスク左右の時計の針型のアンテナプレセデンスブレートが回転することでオーマジオウの力である時間を超越する力によって時間を逆行させたり、未来を予知することや創造することもでき、他のライダーアーマーにフォームチェンジしなくてもアナザーライダーを倒すことができる。
- デザインコンセプトは「ジオウのアーマーをまとったジオウ」。デザイン段階では通常形態のジオウの顔が取れてジオウ2になるという案もあった。捻れて長くなった巻き付くバンドやアーマーの差し色のゴールド部分は、オーマジオウに近づいた姿であることを示している。バンドが2本という案は、元々は3号ライダー案の一つとして挙がっていたものであるが、ジオウの強化形態の方が相応しいのではないかとの意見が挙がりこちらに用いられた。マスク・キャリバーAIIに2組の時計の針や、2層構造の顎・クラッシュベゼルII、少し斜めにしたバンドの部品の分割ライン、顔のバンド・バンドライナー・レクイエムを均等に目を打たないことで鋭い印象にしている。顔の文字盤や側頭部の竜頭コアリューズIIを二つにしている。差し色のマゼンタのラインを2本にし、凸面にして少し上に出すことでパワーアップを表現している。
- マスク･スーツ共にアップ･アクション用の2種類が制作されている。オーマジオウのキーカラーとなっているゴールドを差し色にしている。耳や顎、エッジの立った形状のアンテナはメタリックパープルとなっており、ジオウよりも暗いカラーリングにすることで迫力を出している。肩の張り出しを増やしている。
- 変身時は、背中に2つの時計のエフェクトが出現し、変身と同時に1つに合体した時計に変化する。

仮面ライダージオウトリニティ
ジオウライドウォッチとジオウトリニティライドウォッチを使用した、ジオウの強化形態。
変身音声は「トリニティタイム！3つの力！仮面ライダージオウ！ゲイツ！ウォズ！トリニティ！トリニティ！」。
複眼に「ライダー」の文字がある。またアーマーのゴールド部分にも「ライダー」の文字が彫金的意匠に彫られているが、左半身側は鏡文字になっている。
腕時計のような状態に変形したゲイツは右側頭部から右腕に、同様に腕時計に変形したウォズは左側頭部から左腕に装着され、ジオウは顔が胸に移動しており、各々が意識を持つため、主導権を持たない場合でも意思の伝達装置として機能する。
ジオウ、ゲイツ、ウォズの3人の肉体と意識が吸収・融合しており、意識空間クロックオブザラウンド内で長針の指し示す者が身体の主導権を得て、それぞれの意思に主導権を切り替えることで各専用武器も使用可能だが、3人の意識が合っていなければ高い戦闘スペックが活かされない。
- ジオウIIが既に強力なため、強さをインフレさせるのではない方向でのパワーアップが志向され、「ジオウIII」というコンセプトから3体合体する形態となった。『快盗戦隊ルパンレンジャーVS警察戦隊パトレンジャー』のパトレンU号が三位一体であったことから、3人の脳内会議のシーンが追加された。また、当初この形態の登場時期は高校を卒業したソウゴが「王様一年生」の道を歩み始めるという展開が予定されており、ゲイツとウォズを家臣に任命するというソウゴの世直し旅にゲイツとウォズが付いていく『水戸黄門漫遊記』構想の想定であった。
- マスクのデザインは、頭の文字盤からマスク側面に3本のバンドが出ており、末広がりにすることで王冠のように見えるよう配されているが、顔を覆うベルト・サーベラスアイナーMがあることで結果的に仮面ライダーV3を想起させる形状となった。当初は針型の触覚・トリニティクロックブレードはついていなかったが、ジオウに見えないということで「イ」の部分を伸ばしたものとなった。
- マスク･スーツ共にアップ･アクション用の2種類が制作されている。破損防止を考慮して、軟質樹脂で成形されたアンテナ部となっており、目も塗装処理されている。ジオウIIよりもゴールドの面積比を増やしていることでオーマジオウへの進化前の雰囲気を醸し出している。両腕にはゲイツとウォズを想起させるカラーのラインとディテールを走らせている。
- 意識空間でのシーンは、アバンタイトルでウォズの背後に置いてある時計を使用し、上でピアノ線で引っ張っている人と、下で手で動かす人の二人で時計の針を動かしている。それぞれのキャラが喋る際にはソウゴは真正面、ゲイツは右、ウォズは左を向いて表現している。

仮面ライダーグランドジオウ
ジオウライドウォッチとグランドジオウライドウォッチを使用した、ジオウの最強形態。
変身音声は「グランドタイム！クウガ！アギト！龍騎！ファイズ！ブレイド！響鬼！カブト！電王！キバ！ディケイド！ダブル！オーズ！フォーゼ！ウィザード！鎧武！ドライブ！ゴースト！エグゼイド！ビルド！祝え！仮面ライダーグランドジオウ！」。
複眼に「ライダー」の文字がある。
変身時にジオウを含めた平成ライダー20人がソウゴを中心として横一列に並び立ち、それがライダーレリーフとして具現化して全身に装着される。全身のライダーレリーフに触れることで各平成ライダーの記録・ライダーズレコードが起動し、各平成ライダーを召喚・使役するほか、各ライダーの専用武器を召喚・使用することが可能。また、額のジオウのレリーフによってジオウII同様、時間を操ることが可能で召喚したライダーの時間を額のジオウで制御して止めることで時間差攻撃を放つことが可能。
- デザインモチーフは鳩時計と時計台や時計塔。建造物っぽさを出すため、ヨーロッパなどの古い建物を参考にデザインされ、胸部中心に時計バンドを通すことで腕時計の要素を入れ、バンドの意匠を体の側面にも配することでレンガや石畳を積み上げたようにも見えるよう意図されている。脇と腕にもメタルバンドを通すことで5本のバンドとなっている。金のメッキ調の縁取りをした文字やガンメタで縁取った時計の針を角に見立てて派手にデコレートしている。顔の縁はインデックスを増やして時計の文字盤の目盛りを模すことで髭のような意匠にしている。レジェンドライダーの要素はマークやマスク、文字などの案もあったが、一番ぶっ飛んだコンセプトとして半身のレリーフが選ばれたが、ジオウは完全な立体となっている。当初は全身像とする案もあった。右半身は、反時計回りに平成1期ライダーが右肩から腕に下がり、右足のつま先から右胸に折り返して胸部中央のディケイドを挟み、左半身は平成2期ライダーが右半身とは逆の順序で時計回りにライダーが並ぶ配置となっている。
- 変身音は、史上最大に派手にするため、平成ライダー全員の名前を全て言うものとなり、約1分30秒の長いものとなった。変身時に登場する19人のライダーは、合成ではなく撮影時に実際に並び立っている。

テレビシリーズ以外の作品に登場する仮面ライダージオウ
- このほか、クウガとファイズ以外の平成1期のライダーアーマーも設定されており、データカードダス『仮面ライダーバトル ガンバライジング』に登場するほか、食玩『装動 仮面ライダージオウ』で立体化された。

ディケイドアーマー 龍騎フォーム
『RIDER TIME 仮面ライダー龍騎』に登場。
ジオウライドウォッチと龍騎ライドウォッチを装填したディケイドライドウォッチを使用した、龍騎サバイブの力を宿したディケイドアーマーのフォームチェンジ形態。
変身音声は「リュ・リュ・リュ・リュウキ！」。
頭部ディメンションフェイスが龍騎サバイブとなり、両肩と胸のコードインディケーターに「リュウキ サバイ ブ」の文字が浮かぶ。
武器はライドヘイセイバーとドラグブレードを二刀流として使用する。
- ディケイドアーマーでのフォームチェンジは各ライダーの中間フォームの力を用いるというコンセプトであったが、龍騎には中間フォームが存在しないため最強形態の例外的なフォームとなった。素材は過去のデザイン画を流用している。

オーマフォーム
劇場版に登場。
オーマジオウライドウォッチを使用した、オーマジオウの力を宿した形態。
詳細は劇場版 仮面ライダージオウ Over Quartzer#仮面ライダージオウ オーマフォームを参照。
ウォズアーマー
ファイナルステージに登場。
ジオウライドウォッチとウォズライドウォッチを使用した、ウォズの力を宿した派生形態。
ウォズの魔王への思いや祝福が力の源となっている。
ディケイドアーマー セイバーフォーム
『RIDER TIME 仮面ライダージオウ VS ディケイド / 7人のジオウ！』に登場。
ソウゴAがジオウライドウォッチとセイバーライドウォッチを装填したディケイドライドウォッチを使用して変身した、セイバーブレイブドラゴンの力を宿したディケイドアーマーのフォームチェンジ形態。
スペック
| 名称                                   | 身長     | 体重     | パンチ力                          | キック力                          | ジャンプ力 （ひと跳び） | 走力 （100 m） | その他の数値          | 初登場                                    |
| -------------------------------------- | -------- | -------- | --------------------------------- | --------------------------------- | ----------------------- | -------------- | --------------------- | ----------------------------------------- |
| 仮面ライダージオウ                     | 200.0 cm | 92.0 kg  | 8.2 t                             | 19.0 t                            | 30.2 m                  | 5.0秒          |                       | - 劇場版ビルド - 第1話                    |
| ビルドアーマー[注釈 32]                | 200.0 cm | 108.0 kg | 10.1 t                            | 23.5 t                            | 37.5 m                  | 4.0秒          |                       | - 劇場版ビルド - 第2話                    |
| エグゼイドアーマー[注釈 32]            | 204.8 cm | 110.6 kg | 10.8 t                            | 24.4 t                            | 43.1 m                  | 4.2秒          |                       | 第4話                                     |
| フォ－ゼアーマー                       | 202.7 cm | 142.2 kg | 20.2 t                            | 19.8 t                            | 26.6 m                  | 6.3秒          | 飛行速度：49,000 km/h | 第5話                                     |
| オーズアーマー                         | 202.0 cm | 116.0 kg | 13.1 t                            | 26.1 t                            | 92.4 m                  | 4.7秒          |                       | 第10話                                    |
| 鎧武アーマー                           | 207.0 cm | 128.5 kg | 10.6 t                            | 25.1 t                            | 24.2 m                  | 5.4秒          |                       | 第11話                                    |
| ゴーストアーマー[注釈 32]              | 202.2 cm | 108.0 kg | 11.3 t                            | 24.7 t                            | 39.5 m                  | 4.4秒          |                       | 第13話                                    |
| ディケイドアーマー                     | 200.0 cm | 115.1 kg | 18.7 t                            | 43.3 t                            | 49.1 m                  | 3.2秒          |                       | 第14話                                    |
| ディケイドアーマー ビルドフォーム      | 200.0 cm | 108.8 kg | - 18.7 t（右腕） - 22.2 t（左腕） | - 51.5 t（右脚） - 43.3 t（左脚） | 73.7 m                  | 3.0秒          |                       | 第14話                                    |
| ディケイドアーマー ゴーストフォーム    | 200.0 cm | 114.7 kg | 21.6 t                            | 46.4 t                            | 55.3 m                  | 3.1秒          |                       | 第14話                                    |
| ディケイドアーマー エグゼイドフォームR | 200.0 cm | 111.0 kg | 20.2 t                            | 50.2 t                            | 66.0 m                  | 2.8秒          |                       | 第16話                                    |
| ディケイドアーマー エグゼイドフォームL | 200.0 cm | 111.0 kg | 20.2 t                            | 50.2 t                            | 66.0 m                  | 2.8秒          |                       | 第16話                                    |
| ディケイドアーマー オーズフォーム      | 200.0 cm | 104.2 kg | 19.6 t                            | 45.1 t                            | 61.5 m                  | 3.0秒          |                       | 第19話                                    |
| ディケイドアーマー 龍騎フォーム        | 200.0 cm | 106.4 kg | 23.5 t                            | 48.3 t                            | 52.7 m                  | 3.5秒          |                       | RIDER TIME 龍騎                           |
| ダブルアーマー                         | 200.0 cm | 102.5 kg | 14.9 t                            | 22.5 t                            | 34.8 m                  | 4.0秒          |                       | - 平成ジェネレーションズ FOREVER - 第20話 |
| 仮面ライダージオウII                   | 202.2 cm | 96.4 kg  | 25.2 t                            | 58.3 t                            | 66.1 m                  | 2.4秒          |                       | 第22話                                    |
| 仮面ライダージオウトリニティ           | 203.6 cm | 116.4 kg | 37.4 t                            | 86.8 t                            | 98.5 m                  | 1.6秒          |                       | 第30話                                    |
| クウガアーマー                         | 202.8 cm | 106.2 kg | 15.6 t                            | 23.5 t                            | 39.2 m                  | 3.9秒          |                       | - 平成ジェネレーションズ FOREVER - 第33話 |
| 仮面ライダーグランドジオウ             | 208.5 cm | 120.0 kg | 55.8 t                            | 129.2 t                           | 146.6 m                 | 0.4秒          |                       | 第39話                                    |
ツール・武器
ジカンギレード
ジオウが使用する可変武器。ケンモードとジュウモードの2形態に変形する。スロットライドウォッチスロットにライドウォッチを装填し、グリップ部のブレークトリガーを引くことで必殺技が発動する。
- 前作『ビルド』のドリルクラッシャー同様、2段階に変形する武器となり、ヒーローにも取り入れられたカタカナを全面的に押し出し、ジオウの武器である個性を際立たせるため、ディテールに文字が刻まれている。ライドウォッチを装填するため、装填する部分はバンドのような意匠を入れて装填することで時計が完成するようデザインされている。クリアブラックやシルバーの刀身にすることでマゼンタの文字に目が行くようデザインされた。

ケンモード
メインとなる剣形態。刀身に「ケン」の文字がある。出現時には「ケン！」の音声が鳴る。
高圧エネルギーを刃・ギレードエッジに送り込むことで共鳴振動を伝播させ、一撃であらゆる物体を容易に切断する。
ジュウモード
銃形態。銃身に「ジュウ」の文字がある。変形時には「ジュウ！」の音声が鳴る。
高周波エネルギー弾を内部のセンターリールで加速し、高速で射出する。
- アップ用プロップは、刀身展開ギミックを仕込んでいる。

ライドヘイセイバー
ディケイドアーマーやグランドジオウ時のメイン武器。鍔部分の長針型のハンドセレクターを回すことで19人の平成ライダーの技を選択して使うことができ、針を3周させることで必殺技を放つ。
- デザインは、ベルトを伸ばした腕時計が剣になったもので、ギミックは時計の針を動かす武器がなかったため、針を操作して時代を選ぶものとなった。ジカンギレードとは異なり、ジオウやディケイドの差し色であったマゼンタを配置することで少し派手にしている。
- アップ用プロップには電飾が仕込まれている。

サイキョーギレード
ジオウIIやジオウトリニティ、グランドジオウが使用する、ジオウの頭部を模した剣。「ライダー」の文字型のエネルギーから現れる。柄のフェイス部分ギレードキャリバーの側面のスイッチを操作して顔の文字が「ライダー」の時はライダー斬り、「ジオウサイキョウー」に変化した時は覇王斬りを放つ。
- デザイン段階では、ジオウIIへの変身時にジオウの顔が外れて剣になると想定されていた。目の文字は、本来は「サイキョウ」だが、「イ」が額に付いていることから最後が音引きで終わり、二つ目に「イ」が付く言葉として「サイキョー」となるようになった。最終武器に相応しい高級感として針やブレードの部分にラメを入れたクリア素材となっている。
- アップ用プロップは、刀身展開ギミックを仕込んでいる。

サイキョージカンギレード
キレードキャリバーをジカンギレードケンモードのライドウォッチスロットにセットしたものを、サイキョーギレードのエッジ上面に合体させた大剣形態。グランドジオウも使用する。
- 双方のアップ用プロップを合体させている。

ディケイドライドウォッチ
士からゲイツに渡り、その後ソウゴに手渡された、ディケイドの力を秘めたウォッチデバイス。他のライドウォッチを装填できるF.F.T.スロットがあり、フォームチェンジが可能になっている。
このライドウォッチを託して以降も士はディケイドへの変身能力や記憶を失わなかったが、これはライダーの力が奪われることを危惧した士がディケイドの力の半分をライドウォッチに残していたことが後に判明した。
- 最初に登場する強化形態のため、普通のものではなく、別のウォッチをつけることとなった。

ジオウライドウォッチII
表と裏、過去と未来の2つの世界を統べるウォッチデバイス。
元々は黒ウォズが持ち順一郎に修理させた銀色のライドウォッチであり、本来はオーマの日に使われ、オーマジオウとなるものであったものだが、単体では起動しなかった。その後、裏ソウゴとの対峙を経て渡された金色のライドウォッチの2つが融合する形で誕生した。
天面の起動スイッチ・ライドオンスターターIIを押した後、スプリットリュ―ザーを回してピクトウィンドウをスライドさせ、D'9サイド（右側）とD'3サイド（左側）の2つに分離しジクウドライバーの左右のスロットに装填することでジオウIIに変身する。
- これまでのライドウォッチが竜頭を捻る動きをするがなかったため、捻ることでスライドさせ、二つに分割するものとなった。ジオウIIでは控えめだった金の要素を明確に分かりやすくするため、金と銀の時計となった。オーマジオウのキーカラーとなっているゴールドを差し色にしている。

ジオウトリニティライドウォッチ
ジオウライドウォッチIIとゲイツリバイブライドウォッチ、白ウォズの力が共鳴して融合することによって誕生したウォッチデバイス。
天面の起動スイッチ・トリニティスターターを押下した後、ジクウドライバーの右のスロットに装填し、ユナイトリュ―ザーを回してカバー・レイヤードロックベゼルを3段階に展開し、ドライバーを回すことでジオウトリニティに変身する。
- 竜頭を回転させることで、裏面に時計の針状の彫刻が施された天面の各プレートが本のページをめくるように片ヒンジで開き、3つのプレートが重なることでベルト中央にオーバーザクロックが形成され、右側のジオウライドウォッチと合わせて3つの時計が並ぶ見えざまになるようになっている。
- アップ用プロップは、展開ギミックを仕込んでいる。1枚めくるごとに3人の待機音が流れていき、白かった時計が黒くなっていき、逆側に時計が完成することでドライバーのバックル面が隠れてダブルウォッチのように異なる形状になるよう意図したものとなっている。

グランドジオウライドウォッチ
20個全ての平成ライダーのライドウォッチが揃うことによって誕生したウォッチデバイス。
天面の起動スイッチ・グランドスターターを押し、グローリースモールを両翼に展開させた後、ジクウドライバーの右のスロットに装填し、ドライバーを回すことでグランドジオウに変身する。
- 装着時のジオウドライバーの表記は「2019」だが、ウォッチにより半分隠れ「20」のみが見えるようになっている。
- デザインイメージは、音楽室の肖像画だが、造形物は曼荼羅のように見えてしまったという。金一色のデザインだが、成型色の金にクリアのイエロー、金のメッキ、金の塗装など見え方が微妙に違う4種類の金を多く使用している。グランドジオウとは異なり、外側には平成1期、内側には平成2期のライダーを配置し、中央のジオウに向けて年代が近づく形になっている。
- アップ用プロップは、展開ギミックを仕込んでいる。

必殺技
タイムブレーク
敵の周囲に12個の「キック」の文字を展開した後、右足の足裏に文字を集束させて飛び蹴りを叩き込む。またはジカンギレード ケンモードにエネルギーを纏わせて敵を切り裂く。
- 足の「キック」の文字は顔の「ライダー」と合わせて「ライダーキック」と読めるように共に光っている。

ボルテックタイムブレーク
ビルドアーマー時に使用。1次関数の直線グラフ型の標的固定装置を出現させて敵を拘束し、滑走しながらドリルクラッシャークラッシャーで貫く。曲線グラフで敵を拘束する場合もある。
クリティカルタイムブレーク
エグゼイドアーマー時に使用。実体化した「クリティカルタイムブレイク」の文字で直接攻撃し、最後に文字をガシャコンブレイカーブレイカーに収束させて連続で叩き、敵を大質量で圧し潰す。
リミットタイムブレーク
フォーゼアーマー時に使用。ロケットモードに変形し体当たりをして大気圏まで上昇し、宇宙ロケットキリモミキックを放つ。ロケットモードに変形しロケットキリモミキックを放つことも可能。
スキャニングタイムブレーク
オーズアーマー時に使用。空中に飛び3種のオーメダル型のエネルギーを発生させてタトバキックを放つ。
スカッシュタイムブレーク
鎧武アーマー時に使用。2振りの大橙丸Zで斬りつける。倒される時にオレンジが切れるエフェクトが現れる。または、「細切れにしてやるぜー！」の掛け声とともに相手を輪切りにする。
オメガタイムブレーク
ゴーストアーマー時に使用。パーカーゴーストを収束させてそのエネルギーを右足に纏わせ、パンチを繰り出す技だが、不発に終わっている。
マキシマムタイムブレーク
ダブルアーマー時に使用。風を纏って上昇し、ジオウが足を開きVの字になり、メモリドロイドサイクロンとメモリドロイドジョーカーが両足に再合体してWの字を形成しキックを放つ。
マイティタイムブレーク
劇中未使用。
デュアルタイムブレーク
ディケイドアーマー時のライドヘイセイバー必殺技。ハンドセレクターの長針を回してライダーズクレストを選択してからトリガーを引いて放つ。
エグゼイド
刀身にエネルギーを纏わせて敵を切り裂く。攻撃をヒットさせると「HIT!」や「GREAT!」の文字が出る。
ドライブ
ライドヘイセイバーを振るって3つのタイヤを飛ばす。
クウガ
ライドヘイセイバーから「封印」のリント文字を放つ。
キバ
ライドヘイセイバーから無数のコウモリ状の衝撃波を放つ。
龍騎
ライドヘイセイバーの刃に炎を纏わせ斬る。右手に持ち替え炎を放つこともできる。
ブレイド
ライドヘイセイバーの刃が巨大な光の刃になり斬る。
スクランブルタイムブレーク
ディケイドアーマー時のライドヘイセイバー必殺技。ライドウォッチベースにライドウォッチを装填しハンドセレクターの長針を回してトリガーを引いて放つ。
龍騎ライドウォッチ
炎を纏ったライドヘイセイバーからエネルギー波を放つ。
平成ライダーズアルティメットタイムブレーク
ディケイドアーマー時のライドヘイセイバー超必殺技。ディケイドライドウォッチを装填しハンドセレクターの長針を3周回してトリガーを引いて放つ。
必殺技音声は「フィニッシュタイム！ヘイ、カメーンライダーズ！（ヘイ！セイ！ヘヘヘイ！セイ！……！）ディ・ディ・ディ・ディケイド！平成ライダーズ！アルティメットタイムブレーク！」。
「ヘイセイ」の文字とライダーズクレストが描かれたカード型エネルギーを出現させ、左右連続で敵を袈裟懸けに斬り、最後に縦に斬り裂く。
またはカード型エネルギーを潜り抜けながら突進し、刀身にエネルギーを収束して敵を両断する。
- 「ヘイセイ」と書かれた20人分のカードがデザインされているが、龍騎のものだけ反転した文字となっている。

ファイナルアタックタイムブレーク
ディケイドアーマー フォームチェンジ時にディケイドライドウォッチの天面の起動スイッチを押して発動する。発動すると「○・○・○・○○（ディケイドライドウォッチに装填したライドウォッチ）！ファイナルアタックタイムブレーク！」の音声が流れる。
ビルドフォーム
スパークリングフィニッシュのようにワームホールと泡を発生させながら跳び蹴りを放つ。
龍騎フォーム
左右逆になったドラゴンライダーキック発動時の構えを取った後、炎を纏った跳び蹴りを放つ。
トゥワイスタイムブレーク
ジオウII時の必殺技。右側のD'9サイドの天面の起動スイッチを押すと「ライダーフィニッシュタイム！」の音声が流れた後、発動する。
左腕に全身のエネルギーを集めパンチを放つ。またはメイン武器で発動する技を強化するか、敵の周囲に「キック」の文字型のエネルギーを展開した後、右足の足裏に文字を集束させて飛び蹴りを叩き込む。
ソロタイムブレーク
ジオウトリニティ時のジオウの力の必殺技。ジオウトリニティライドウォッチの天面の起動スイッチを1回押すことで発動する。劇中未使用。
デュオタイムブレークバースト
ジオウトリニティ時のジオウとゲイツの力の必殺技。ジオウトリニティライドウォッチの天面の起動スイッチを2回押すことで発動する。劇中未使用。
トリニティタイムブレークバーストエクスプロージョン
ジオウトリニティ時のジオウ、ゲイツ、ウォズの力の必殺技。ジオウトリニティライドウォッチの天面の起動スイッチを3回押すことで発動する。敵の周囲に各ライダーの「キック（きっく）」の文字を展開した後、ジオウ・ゲイツ・ウォズの3人のライダーの力が合わさった跳び蹴りを叩き込む。またはサイキョージカンギレードの刀身から伸びる光に「ジオウサイキョウー」の文字が浮かび、光の剣を出現させて敵に当てる。
オールトゥエンティタイムブレーク
グランドジオウ時の必殺技。グランドジオウライドウォッチの天面の起動スイッチを押すことで発動する。各ライダーやその専用武器を召喚して必殺技をけしかける。または全平成ライダーの紋章を収束させたキックを放つ。
ギリギリスラッシュ
ジカンギレード ケンモードにライドウォッチを装着し、「フィニッシュタイム！」の音声が流れ「○○（装填したライドウォッチ）！ギリギリスラッシュ！」の音声と共に発動する。
ジオウライドウォッチ
時計のエフェクトと共に敵を斬り裂く。
鎧武ライドウォッチ
秘技ミカン斬りを放つ。
ギリギリ斬り
ジカンギレード ケンモード通常必殺技。
スレスレシューティング
ジカンギレード ジュウモードにライドウォッチを装着し、「フィニッシュタイム！」の音声が流れ「○○（装填したライドウォッチ）！スレスレシューティング！」の音声と共に発動する。
フォーゼライドウォッチ
フォーゼアーマー時に使用。ロケットモジュール型のミサイルを形成し連射する。
ダブルライドウォッチ
緑の風を纏ったエネルギー光弾を発射する。
スレスレ撃ち
ジカンギレード ジュウモード通常必殺技。「ジュウ」の文字型のエネルギー弾を連射する。
ライダーロケットパンチ
フォーゼアーマー時に使用。一回転をした後にブースターモジュールを発射する。
秘技ミカン斬り
鎧武アーマー時に使用。大橙丸Zの二刀による回転斬り。
ライダー斬り
サイキョーギレードの通常攻撃。横一線に斬る。
覇王斬り
サイキョーギレードの必殺技。ギレードキャリバーの顔の文字を「ジオウサイキョウー」に変え斬る。
キングギリギリスラッシュ
サイキョージカンギレードの必殺技。刀身から伸びる光に「ジオウサイキョウー」の文字が浮かび、光の剣を出現させて唐竹割りの要領で相手を両断する。
エネルギーの軌跡や巨大な時計を剣のエフェクトに足すことで必殺感を演出している。

#### 仮面ライダージオウ（ミラーワールドバージョン）
EP21・22に登場。裏ソウゴがジクウドライバー（ミラーワールドバージョン）とジオウライドウォッチ（ミラーワールドバージョン）で変身する鏡の中の異世界のジオウ。ジオウと瓜二つの姿をしているが、顔の文字やドライバーが反転している。
- ジオウのスーツがひとつしかないため、合成による表現となった[122]。合成で反転させるため、左右非対称の部分は映らないようにしている[76]。

ツール・武器
ジカンギレード（ミラー）
武器自体はジオウの物と共通だがケン・ジュウの文字などが反転している。
必殺技
タイムブレーク（ミラー）
技自体はジオウの物と共通だがキックの文字などが反転している。

#### 仮面ライダーオーマジオウ（2019常磐ソウゴ）
LASTに登場。2019年のソウゴがオーマジオウドライバーで変身した姿。
変身音声は「祝福の刻（）！最高！最善！最大！最強王！オーマジオウ！」。
オーマジオウ同様、全ての平成仮面ライダーの能力・戦闘力が集約された形態で、その強大な力によってアナザーディケイドが召喚した怪人やライダーたちを一蹴した。
- 変身時は、背中に禍々しさを出した時計のエフェクトが出現し、ジオウIIと同じ捻れたバンドが変身と同時に何重にも中心に渦巻くように変化している[98]。

ツール
オーマジオウドライバー
仮面ライダーオーマジオウ（2019常磐ソウゴ）のベルトで、ソウゴの意思に呼応したことでジクウドライバーが変化した特殊形態。両端のオーマクリエイザーとオーマデストリューザーに触れることで変身や必殺技を発動させる。
- オーマジオウの装飾的な印象がそのまま反映されたデザインとなっている。

必殺技
逢魔時王必殺撃
オーマジオウ時の必殺技。発動すると「終焉の刻！逢魔時王必殺撃！」の音声が流れる。タイムブレーク同様、敵の周囲に「キック」の文字を展開した後、飛び蹴りを叩き込む。

### 仮面ライダーゲイツ
明光院ゲイツが変身する仮面ライダー。複眼や足裏、装備など内は各形態に共通して黄色いひらがな文字がデザインされている。
ゲイツライドウォッチを使用して変身する基本形態の変身音声は「仮面ライダーゲイツ！」。複眼に「らいだー」の文字がある。
- 「ゲイツ」は英語で門を指し、古代文明では王を「帝」「御門」と呼ぶことがある[注釈 36][出典 15]。ただし英語そのままの「GATES」では玩具のセグの4文字表記に収まらないため、英字表記は造語的に「GEIZ」となった[124][123]。
- 未来から来た主人公のライバルのため、ジオウのアナログウォッチに対してデジタルウォッチ、カタカナに対してひらがなの流れとなった[79]。針（触覚）が無いため、複眼インジケーションバタフライの面積比を変え、マスクキャリバーDから敢えて飛び出させることで文字自体が触覚に見えるように表現されている[123]。
- デザインモチーフはミリタリー系デジタル腕時計である[出典 16]。ボディ中央部ミッドバンドライナーRのディテールは、ラバーベルトを模している[125][123]。ボディ部分のデザインはジオウと共通である[125][123]。肩アーマーのデザインを変え、上半身に形状の変更を集中させている[79][123]。ジオウ同様黒ベースで差し色を変える案もあったが、ベース色自体を赤に変え、差し色の黄色もジオウのマゼンタとの差別化で細部は黒で締めて限定的にバストアップと指に黄色を入れることとなった[79]。クロノグラフ調の意匠の額やネジやパイプ、カーボン調シートをブラックアウトした部分に貼り付けしていることでベビーデューティ感溢れるディテールとなっている[123]。
- 変身時は、背中にデジタル時計のエフェクトが出現し、身体にジオウとは色違いの時計のベルトが巻かれて変身する[98]。変身の際、ゲイツの腕を振り上げる動きが速すぎるため、置いた時計によって腕が消えてしまうという問題もあった[98]。

フォーム
ライダーアーマー
ゴーストアーマー
ゲイツライドウォッチとゴーストライドウォッチを使用して変身する、ゴースト オレ魂の力を宿した派生形態。カラーリングは赤・黒・オレンジ。
変身音声は「カイガン！ゴースト！」。
複眼に「ごーすと」の文字がある。
両肩のゴースト眼魂型装甲眼魂ショルダーからパーカーゴースト（オレ、ムサシ、ニュートン、エジソンの4体）を召喚するほか、空中を自在に浮遊できる。ゴーストの必殺技展開時同様、印を結ぶと周囲の炎を吸収している。
- 当初のデザインでは腕にガンガンセイバーを模した武器がついていたが、ジオウの武器と被るためドライブともども武器をつけない形となった。ビルドアーマー同様、肩には眼魂を付け、胸はパーカーの襟をデザインしている。

ドライブアーマー
ゲイツライドウォッチとドライブライドウォッチを使用して変身する、ドライブ タイプスピードの力を宿した派生形態。カラーリングは赤・白・黒。
変身音声は「ドライブ！ドライブ！」。
複眼に「どらいぶ」の文字がある。
加速フィールドを両肩の大型デバイス・スピードタイヤショルダーから発することで一時的な高速移動のほか、両腕のシフトブレスからシフトスピードを模した遠隔操作が可能なサポートメカシフトスピードスピードを射出できる。
- ライダーアーマーのデザインは肩にキーアイテムを配するルールとなっており、ドライブの場合本来はシフトカーが配されるべきであったが、ドライブのもう一つの特徴であるタイヤを胸部アーマーのグラフィックで表現するよりも肩につけた方がドライブらしいとの判断からルールとは外れたものとなった。シフトカーは原典同様、腕に付けることとなった。目の文字は「ど」と「ら」の間を分けることで目のようになっており、表情がつけられている。原典が左右非対称の襷掛けなのに対し、左右対称となっている。

ビルドアーマー
ゲイツライドウォッチとビルドライドウォッチを使用して変身する、ビルド ラビットタンクフォームの力を宿した派生形態。カラーリングは赤・青・黒。
変身音声は「ベストマッチ！ビルド！」。
複眼に「びるど」の文字がある。
ジオウ同様にドリルクラッシャークラッシャーを右手に装備して突貫攻撃を行う。
ファイズアーマー
ゲイツライドウォッチとファイズライドウォッチを使用して変身する、ファイズの力を宿した派生形態。カラーリングはクリアレッド・銀・黒。肩アーマーはファイズフォンを模したフォンギアショルダーとなっている。
変身音声は「コンプリート！ファイズ！」。
複眼に「ふぁいず」の文字がある。
武器はファイズフォンXで、「555 ENTER」のコードを入力することでポインター555やショット555などの拡張デバイス・ギア555を出現させる。
- 劇中に登場するため、平成1期のフォーマット同様、ファイズの特徴である携帯を肩に付けることとなり、各武装を起動させる意匠となった。原典が折りたたみ式だったが、正面と背面左右に同様のディテールを設けている。
- ショット555のプロップは新規造形である。

ウィザードアーマー
ゲイツライドウォッチとウィザードライドウォッチを使用して変身する、ウィザード フレイムスタイルの力を宿した派生形態。カラーリングは赤・銀・黒。
変身音声は「プリーズ！ウィザード！」。
複眼に「うぃざーど」の文字がある。
魔動力を動力源とし、魔法陣が変形した魔動力増幅器エングレイブドカタリスターによって、魔動力を増幅・収束させて効果を最大化させる。
- アーマーのデザインコンセプトは、円形の魔法陣が変形したもので、指輪を肩に付けているが、指には嵌めていない。膝から下は、ウィザードの特徴であるコートの裾のようなものを加えている。
- 背中のマントはアクションの際に内側に巻き込まれないように付け根部分に折り目が付けられている。

ゲンムアーマー
ゲイツライドウォッチとゲンムライドウォッチを使用して変身する、ゲンム アクションゲーマー レベル2の力を宿した派生形態。カラーリングは赤・黒・紫。
変身音声は「レベルアップ！ゲンム！」。
複眼に「げんむ」の文字がある。
作中にて唯一登場した、サブライダーのライダーアーマーである。
エグゼイドアーマーに近似した姿であるが、色はゲンムに準拠しており、また両腕の武装がオミットされている。トリックフライホイールに似たエネルギーを飛ばしての攻撃も可能。
- スーツもエグゼイドアーマーの色変えで、腕のハンマーの部分をオミットし、肩のガシャットは玩具版のプロトマイティアクションXガシャットが、他のガシャットとは異なり取っ手のガード部分が黒ではなく紫だったため、遊び心でそのまま拾っている。

エグゼイドアーマー
ゲイツライドウォッチとエグゼイドライドウォッチを使用して変身する、エグゼイド アクションゲーマー レベル2の力を宿した派生形態。カラーリングはネオンピンク・蛍光グリーン・赤・黒。
変身音声は「レベルアップ！エグゼイド！」。
複眼に「えぐぜいど」の文字がある。
武器は両手の取り外し可能なハンマー・ガシャコンブレイカーG。
- マスクは、ゲンムアーマーの改造。

仮面ライダーゲイツリバイブ剛烈 / 疾風
ゲイツライドウォッチとゲイツリバイブライドウォッチを使用して変身する仮面ライダーゲイツの強化形態。ゲイツリバイブライドウォッチを180度回転させることで剛烈と疾風の各形態にフォームチェンジする。
複眼に「らいだー」の文字がある。
ジオウII同様、他のライダーアーマーにフォームチェンジしなくてもアナザーライダーを倒すことができる。
- デザインモチーフは砂時計。ジオウIIよりも強くするため、初代仮面ライダーが技の1号・力の2号であるように、逆の力を各形態に変化することで使えるようにしている。顔と胸部にデジタルのように処理した砂時計を配置している。カーボン調のテクスチャーやギアのような意匠の胸部にすることで、最新かつ軽量で強い印象にしている。胸部から下はシンプルな色味に抑えることで胸部にギミックに注目が集まるようにしている。
- マスク・スーツ共にアップ･アクション用の2種類が制作されている。マスクは中央の砂時計状のパーツのシートの換装によってフォームチェンジを表現している。通常形態同様、カーボン調シートを多く貼り込んでいることでよりベビーデューティ感を強調している。薄手のビニルレザー生地を使用したメタリック塗装の光沢のある表層の前面、背中側がストレッチ素材のタイツ生地のベーススーツを使用している。
- 変身時は、ジオウIIとは異なる正統な強化版と考え、上に装甲が付け足されたデジタル時計の上に砂時計を配置したものが出現し、開き方で各形態の差をつけている。
- 演じた押田は初変身の際、歴代2号ライダーのオマージュとして地獄兄弟（矢車想 / 仮面ライダーキックホッパー・影山瞬 / 仮面ライダーパンチホッパー）をイメージしている。

仮面ライダーゲイツリバイブ剛烈（）
ゲイツリバイブライドウォッチを剛烈モードにして変身するパワー形態。カラーリングはオレンジ・黒。
変身音声は「パワードタイム！リ・バ・イ・ブ！剛烈！剛烈！」。
変身時にジカンジャックローはのこモードに変形。リバイブアーマー剛烈による鉄壁の防御力を持ち、攻防共に優れている。胸部のレッドクリスタライナーで分子レベルでエネルギーを圧縮し、超パワーエナジーを生成する。
仮面ライダーゲイツリバイブ疾風（）
ゲイツリバイブライドウォッチを疾風モードにして変身するスピード形態。カラーリングは青・黒。
変身音声は「スピードタイム！リバイ・リバイ・リバイ！リバイ・リバイ・リバイ！リバイブ疾風！疾風！」。
変身時にジカンジャックローはつめモードに変形。リバイブアーマー疾風から推進器リバイブストリーマーが瞬時に展開し、ジオウIIの予知能力をも上回る速さで高速移動し、空中での方向転換も容易に行う。胸部のブルークリスタライナーでエネルギーを延伸し、超スピードエナジーを生成する。
- 展開した羽の部分が加わるため、実際のスーツは重量があり、スーツアクターの縄田は剛烈の方がスピーディーに動けて楽だったという。高速移動の際の残像は実写の合成素材を要所要所で使用している。

テレビシリーズ以外の作品に登場する仮面ライダーゲイツ
ビビルアーマー
ビビルライドウォッチで変身した最恐フォーム。
変身音声は「ビビルタイム！ビビルー！ビ・ビ・ル！」。
複眼に「びびる」の文字がある。
ゴーストアーマーが真っ青になったカラーリングだが、両肩の装甲がユルセンのような形状に変わっており、ビビりの力（恐怖心）を攻撃力に変える能力のため、ゲイツの強い恐怖心に対して恐るべき攻撃力を生むため、意外と強い。
- スーツはディエンドのベーススーツとゴーストアーマーのプロテクターをベースに改造された。

仮面ライダーゲイツマジェスティ
『NEXT TIME ゲイツ、マジェスティ』に登場。
ゲイツライドウォッチとゲイツマジェスティライドウォッチを使用した、仮面ライダーゲイツの最強形態。
詳細は仮面ライダージオウ NEXT TIME ゲイツ、マジェスティ#仮面ライダーゲイツマジェスティを参照。
スペック
| 名称                           | 身長     | 体重     | パンチ力 | キック力 | ジャンプ力 （ひと跳び） | 走力 （100 m）          | 初登場      |
| ------------------------------ | -------- | -------- | -------- | -------- | ----------------------- | ----------------------- | ----------- |
| 仮面ライダーゲイツ             | 194.5 cm | 92.0 kg  | 8.5 t    | 18.7 t   | 30.0 m                  | 5.2秒                   | 第1話       |
| ゴーストアーマー[注釈 32]      | 202.2 cm | 108.0 kg | 10.5 t   | 23.2 t   | 37.2 m                  | 4.7秒                   | 第1話       |
| ドライブアーマー               | 198.8 cm | 109.5 kg | 11.1 t   | 23.8 t   | 36.8 m                  | - 5.0秒 - 加速時：1.2秒 | 第3話       |
| ビルドアーマー[注釈 32]        | 198.2 cm | 108.0 kg | 10.5 t   | 23.2 t   | 37.2 m                  | 4.2秒                   | 第5話       |
| ファイズアーマー               | 198.5 cm | 109.0 kg | 10.7 t   | 23.1 t   | 38.4 m                  | 4.4秒                   | 第6話       |
| ウィザードアーマー             | 198.1 cm | 124.0 kg | 8.9 t    | 19.8 t   | 32.7 m                  | 5.0秒                   | 第8話       |
| ゲンムアーマー                 | 204.8 cm | 110.6 kg | 9.5 t    | 23.2 t   | 40.2 m                  | 4.5秒                   | 第9話       |
| エグゼイドアーマー[注釈 32]    | 204.8 cm | 110.6 kg | 10.5 t   | 23.2 t   | 40.2 m                  | 4.5秒                   | 第16話      |
| 仮面ライダーゲイツリバイブ剛烈 | 198.2 cm | 114.3 kg | 40.7 t   | 76.7 t   | 87.1 m                  | 2.2秒                   | 第26話      |
| 仮面ライダーゲイツリバイブ疾風 | 198.2 cm | 114.3 kg | 33.1 t   | 76.7 t   | 87.1 m                  | 0.9秒                   | 第26話      |
| ビビルアーマー                 | 202.2 cm | 83.1 kg  | 8.0 t    | 17.2 t   | 58.1 m                  | 9.5秒                   | 超バトルDVD |
ツール・武器
ジカンザックス
ゲイツが使用する可変型武器。おのモードとゆみモードの2つのモードに変形する。スロットにライドウォッチを装填し、トリガーを引くことで必殺技が発動する。
- ザックスはスレートに穴を開ける工具であり、時空をざっくりと穿つ道具であることを意味している。ジカンギレードとは違う他のパターンとして斧と弓が選ばれ、ゲイツが使用することから赤と黄色を差し色にして、刃の部分はジカンギレード同様、クリアブラックとなった。
- アップ用プロップは変形ギミックを備えている。

おのモード
斧形態。先端部分に「おの」の文字がある。出現時には「Oh!No!」の音声が鳴る。刃・ザックスエッジを共鳴振動させ、いかなる物体をも切断する。
ゆみモード
弓形態。矢尻部分に「ゆみ」の文字がある。変形時には「You!Me!」の音声が鳴る。後部の引き金を引くことでエネルギーアローを飛ばす。連射も可能。
ジカンジャックロー
ゲイツリバイブの専用装備。のこモードとつめモードの2つのモードに変形する。トリガーを押すと必殺技、ライドウォッチスロットにゲイツリバイブライドウォッチを装填し、超必殺技が発動する。
- のことつめのモチーフを優先してデザインされ、ジカンザックスのディテール感を拾って、ひらがなで文字を入れ、同じ人物が使用することを演出しており、各モールドを各形態の色にすることで印象付けている。デザイン画では珍しく、各形態のデザイン画にも込みで描かれており、各形態の備え付きの武器であることを表している。
- 変形の構造的の事情で、各形態ごとに左右に持ち替える必要がある。ボタンを押した際の効果音は、各形態ごとにボタンの押し方で変化させている。
- アップ用プロップは、ピン留めを外すことで実際に変形するようになっている。

のこモード
ゲイツリバイブ剛烈時に瞬時に切り替わるチェーンソー形態。刃部分に「のこ」の文字がある。変形時には「パワードのこ！」の音声が鳴る。高速回転させた刃で敵を斬る。
- 変形時にはやや大振りのノコギリの半円状パーツを換装している。

つめモード
ゲイツリバイブ疾風時に瞬時に切り替わる籠手形態。柄部分に「つめ」の文字がある。変形時には「スピードクロー！」の音声が鳴る。ジャックローエッジ・つめで敵を切り裂く。
ゲイツリバイブライドウォッチ
シノビ・クイズ・キカイの3つのミライドウォッチが合わさることで、ブランクの状態で生成された砂時計型の特殊なウォッチデバイス。本来はジオウを倒すためのウォッチであり、ゲイツがジオウを倒す強い意志を持って覚悟を決めたことでブランクの状態から変化し、発動した。
天面の起動スイッチ・リバイブオンスターターを押し、180度回転させた後にドライバーに装填することで変身する。ウォッチを回転させることで剛烈モード、疾風モードに瞬時に切り替えることができる。
ウォッチ自体が時間を引き延ばしたり、圧縮することでパワーとスピードを生み出す反面、使用者であるゲイツの体に大きなダメージを与えていたが、徐々に克服した。
- デザインモチーフは砂時計であるが、ゲイツのギアでもあるという方向性でまとめられている。
- アップ用プロップには青いビーズが封入されており、実際にビーズが降りてフォームチェンジを表現している。本当の砂は衛生面や安全面で使用できず、クリアケースを傷つけてしまうため、光で砂が落ちるさまを表現する案もあったが、サラサラと落ちていくさまを表現するため、防電スプレーを吹いたビーズで実現している。

ビビルライドウォッチ
ゲイツの恐怖心にゴーストライドウォッチが反応して青く変化したウォッチデバイス。
必殺技
タイムバースト
空中に跳び上がった後、自身と敵の間に現れる「らいだー」と「きっく」の文字で作り出された誘導レールに沿って突進しながら頭部と右足の足裏に収束させ、跳び蹴りを叩き込む。また、ライドストライカーに搭乗したまま回転し、体当たりする場合や敵を壁に打ち付けた状態で発動し、そのままエネルギーを打ち込む場合もある。
オメガタイムバースト
ゴーストアーマー時に使用。パーカーゴーストを収束させて全身のエネルギーを右足に纏わせ、跳び蹴りを叩き込む。またはエネルギー弾を蹴り飛ばす。
ヒッサツタイムバースト
ドライブアーマー時に使用。高速移動しつつ、連続でタックルする。または両肩のスピードタイヤショルダーから色々なタイヤを出現させ相手にぶつける。
ボルテックタイムバースト
ビルドアーマー時に使用。関数グラフ型の標的固定装置で相手を捉え、キックで倒すか、滑走しながらドリルクラッシャークラッシャーで貫く。ジオウとは違い、原典のボルテックフィニッシュ同様の数式と放物線が出現する。
エクシードタイムバースト
ファイズアーマー時に使用。ファイズフォンXに「555 ENTER」のコードを入力することで「レディ！ポインターオン！」の音声とともにポインターモードとなり右足にポインター555を装着、射出・展開したポインティングマーカーで相手を捕捉し、キックを放ち、敵の分子構造を分断・破壊する。また、ファイズフォンXに「555 ENTER」のコードを入力することで「レディ！ショットオン！」の音声とともにショットモードとなり右拳にショット555を装着、敵にパンチを打ち込む。
- ゲイツの複眼テクスチャを貼り込んだファイズの円錐エフェクトを使用し、敵を拘束するエフェクトはジオウと共通の時間ノイズを混ぜ込んでいる。

ストライクタイムバースト
ウィザードアーマー時に使用。空中に浮きあがり、魔法陣を通過した右足を魔動力で巨大化させ、敵を踏み潰すようにキックを放つ。またはその場で右足を巨大化させキックを放つ。
クリティカルタイムバースト
形態毎に、以下のように異なる。
ゲンムアーマー
敵を中心に高速回転し、周囲の敵および中心の敵に高速のキックを放つ。
エグゼイドアーマー
四方八方に飛びつつガシャコンブレイカーGで連続で叩く。またはキックを放つ。
一撃タイムバースト
ゲイツリバイブ剛烈時に使用。キックを放つ。またはジカンジャックロー のこモードから斬撃を飛ばす。
百烈タイムバースト
ゲイツリバイブ疾風時に使用。連続でキックを放つ。またはジカンジャックロー つめモードに青いエネルギーを纏わせた攻撃を仕掛ける。
ビビッタイムバースト
ビビルアーマー時に使用。青白いエネルギー弾を両肩から放つ。
キワキワシュート
ジカンザックス ゆみモードにライドウォッチを装着し、「フィニッシュタイム！」の音声が流れ、「○○（装填したライドウォッチ）！ギワギワシュート！」の音声と共に発動する。
クローズライドウォッチ
クローズドラゴン・ブレイズを模したエネルギー体を飛ばす。
ウィザードライドウォッチ
氷の矢と炎の矢を連射する。
ナイトライドウォッチ
紺色の竜巻を放つ。
キワキワ撃ち
ジカンザックス ゆみモード通常必殺技。タイムチャージでカウントがゼロになった後に発動される。
ザックリカッテイング
ジカンザックス おのモードにライドウォッチを装着し、「フィニッシュタイム！」の音声が流れ、「○○（装填したライドウォッチ）！ザックリカッテイング！」の音声と共に発動する。
ゲイツライドウォッチ
時計のエフェクトと共に周囲の敵を回転斬りでなぎ払う。
ウィザードザックリカッテイング（ウィザードライドウォッチ時）
ウィザードアーマー時に使用。おのモードを振り回して巨大化させて敵を斬る。または刃に炎を纏わせて攻撃する。
ゴーストライドウォッチ
ゴーストのエンブレムのエフェクトが現れオレンジの炎を纏いながら斬る。
ザックリ斬り
ジカンザックス おのモード通常必殺技。オーバーロード状態にしたジカンザックスで、カウントの後に周囲の敵を斬る。
ファイズライドウォッチ
周囲の敵を斬った後、周囲にはφのマークが浮かび上がる。
のこ切斬
ジカンジャックロー のこモード通常必殺技。柄のボタンを押した後、トリガーを引くことで発動する。刀身を高速回転させ、エネルギーを纏って切断する。
スーパーのこ切斬
ジカンジャックロー のこモード超必殺技。スロットにゲイツリバイブライドウォッチを装填し、柄のボタンを押した後、トリガーを引くことで発動する。刀身を高速回転させて敵を切り裂く。
つめ連斬
ジカンジャックロー つめモード通常必殺技。柄のボタンを押した後、トリガーを引くことで発動する。高速移動しながら刀身の共鳴振動でエネルギーを纏い、敵を斬る。また、ボタンの連打によって無数の爪を雨のように爆撃させる攻撃も可能。
スーパーつめ連斬
ジカンジャックロー つめモード超必殺技。スロットにゲイツリバイブライドウォッチを装填し、柄のボタンを押した後、トリガーを引くことで発動する。劇中未使用。

### 仮面ライダーウォズ
白ウォズと黒ウォズが変身する仮面ライダー。ジオウやゲイツと違いミライドウォッチとビヨンドライバーを用いて変身する。
ウォズミライドウォッチを使用して変身する基本形態の変身音声は「スゴイ！ジダイ！ミライ！仮面ライダーウォズ！ウォズ！」。複眼にシアンで「ライダー」、両肩に「カメン」の文字がある。
- デザインモチーフはスマートウォッチである[出典 17]。ジオウやゲイツとディテールのルールを変えることで、異なる世界の未来から来たライダーであるキャラクター性を近未来的なデザインで表現している[79]。同心円をジオウ以上に多用し、アールや流線を付けた形で全体的にまとめている[79]。蛍光グリーンとシルバーをベースカラーにすることで未来感を強く打ち出し、青を差し色にしている[79]。ウォズのフォームチェンジより、未来ライダーのデザインが先行して完成していたため、時計のバンドにそのデザインを落とし込むこととなった[79]。複眼はジオウとゲイツ同様、六角形の模様となっている[48]。フェイスインジケーショントラックアイの全体をフレームスマートベゼルが囲う形状となっているため、アクション用の視界を広範囲で取れる眼プレートをフェイス面丸ごと交換できるようになっている[48]。ボディーディテールは、異なる未来から来た仮面ライダーであるため、ジオウとゲイツとは異なるものだが、パーツ構成などの基本コンセプトはジオウとゲイツと同等のルールに則っている[48]。肩のプロテクターは、スマートウォッチのフェイス面を意匠化しており、各フォームチェンジは肩のプロテクターの画面のアプリのアイコンを切り替えることで、アプリを起動させ、マスクと中央のバンド部分などが変化するというディテールになった[出典 18]。
- 変身時は、背中にスマートウォッチのエフェクトが出現する[98]。奥に厚みがある3Dの時計にすることでジオウとゲイツとは違う別の異質感を出している[98]。ウォッチ内の表示は白ウォズはタブレット、黒ウォズは逢魔降臨暦と変えている[98]。
- 撮影用スーツはアップ用とアクション用が存在しており、肩と胸、履帯とマフラーの換装によりフォームチェンジを表現している[105][139]。ベーススーツは伸縮性が乏しいため、アクション用では背面にストレッチ素材を用いている[105][48]。

フォーム
フューチャーリングシノビ
シノビミライドウォッチを使用して変身する、シノビの力を宿した派生形態。カラーリングは紫、シルバー、黒。
変身音声は「誰じゃ？俺じゃ？忍者！フューチャーリングシノビ！シノビ！」。
複眼に紫で「シノビ」の文字、両肩に手裏剣のマークがある。紫のマフラーが追加され胸部に手裏剣の意匠がある。
ジカンデスピア カマモードを武器とし、影移動やシノビが使っていた忍法を多用する。その敏捷性はワームのクロックアップにも比肩するほど優れている。
フューチャーリングクイズ
クイズミライドウォッチを使用して変身する、クイズの力を宿した派生形態。カラーリングはオレンジ、シルバー、赤、青。
変身音声は「ファッション！パッション！クエスチョン！フューチャーリングクイズ！クイズ！」。
複眼にオレンジで「クイズ」の文字、両肩に?のマークがある。
ジカンデスピア ツエモードを武器として使用する。クイズと同様に二択問題を出しながら戦い、回答時は両肩のクイズショルダー（左肩はクロスサイド「×」、右肩はサークルサイド「○」）のどちらかが開き、回答者に対して判定を下す。不正解か未回答の場合は相手に電撃を落とすが、ウォズ自身がクイズが得意ではないため、永遠に論争が続く問題を出すと何も起こらず、攻撃が機能しない欠点を持つ。
フューチャーリングキカイ
キカイミライドウォッチを使用して変身する、キカイの力を宿した派生形態。カラーリングは金、シルバー。
変身音声は「デカイ！ハカイ！ゴーカイ！フューチャーリングキカイ！キカイ！」。
複眼に黄色で「キカイ」の文字、両肩キカイショルダーにレンチとドライバーのマークがある。
ジカンデスピア ヤリモードを武器として使用する。頭部のアンテナクロックブレードSキカイから無数のドライバーやスパナ状のナノツールを放出し、人間と融合させることでセミヒューマノイズ化させ、使役することが可能となったり、ナノツールを触手のようにして機械を操ることも可能。
ギンガファイナリー
ギンガの絵柄にしたギンガミライドウォッチを使用して変身する、ギンガの力を宿した最強形態。カラーリングはライムグリーン、シルバー、黒、紺。
変身音声は「ギンギンギラギラギャラクシー！宇宙の彼方のファンタジー！ウォズギンガファイナリー！ファイナリー！」。
複眼に金色で「ギンガ」の文字がある。
ギンガの能力を使用しているため、格段に高い戦闘能力を持ち、ギンガの力の源であるピュアパワーによってアナザーライダーを撃破することが可能。両肩の超マイクロブラックホールが封入された重力子制御装置・グラビコンソーサーによって周囲の重力を操り、生成した疑似惑星弾エナジープラネットや重力波を相手に投下する。
- 企画段階では、ソウゴの敵としての本性を明かしたウォズが変身する最強形態と想定されており、中ボス的な立ち位置としてオーマジオウとの最終対決の前哨戦でジオウトリニティを圧倒しグランドジオウによって倒されるという展開が予定されていた。
- 元々、ギンガは登場することが決まっていたため、強化形態に充てがうこととなった。ギンガという名称だが、分かりやすくするためデザインモチーフは太陽系である。コンセプトは「フューチャーリングをさらに進化させたもの」で、液晶画面となった前垂れの時計バンド部分や、胸部プロテクタークロスアーマーライナーにある太陽から連続させる形で惑星のグラフィックが描かれているというイメージでデザインされたため、走査線状のラインやハニカムを入れ、映像のようにぼかしたグラフィック処理をしている。顔の文字表示と額のグラフィックを変化させることで各形態の変身を表現している。マントは各形態で共通して使用するため、同様の意匠で揃えている。スマートウォッチは文字盤だけでなくバンド部分にも表示されるものがあるため、バンド部分もウォッチの表示部になっている進化系のスマートウォッチというイメージでデザインされている。胸部中央の太陽を中心に惑星が並び、UFOが飛んでいる肩など子供が思い描く宇宙の要素を散りばめている。側面にはトラクタービームの意匠を描いている。肩のUFOはあえてレトロな宇宙船のように仕上げている。
- マスクはアップ・アクション兼用が制作され、ゲイツリバイブと同様、全体を換装することでフォームチェンジを表現している。マスクはスパッタリング塗装処理を施すことで惑星を想起させ、触覚クロックブレードSギンガは、ウォズより大きくしてマット系の黒と金を配し、額の天球ウォーシグナル・ギンガはハニカム状のグリッドが描かれ、地球の意匠が加えられている。
- スーツは通常形態のベーススーツを流用し、各パーツのアクション用を新規造形している。

ギンガワクセイフォーム
ワクセイの絵柄にしたギンガミライドウォッチを使用して変身する、太陽系の惑星の力を宿したギンガファイナリーの派生形態。
変身音声は「水金地火木土天海！宇宙にゃこんなにあるんかーい！ワクワク！ワクセイ！ギンガワクセイ！」。
額に土星のマーク、複眼に青色で「ワクセイ」の文字がある。
エナジープラネットを最大8種類の同時生成が可能で、任意の場所に投下することが可能。また、ゲイツリバイブ疾風の高速移動にも負けないコントロール能力を持ち、ロイミュードの重加速にも勝っている。
- 額は土星、文字は星が煌めいているイメージで周囲に惑星を配している。

ギンガタイヨウフォーム
タイヨウの絵柄にしたギンガミライドウォッチを使用して変身する、太陽の力を宿したギンガファイナリーの派生形態。
変身音声は「灼熱バーニング！激熱ファイティング！ヘイヨー！タイヨウ！ギンガタイヨウ！」。
額に太陽のマーク、複眼にオレンジ色で「タイヨウ」の文字がある。
エナジーサンシャインの威力が増強しており、熱線を照射するファイナリーフレアレイや太陽型の疑似惑星エナジープラネット・ソーラータイプ、火炎を放つファイナリープロミネンスなどの太陽の熱エネルギーを利用した戦いを得意とする。
- 額のウォークレスト・タイヨウはメラメラと燃えた太陽、文字は燃えているイメージ。

スペック
| 名称                     | 身長     | 体重     | パンチ力 | キック力 | ジャンプ力 （ひと跳び） | 走力 （100 m） | 初登場 |
| ------------------------ | -------- | -------- | -------- | -------- | ----------------------- | -------------- | ------ |
| 仮面ライダーウォズ       | 198.2 cm | 94.2 kg  | 16.7 t   | 38.8 t   | 61.6 m                  | 2.9秒          | 第17話 |
| フューチャーリングシノビ | 200.9 cm | 96.5 kg  | 18.0 t   | 44.5 t   | 87.4 m                  | 1.6秒          | 第18話 |
| フューチャーリングクイズ | 199.9 cm | 98.6 kg  | 22.3 t   | 42.3 t   | 68.4 m                  | 2.4秒          | 第20話 |
| フューチャーリングキカイ | 200.6 cm | 120.0 kg | 30.8 t   | 72.1 t   | 56.2 m                  | 4.2秒          | 第24話 |
| ギンガファイナリー       | 202.8 cm | 107.2 kg | 45.3 t   | 104.9 t  | 119.0 m                 | 0.8秒          | 第36話 |
| ギンガワクセイフォーム   | 202.8 cm | 107.2 kg | 45.3 t   | 104.9 t  | 119.0 m                 | 0.8秒          | 第37話 |
| ギンガタイヨウフォーム   | 202.8 cm | 107.2 kg | 45.3 t   | 104.9 t  | 119.0 m                 | 0.8秒          | 第38話 |
ツール・武器
ビヨンドライバー
白ウォズ（後に黒ウォズ）が所持する変身ベルトで、ジクウドライバーとは異なる並行世界で製作された。バックルの状態で携行され、腹部に当てると自動でベルトが伸長して装着される。ミライドウォッチに対応しており、ミライドウォッチから各種装備を実体化させることができる。右横のスロットマッピングスロットにミライドウォッチを装填すると「アクション！」の音声が流れ、ミライドウォッチのカバーを開き、「変身！」の掛け声と共にレバークランクインハンドルを起こすことで「投影！フューチャータイム！○○（対応する変身音声）！」の音声が流れ、中央のバックル部ミライドスコープに超高速光通信によって中央にある受光素子を集合させた胸像に読み取った各種データが伝達され、ライダーの顔が反転投影されることで、装備データが具現化し、変身が完了する。またレバーを再び開閉することで「ビヨンドザタイム！」の音声と共に必殺技を発動する。
- 投影ギミックはプロジェクションマッピングをイメージしており、玩具ギミックとしては『仮面ライダーエグゼイド』のゲーマドライバーを発展・継承している。ウォズが顔の文字が明確に変わることからウォズのシルエットをベルトの中に入れ、複眼の文字を光で投影させるプロジェクションマッピングのようになっている。
- シートの換装によってプロジェクションマッピング風のギミックを処理している。

ジカンデスピア
ウォズが使用する可変武器。柄のタッチパネル・タッチスワイパーのアイコンをタッチすることによりヤリ・カマ・ツエの3つのモードに変形する。ジオウやゲイツの武器とは違いミライドウォッチのスロットは持たない。
各モードのアイコンをタッチし、カメンアイコンをタッチすると「フィニッシュタイム！」の音声が流れ、パネル全体をスワイプしてオーバーロードさせてから、トリガーを引くことで一時的に破壊力を増大させ、必殺技を発動する。
- ウォズのデザインモチーフがスマートウォッチであることからタッチパネルを用いたスワイプをギミックに組み込んでいる。
- アップ用プロップは、文字の部分は可動表示されるが、先端部の各パーツを換装して変形を表現している。
- 各モードはそれぞれ通常形態・フューチャーリングシノビ・フューチャーリングクイズで使用することを想定している。フューチャーリングキカイの専用形態は設けられなかったため、グリップの下部部分にスパナの意匠が取り入れられている。

ヤリモード
主に通常形態が使用する槍形態。変形時音声は「ヤリスギ！」。高周波エネルギーを先端に発生させ、敵を貫く。
カマモード
主にフューチャーリングシノビが使用する鎌形態。変形時音声は「カマシスギ！」。高周波エネルギーを刃に帯び、敵を斬る。
ツエモード
杖形態。変形時音声は「ツエスギ！」。?型の刀身が先端についている。
- ハテナマークをモチーフとしている。

ミライドウォッチホルダー
ウォズの両腕に装備されたミライドウォッチを装填するためのブレスレット型ホルダー。カラーリングがライムグリーンを基調としている以外はライドウォッチホルダーと同様。
ギンガミライドウォッチ
ギンガから流れ出た力によって生成されたウォッチデバイス。
レボリュードセレクターを回して上部ミライドスコープ内の各フォームのアイコンを選択し、ミライドオンスターターを押した後、ドライバーに装填することでギンガファイナリーに変身する。
- デザインモチーフは、映写機。上部に表示されるアイコンは3形態に加えて基本状態の「カメン」マークが表示されるようになっている。ベルト周囲のレールは、タッチパネルをスワイプするイメージで、マークをアプリのように並べている。

必殺技
タイムエクスプロージョン
敵の背後に立方体の時計型エネルギーを発生させた後、「キック」の文字を回転させながら、回し蹴りを叩き込む。蹴り飛ばされた敵は時計型エネルギーに磔にされ、爆発する。
超ギンガエクスプロージョン
ギンガファイナリー時の必殺技。ギンガファイナリースペース内に相手を引き込んで捕縛し、キックを叩き込む。または流星群を広範囲に降らせるか、広範囲に重力を発生させる。
水金地火木土天海エクスプロージョン
ギンガワクセイフォーム時の必殺技。8種類のエナジープラネットを生成して上空に飛ばし、そこから広範囲に流星群を地上に降らせて焼き尽くす。
バーニングサンエクスプロージョン
ギンガタイヨウフォーム時の必殺技。胸部で生成した超高熱の火球から高熱を発して周囲の物質を焼き尽くす。
忍法時間縛りの術
フューチャーリングシノビ時に使用。敵の時間を操って、敵を宙へ浮かせたまま金縛りにさせる。または分け身の術で複数の分身を作り出して攻撃する（EP22）。
フィニッシュ忍法
フューチャーリングシノビ時に使用。「フィニッシュ忍法！」の音声が流れ、発動する。シノビと同様に高速で移動し、敵に連続で攻撃を仕掛ける。
忍法時間破壊の術
フューチャーリングシノビ時に使用。劇中未使用。
一撃カマーン
ジカンデスピア カマモードの必殺技。3体に分身し、交互に攻撃し、最後はウォズ自身が薙ぎ払う。また敵を空中に上げてから斬り裂いたり、無数の分身を出して複数の敵を倒す攻撃も可能。
クイズショックブレーク
フューチャーリングクイズ時に使用。劇中未使用。
不可思議マジック
ジカンデスピア ツエモードの必殺技。大量のクエスチョンマークで敵を縛り爆散させる。
フルメタルブレーク
フューチャーリングキカイ時に使用。キカイショルダーからロボットアームやフック付きチェーンを出して相手を拘束する。または周辺のアンテナなどのを操り攻撃に使用する（EP25）。
- 光線のイメージはメーサー車。

爆裂DEランス
ジカンデスピア ヤリモードの必殺技。エネルギーを充填して相手を貫き、歯車型のエネルギーで倒す。

### 仮面ライダーツクヨミ
EP48、LAST（最終回）に登場。ツクヨミがツクヨミライドウォッチで変身する仮面ライダー。複眼に「ライダー」の文字がある。
変身音声は「仮面ライダーツクヨミ！ツクヨミ！」。
専用武器はないが、ジオウIIに匹敵する戦闘力を持ち、生体エナジーを高収束させた光刃ルミナスフラクターを拳に生成して戦うほか、時を静止する能力を使用する。
- 変身ポーズは、アクション監督の宮崎が考案した『補完計画』第15.5話の際のツクヨミの変身ポーズと同様である[144][145]。
- 玩具「DXジクウドライバー」では当初から「TSUKUYOMI」のセグ表示が設定されていたが、これは開発段階で名前が決定していたことから仕込まれていたものであり、ツクヨミの変身を想定したものではなかった[146]。白倉は1年間テレビシリーズを観てくれた視聴者へのサプライズを設けるため、この表示を活用することを思いついたと述べている[146]。
- デザインはツクヨミの名前の語源である漢字表記の「月読命」「月夜見」「月神」からの連想で月をモチーフとしており、目の部分は「ライダー」の文字で三日月を象っており、ゴールドの縁取りを多く施すことでフェミニンなイメージを強調している[出典 20]。時計要素としてはフェイス面の塗装処理を薄いピンクジェル調にしたり、パールホワイト系のカラーリングにするなど、細身の女性用腕時計をモチーフとしており、マントはツクヨミの衣裳と同一性を持たせ[146][41]、インド風の民族衣装を参考にし、頭部から身体のバンドを細くジクウドライバーに届いていない短いものにしている[79][41]。
- スーツは新規造形で、マスクとともにアップ・アクション兼用の1着が制作された[41]。役者用プロップのジクウドライバーを装着することで、細身のボディーラインを強調している[41]。

必殺技
タイムジャック
テレビシリーズでは未使用だが、『令和 ザ・ファースト・ジェネレーション』と『NEXT TIME ゲイツ、マジェスティ』、『withガールズリミックス』で使用。
後者では周囲を闇夜に包み込み、三日月を背にキックを放つ。

### オーマジオウ
現代（2018年）から50年後の2068年の世界で君臨する「魔王にして時の王者」。力と恐怖によって人々を苦しめ、希望のない世界を創り出した。未来の常磐ソウゴがオーマジオウドライバーで変身した姿であり、レジスタンス勢力からは「最低最悪の魔王」と呼ばれている。変身前は初老の姿で単独で2068年の世界を支配しているため、周囲には特に配下の姿はなく、一人で王座に鎮座している。
外見は現代（2018年）のソウゴが変身するジオウに似ているが、全体的に黄金の装飾が追加され、複眼も禍々しい形状に変化している。
EP01での戦闘においてはライドウォッチなどのアイテムや武器は一切使用せずに、念じるだけで炎や爆発を起こす、手を振りかざしただけで念動力で向かってきた大量のミサイルを空中で静止させる、襲いかかってくる大量のタイムマジーンを手を触れずに衝撃波で投げ飛ばす、最後には念じただけでレジスタンスの人間、ミサイル、タイムマジーンなどの物体を黒い塵にして消し去ってしまうなど人知を超越した力を持っており、ツクヨミやゲイツがいたレジスタンスを壊滅させた。全てのライドウォッチを持っているため、全ライダーの力を使うことが可能で、オーマジオウドライバーにはライドウォッチを装着するスロットはオミットされているが、右胸のオーナメントスロットによって同時に6個のライドウォッチを起動することが可能で、手に取ったライドウォッチを起動するだけでオリジナルとなる仮面ライダーやジオウのアーマータイムを上回る強大な力を発動し、ディケイドの力により未来に送られた過去の自分であるソウゴと対峙した際は、ジオウディケイドアーマーがライドヘイセイバーより発した必殺技を対応するライドウォッチの力を使用して相殺してしまったが、倒そうとはしなかった。さらにグランドジオウになったソウゴすらも撃退する力を見せ、グランドジオウ同様平成ライダーを召喚可能であり、グランドジオウが召喚したドライブを逆に操った。
その力の強大さから、オーマジオウ以外の新しい時の王者を擁立しようと暗躍しているタイムジャッカーからも「化物じみた強さ」だと恐れられている。
自分こそが最高最善の魔王であり、人類を救ってきたと豪語する。
カラーリングはゴールド・マットブラック。額には「カメン」の文字とその周囲に顔の表面に「王」という文字が溝のディテールとなって刷り込まれ、複眼には赤く先端が尖った「ライダー」の文字、エングレーピングや鋭利な爪がデザインされている。背中には時計の短針と長針をモチーフにした白いプレートアパラージタが装着されている。
- 「オーマジオウ」のオーマは「魔王（マオウ）」のアナグラムである[42]。
- 当初は、奥野本人が50年後の姿を演じるには無理があることから、変身前は登場させない予定だったが、ジオウのスーツアクターを務めている高岩が担当することとなった[76]。
- 白倉は、オーマジオウは平成ライダーの墓を守る墓守としており、ちゃんとしたピリオドを打って平成ライダーを封印し、過去のものにして彼らが暴れ出さないよう50年間見張りについていたと語っている[14]。
- デザインコンセプトは「王様」で、最初から敢えて最後の敵を登場させることで、自分自身が最後の敵であるという顛末をどう展開させていくかという緊張感を持たせるために制作された[148]。単純にジオウの最終フォームとして先にデザインされ、見た目は上品でスタイリッシュな方向性ではなく、過剰な装飾で権力を誇示するというオーダーでデザインされた[79]。身体のメリディアンサッシュは東南アジアの王族の人などが襷掛けしているものを時計のバンドに置き換えて取り入れ、胸部のブランクウォッチは王族が権力を象徴する意匠として勲章をバッジのようにつけているイメージ[79][148]。権力や強さを持っているイメージから時計の針をマントに見立てて背負わせ、長針と短針であるため、左右非対称となっている[79][148]。
- 撮影用スーツはアップ・アクション兼用の1着が制作された[105][148]。背面の時計の針はスーツの時計バンド部に固定されており、CGで動きが表現されている[105][148]。
- 本作品の最終回までの劇中（前述参照）、ならびに関連する商品展開においては「オーマジオウ」が「仮面ライダー」の名を冠することはなかったが、2019年2月23日に発売された、バトルスピリッツと仮面ライダーシリーズがコラボした商品である『仮面ライダー 〜欲望と切札と王の誕生〜』ではXXレアとして収録されており、「仮面ライダー」の名を冠した「仮面ライダーオーマジオウ」の名称が使用されており、S.H.Figuartsでも同様の名称が使用されている[149]。

### 未来の仮面ライダーたち
オーマの日にゲイツがオーマジオウを倒し救世主となった「救世主ゲイツの歴史」に存在する仮面ライダーたち。
- 各仮面ライダーのモチーフは、子供にわかりやすくて人気があり、なおかつ今後の仮面ライダーシリーズでメインモチーフにはならないであろうものを選定している[118]。スーツは、予算やスケジュールの都合などからスーツが多数ある戦闘員や今後登場の見込みが低い劇場版ライダーを改造している[118]。
- 玩具「変身ベルトDXミライドライバーセット」[151]では、各専用のパーツを装填することで専用のドライバーを再現している[152]。ジクウドライバーを黒く色変えした本体に、それぞれの未来ライダーのデザイン的なキーポイントを追加している[79]。企画段階では、商品化の予定がなかったため、デザイン段階から商品化に対応できるギミックが意図されていた[118]。効果音や音声はなかったが、新規に音声を収録することとなった[58][107]。

#### 仮面ライダーシノビ
EP17・EP18に登場。神蔵蓮太郎がシノビドライバーで変身する並行世界の2022年の仮面ライダー。『RIDER TIME 仮面ライダーシノビ』にも登場。決め台詞は「忍と書いて刃の心！仮面ライダーシノビ！」。
変身音声は「誰じゃ？俺じゃ？忍者！シノービ！見参！」。
武器はシノビドライバーから錬成した忍者刀シノビブレードで、水や竜巻の忍術を駆使する。
- デザインモチーフが忍者のため、クナイやシュリケンの意匠、忍者装束のような布を用いることで忍者ライダーの印象を強く押し出している[79]。額から胸、ベルトにかけて大きさの異なるシュリケンが連なるようになっている[79]。
- 撮影用スーツは『仮面ライダーエグゼイド』のライドプレイヤーのマスクと『エグゼイド』に登場するライダーの共通肩パーツ、『仮面ライダーゴースト』の仮面ライダーゴーストのボディを改造したもので、忍者の記号である布を巻いている[118][130]。刀は『劇場版 仮面ライダーエグゼイド トゥルー・エンディング』の仮面ライダー風魔のものをそのまま用いている[118]。
- 変身時、背後に出現するロボのデザインベースは『氷河戦士ガイスラッガー』のソロン号とオノ・リキ[98]。

ツール
シノビドライバー
シノビに変身する忍具。銀のひょうたん型キャリアー忍具シノビヒョウタンの蓋を開けることで排出したオタマジャクシがドライバーを生成し、シュリケンスターターと一体化したメンキョカイデンプレートを中心部にセットし、回転させることで背後に巨大なガマガエル型のロボット・クロガネオオガマが出現し、口から出たアーマーを身に着けることで変身する。
必殺技
フィニッシュ忍法
紫色のオーラを纏ったまま敵をパンチやキックで攻撃する。その時、札が舞うようなエフェクトが出る。
ビクトリー忍術
エネルギーを纏ったシノビブレードで相手に斬撃を放つ。
成敗忍法
火炎を放射した後、竜巻で敵を巻き上げ、2体の分身が敵を切り裂いた後に、シノビがライダーキックを決める。
忍法火遁の術
火炎を放つ術で、全身を火の鎧に包むことも可能。
忍法分身の術
4体に分身する。
忍法エコ光遁の術
「サンシャイン忍法！」の音声が流れ、発動する。氷遁の術で凍った自身を火遁の術の炎で溶かした熱量の温度差で光を放ち、上位忍術であった光遁の術の代わりにした。
忍法キリステ
シノビブレードで相手を斬る。
メガトン忍法
シノビブレードを振って竜巻を発生させ、相手を吹き飛ばす。
ストロング忍法
印を結んで紫色のエネルギーを放つ。
忍法木の葉隠れで一挙両得返し
シノビヒョウタンをすり替える。

#### 仮面ライダーハッタリ
『RIDER TIME 仮面ライダーシノビ』に登場。今生勇道がハッタリドライバーで変身する並行世界の2022年の仮面ライダー。決め台詞は「お前を片腕5秒で倒す。ハッタリじゃなくてマジでな！」。
忍者刀を武器にし、多数の忍を召喚させて戦う。
変身音声は「踏んだり！蹴ったり！ハッタリ！仮面ライダーハッターリ！」。
- 「ハッタリ」という名前は金子がどうせボツになるだろうとダメ元で出したが、白倉が即決したため、そのまま設定された[154]。
- シノビの対比としてオレンジがメインカラーに選ばれ、二の腕や太腿にオレンジの生地をグルグルに巻いている[79]。襷掛けに布を配置することで忍者服の襟に見立て、シノビとは異なる形に手裏剣を選び、アシンメトリーの三方手裏剣を額に配置することで前髪のようにし、気障なキャラクターにしている[79][130]。ハチモチーフとなったのは現場判断であり、忍者の鎖帷子として拾ったハニカム模様がハチとリンクしているのは偶然の一致である[79]。シノビがカエル、敵がヘビのモチーフのため、ナメクジが選ばれる予定だったが、ナメクジでは画にならないことからハチがモチーフに選ばれた[58][155]。
- 撮影用スーツは『劇場版 仮面ライダードライブ サプライズ・フューチャー』のダークドライブを改造したものである[118][130]。タイヤを外した胸部のラインは着物の合わせに見立てており、手足の布はダークドライブのグラフィックを隠すために巻かれた[118]。
- 変身時、背後に出現するロボはシノビのロボを基に作成している[98]。

ツール
ハッタリドライバー
ハッタリに変身する忍具。ひょうたん型キャリアー忍具ゴールドヒョウタンの蓋を開けることで排出したハチがドライバーを生成し、オレンジのシュリケンスターターと一体化したメンキョカイデンプレートを中央部にセットし、回転させることで背後に巨大なハチ型のロボットが出現し、放たれたアーマーを身に着けることで変身する。
必殺技
忍法氷遁の術
「忍法ツメターイ！」の音声が流れ、発動する。絶対零度の冷気で相手を凍らせる。
ナイヤガラ忍法
強大な水流で押し流す。
ファンタスティック忍法
空を飛んで無数のハチとなって消え、敵に突っ込んだ後に再び消えて背後へと回り、忍者刀で斬り裂く。

#### 仮面ライダークイズ
EP19・EP20に登場。堂安主水がクイズドライバーで変身する並行世界の2040年の仮面ライダー。決め台詞は「救えよ世界！答えよ正解！」。
変身音声は「ファッション！パッション！クエスチョン！クイズ！」。
専用武器はなく徒手空拳で戦うが、その代わり言霊のように主水が攻撃に交える○×クイズで相手を縛ることができ、クイズが不正解なら敵に電撃を落とす。
- クイズがモチーフのため、○×や？を全面的にあしらい、2択問題のクイズのイメージで○×は2色にしている[79]。
- 撮影用スーツは『ゴースト』のダークゴーストのマスクと『エグゼイド』のライドプレイヤーのボディを改造したものである[118][130]。後にEP44にダークゴーストが登場するため、元に戻された[130]。

ツール
クイズドライバー
起動スイッチであるクエスチョンペンダントを起動すると腰にドライバーが装着され、クイズ番組のような待機音声と共にその胸元から出したコマンドキークイズトッパーをクエスチョンモード（？型）に変形させドライバーに装填することで変身する。
必殺技
ファイナルクイズフラッシュ
シンボリックモード（！型）に変形したクイズトッパーをクイズドライバーに装填、飛び上がることで○と×のパネルを発生させ、敵の虚を突いて○から飛び出しキックを放つ。

#### 仮面ライダーキカイ
EP23・EP24に登場。真紀那レントがキカイドライバーで変身する並行世界の2121年の仮面ライダー。決め台詞は「鋼のボディに熱いハート！仮面ライダーキカイ！」。
変身音声は「デカイ！ハカイ！ゴーカイ！仮面ライダーキカイ！」。
専用武器はなく徒手空拳で戦い、敵の動きを瞬時に分析し、最も有効な戦法を繰り出す。攻撃すると氷のエフェクトが現れる。
- スパナを顔にあしらうことで無骨に「機械といえば？」という方向でデザインされ、配線をグラフィックとして入れることで機械感を強調している[79]。
- 撮影用スーツは『仮面ライダービルド』のガーディアンを改造したものである[118][130]。

ツール
キカイドライバー
イグニッションキーであるスパナーダーとスクリューダーを組み合わせてドライバーに装填することで、レントの体に製造マニュアルに従って生産された各種装備を装填し、変身する。
必殺技
いずれもドライバー左右のエンドグリップに手をかざすことで発動する。キカイダーを彷彿させる技となっている。
キカイデハカイダー
右足に電撃を蓄え、回し蹴りを放つ。
アルティメタルフィニッシュ
右手にエネルギーを集めパンチを放つ。
フルメタル・ジ・エンド
鋭い結晶体を足の先端に形成し、キックを放つ。

#### 仮面ライダーギンガ
EP35・EP36に登場。時空を超えて宇宙より飛来した、正体不明の未来の仮面ライダー。
変身者は存在せず、その正体をウォズは「時空の歪みからこの世界に迷い込んだ異物」、スウォルツは「純粋な力」と推測している。その存在は黒ウォズやタイムジャッカーですら知らない。
宇宙の法に則って全ての者は滅びる定めと言い、地球を破滅させるため、ソウゴたちだけでなく、タイムジャッカーやアナザーキバにも襲い掛かる。その後は、無差別に街を襲撃するが最期は一時的に共闘した一同の必殺技を受け、消滅。流れ出た力はブランクウォッチに吸収され、ギンガミライドウォッチとなる。
太陽光をエネルギー源とする。両手からはピュアパワーを元としたエナジープラネットを形成して自在に操り、重力場の防御壁で相手の攻撃を防ぎ、エナジープラネットを作り出すことで衝撃波やエネルギー波を放つ。また、大気圏突入時には適合者を包む巨石形態ロックプロテクションルックへと変形する機構を持つ。
- 全身に散らばる星のディテールやベルトを中心とした同心円のディテール、ギンガファイナリーと同じ太陽や惑星のアイコンをポイントで配置することで全体で宇宙を表現している[79]。マスクは小惑星や隕石の表面に見立てて凹凸した岩のような質感にしている[79]。頭頂部は帽子の庇のようにUFOをデザインしている[79]。
- 撮影用スーツは『仮面ライダーウィザード』の仮面ライダーメイジのマスクと『仮面ライダーフォーゼ THE MOVIE みんなで宇宙キターッ!』の仮面ライダーフォーゼ メテオフュージョンステイツのプロテクターおよびベーススーツ、『仮面ライダーフォーゼ』の仮面ライダーメテオのブーツを改造したものである[118][130]。

ツール
ギンガドライバー
変身ベルトと思われるギア。中央のギンガスコープで太陽光を吸収し、活動エネルギーを生成するが、雨が降ると石化して活動停止する弱点を持つ。
- 玩具での変身音声は「ギンギンギラギラギャラクシー！宇宙の彼方のファンタジー！仮面ライダーギンガ！」だが、劇中では流れていない。

必殺技
ギガンティックギンガ
エナジープラネットを腕の前で発生させ、敵に放つ。
ダイナマイトサンシャイン
敵の攻撃を受け止め、衝撃波を胸部から放って反撃する。
ストライクザプラネットナイン
劇中未使用。

### ビークル
ライドストライカー
ジオウとゲイツが使用するバイク。
バイクライドウォッチの起動スイッチアクティブプッシュを押すことで大型化・変形する。ホイールには「バイク」と「カメン」の文字がある。フロントカウル部分はジオウの顔に似たデザインとなっている。
- ジオウを踏襲したデザインとなっており、文字盤を模したフロントカウル、その両サイドから車体にメタルバンドが通っているようにデザインされた。ゲイツも使用することから特定のキャラクターの顔をイメージさせないようにデザインされた。

#### タイムマジーン
タイムトラベルの機能を持った時空転移マシン。機体に組み込まれた特殊ユニット時空転移システムによってタイムトラベルが可能となる。さらにビークルモードから人型戦闘モード（ロボモード）への変形機能も搭載しており、使用するライドウォッチにより、頭部ユニットにそのライドウォッチを模した単眼のフェイスモジュールが付き、能力を付加する。コクピットにはビークルモードは座って、人型戦闘モードは立って操縦する。
仮面ライダーだけではなく他の勢力も使用しており、2068年ではフェイスモジュールのない単眼の量産型がある。
- 企画段階での歴代ライダーをモチーフとしたロボットが元になっている[160]。ジオウを踏襲したデザインとなっているが、頭部はライドウォッチがライダーの顔になるため、そのまま顔として使用している[79]。レジェンドライドウォッチを使用する場合は、そのウォッチの対応したライダーアーマーを腕に武装することとなった[79]。ヒーロー同様、胸には「ロボ」と入れ、ゲイツとウォズはジオウの色違いでデザインされた[79]。当初のデザインでは仮面ライダーの象徴であるバイク[79]を模したビークルモードにタイヤがあったが、時空を移動するので地面は走らないため、タイヤは不要との意見が挙がり取り払われ、スピーダー的な乗り物となった[79][160]。
- コックピットのイメージは『パシフィック・リム』や『レディ・プレイヤー1』[161]。ビークルモードとロボットモードのコックピットは不動となっており、現在のマシンの姿勢状況を左右のホイールが回ることで演出している[161]。
- スケジュールや予算の都合で、一気に1年分用のモーションキャプチャーを撮る必要があり、1話から16話までのリストを元に該当するシーンのキャプチャーを作成している[84]。タイムジャッカーのタイムマジーンは当時のCGデータを流用している[84]。

ジオウ機
ジオウが使用する黒いタイムマジーン。ツクヨミから託されて以降は2人で使用する。
ジオウモード
ジオウ機の通常形態。フェイスモジュールはジオウ、胴体にカタカナで「ロボ」と表記される。
オーズモード
オーズライドウォッチを使用。腕部にトラクローが追加される。
- 企画段階ではオーズは巨大ロボット枠という想定であったため、その名残として玩具「DXタイムマジーン」にオーズライドウォッチが付属することとなった。

タジャドルコンボモード
タジャドルコンボライドウォッチを使用。背中に羽が追加され空中戦を得意とする。
必殺技は原典のプロミネンスドロップ同様、クロー状に変形して炎を纏ったコンドルレッグで両足蹴りを叩き込むギガスキャンタイムブレーク。
エグゼイドモード
エグゼイドライドウォッチを使用。両腕にガシャコンブレイカーブレイカーを装備。
ビルドモード
ビルドライドウォッチを使用。ドリルクラッシャークラッシャーを装備。
クウガモード
『平成ジェネレーションズFOREVER』に登場。詳しくは平成仮面ライダー20作記念 仮面ライダー平成ジェネレーションズ FOREVER#本作品オリジナルの用語・アイテムを参照。
ゲイツ機
ゲイツ専用の赤いタイムマジーン。
ゲイツモード
ゲイツ機の通常形態。フェイスモジュールはゲイツ、胴体にひらがなで「ろぼ」と表記される。
ゲンムモード
ゲンムライドウォッチを使用。ドカンゲートを出現させ大砲のように自身を撃ち出す攻撃が可能。
クローズモード
クローズライドウォッチを使用。
ビルドモード
『平成ジェネレーションズFOREVER』に登場。詳しくは平成仮面ライダー20作記念 仮面ライダー平成ジェネレーションズ FOREVER#本作品オリジナルの用語・アイテムを参照。
ウール機
ウール専用タイムマジーン。キャプテンゴースト型の特殊ユニットを持ち、分離変化する。
オーラ機
オーラ専用タイムマジーン。キャッスルドラン型の特殊ユニットを持ち、翼竜形態から分離変化する。
ウォズ機
EP17より登場。並行世界の白ウォズ専用の銀色のタイムマジーン。劇中ではビークルモードには変形していない。
- ウォズ機は、ミライドウォッチではなく、タイムマジーン専用のウォズライドウォッチをデザインしている。

ウォズモード
フェイスモジュールはウォズ、胴体にカタカナで「ロボ」と表記される。
A3型
ミハルが乗ってきた2050年代に生産された初期モデルの青いタイムマジーン。量産型同様、フェイスモジュールのない単眼である。
タイムマジーン スペック
| 名称                      | 全長   | 体重   | 最高速度[注釈 43] | 初登場 |
| ------------------------- | ------ | ------ | ----------------- | ------ |
| ジオウモード ゲイツモード | 7.28 m | 52.0 t | 722.3 km/h        | 第1話  |
| オーズモード              | 7.28 m | 53.2 t | 722.3 km/h        | 第10話 |
| タジャドルコンボモード    | 7.28 m | 53.2 t | 1444.3 km/h       | 第10話 |
| エグゼイドモード          | 7.28 m | 53.2 t | 722.3 km/h        | 第14話 |
| ビルドモード              | 7.28 m | 53.2 t | 722.3 km/h        | 第14話 |
| ゲンムモード              | 7.28 m | 53.2 t | 722.3 km/h        | 第14話 |
| クローズモード            | 7.28 m | 53.2 t | 722.3 km/h        | 第14話 |
| ウォズモード              | 7.28 m | 53.2 t | 722.3 km/h        | 第17話 |
| ウール機                  | 8.25 m | 67.4 t | 680.6 km/h        | 第4話  |
| オーラ機                  | 8.66 m | 70.8 t | 715.6 km/h        | 第10話 |
| A3型                      | 8.74 m | 78.0 t | 358.0 km/h        | 第44話 |
| 量産型                    | 7.28 m | 52.0 t | 511 km/h          | 第1話  |

## 敵キャラクター

### アナザーライダー
タイムジャッカーが契約した人間を変貌させて生み出すジオウに代わる時の王者候補で、本作品における敵怪人にあたる。本来の仮面ライダーの変身者と違って仮面ライダーになる力が足りないため、仮面ライダーに酷似した力と外見を持ちながらも禍々しく歪んだ姿となる。また、胸部や背中などには元となったライダー名の英字表記とそのアナザーライダーが誕生した西暦の年号が刻まれている。
作中世界ではタイムジャッカーがアナザーライダーを生み出すと、アナザーライダーが正規のライダーとして扱われる。そのため同じライダーの力は同じ時間に共存できず、変身者だけではなく歴史そのものが変わってしまう。また、アナザーライダーは基本的に生まれた時代で同じライダーの力でしか倒せないため、条件を満たしてない場合は倒してもその都度復活してしまう。それとは逆にオリジナルにとってアナザーライダーの力は弱点にもなり得る。また、シノビやリュウガのようにオリジナルの変身者がアナザーライダーになる場合もあるが、リュウガのようにオリジナルがすでに存在しないライダーは、ライドウォッチを生成できないため、オリジナルの力では倒すことが不可能である。
例外としてクイズはアナザークイズやクイズミライドウォッチを生み出されても力と記憶を失わず共存していたが、2040年から白ウォズがクイズの変身者であった主水をアナザークイズが生み出される前に連れて来たことによって、起こったタイムパラドックスのためであり、アナザーキカイはタイムジャッカーが生み出したものではなく、ソウゴの夢の中で創造された未来で生まれた仮面ライダーキカイによる影響のもので、頭部にある本体が樹などの有機物に寄生することで変化するものであり、人間を触媒にすることで力を安定させることが可能となる。また、アナザーブレイドやアナザーアギトなど、アナザージオウ以外のアナザーライダーが誕生した時期が、オリジナルのライダーが活躍していた時期と合致しない場合、アナザーライダーが誕生した後も、オリジナルの変身者は仮面ライダーとしての能力と記憶を失っておらず、この事象について士は時空の歪みやツクヨミの過去との関連を示唆しており、後に士はその原因が別の時間軸にいたツクヨミが来たことによる時空の歪みであることだと明かす。
タイムジャッカーと契約してアナザーライダーとなった人間は、それまでの記憶・理性を失うわけではないが、自らの望み・欲望･野望を実現させることを最優先に行動するため、時には他者に危害を加えることも厭わない。その場合は、そのアナザーライダーが生まれた理由を反映した何らかの条件を満たす相手を襲うことが多い。またアナザーライダーとなった人間は、タイムジャッカーと行動を共にしたりタイムジャッカーの指示に従うことが多いが、北島祐子 / アナザーキバや矢車想 / アナザーカブトのようにタイムジャッカーの意に沿わない行動を取る者もいる。
タイムジャッカーが契約者として選ぶ人物は、本来なら本人の望まない結末を迎えるはずだった者であり、その運命を少しだけ変え回避させることと引き換えに契約させアナザーウォッチを体に埋め込み、アナザーライダーに変身させてしまう。これはいつか全時空のライダーたちが争い、王を決める戦いのための候補者となるらしい。複数のタイムジャッカーが違う時代で同じ相手と契約を結ぶことも可能であり、別のタイムジャッカーが再度アナザーウォッチを起動させることも可能。
飛流は元のアナザーライダーの契約者の残滓で作成したアナザーウォッチを使い、他人を強引に契約させることができる。
またアナザーライダーの状態でも、ライドウォッチを埋め込まれればオリジナルライダーに変身が可能である。
- プロデューサーの白倉は、「アナザークイズのようにオリジナルライダーの力が完全に倒していない場合もある」[168]や「並行世界の未来の仮面ライダーと過去の仮面ライダーとは力の差があるため、並行世界の未来の仮面ライダーのアナザーライダーが撃破されても、自動的に復活することはできない」[169]と発言している。
- 一時的にアナザーライダーが倒されるという設定は、前編で敵を倒せないという前後編の問題点があり、『電王』が基本的に単体ライダーものであったのに対して、本作品ではジオウとゲイツの最低2人がいるため、現代と過去で同じ相手と戦うというのを成立させるための条件として設定された[14]。
- バイオチックなテイストでライダーを怪人に寄せていき、有機的な怖い感じにしている[170][164]。共通項として、歯が剥き出しの口、眼に入ったスリットのライン、アルファベットで表記した身体の文字、生体的に処理した手足や触覚、身体のどこかに突起物を入れることとなった[170][164]。パッと見がオリジナルと被ると言われたことがあるため、色を変えたり元のライダーと同じ色でも色味を少し落としている[170][164]。ベルトは、いずれも変身に用いないことから溶けた感じにしたり色を変えることで歪さを強調している[170][164]。
- アナザーウィザード以降の篠原がデザインを担当したものの大半は外装を共通の黒い素体に追加するものとなっている[164]。
- 変身時のエフェクトは、繊維状のものが体の周囲を包み、モチーフとなったライダーの禍々しい変身エフェクトが表示され、変身する[98]。

アナザージオウ
加古川飛流がアナザージオウウォッチによって変貌した姿。スウォルツ曰く「全てのアナザーライダーの力を統べし裏のライダーの王」。
連結可能な時計の針のような二振りの剣を武器とするほか、他のアナザーライダーの契約者から力を吸収し、生成したアナザーウォッチで他のアナザーライダーに変貌できるほか、ジオウIIの能力である未来の予知能力を持つ。また、変貌したアナザーライダーには対応するライダーアーマーの力が効かず、攻撃も無効化される。
アナザーライダーは誕生すれば、正規のライダーとして扱われ、元のライダーの歴史は消えるが、飛流がアナザージオウへと変貌してもソウゴはジオウとして存在している。
ジオウIIとゲイツリバイブの攻撃によりアナザージオウは倒され、アナザージオウウォッチは破壊されたものの瞬時にウォッチが再生している。
- デザインイメージはジェネラルシャドウ。皮を剥いで筋肉が剥き出しになった人の顔を透明なフードの中に入れているが、それと同時にライダーの顔の皮を剥いだものを中に入れたコンセプトとなっており、眼窩状の周囲の丸いライン部分が複眼を模しており、白目を入れることで筋肉だけになることを避け、その下に覗き穴の黒いライン、顔の中央に緑のOシグナルを入れることで白目が複眼の中にあるホラー感のある仮面ライダーの顔となった。顔の前面を完全な透明にし、顔の文字は小さくポイントとして入れている。ただ、ジオウと同じように文字を入れるとパーツやディテールの配置がジオウと同様のため、アナザーライダーの共通項である剥き出しの歯以外、白いジオウのままになるため、本来の黒の部分を白にして差し色のマゼンタとシルバーの時計のようなパーツを残すことでジオウと対比している。また、ベルトやホルダーも白黒反転させている。白は膨張色であるため、腕や太腿のディテールを凝ったせいで、スーツはダブっとなっている。武器は玩具化も検討されたが、時計の長針と短針の二つに分割するシンプルでスタンダードなものとなった。

アナザージオウII
飛流がアナザージオウIIウォッチによって変貌したアナザージオウの強化形態。ジオウIIの意匠を持っている。
アナザージオウ同様、二振りの剣を武器とするほか、アナザーライダーを召喚・使役するほか、時間改変能力によって撃破されたアナザーライダーを復活させるほか、自身のダメージをも再生させる。
最後はグランドジオウに倒されるもののアナザージオウIIウォッチは破壊されず、スウォルツとの取引で海東の手に渡り、EP47でスウォルツの攻撃を受けて死んだ士の時間を逆転させるために使用したが、副作用によって海東がアナザージオウIIに変身してしまうが、グランドジオウとディケイドジオウに倒され、ウォッチも破壊する。
- 当初は、ジオウIIとグランドジオウに合わせて新しくなるというものだったが、グランドジオウのアナザーは難しいという判断から前者をアナザー化させることとなった。アナザージオウの身体にジオウII同様、2本のバンドを付け、連なった六角形のパーツにアレンジし、同様のパーツを頭部にも加えている。少しスモークに変えた頭部のシールドに、2組の顔の針や差し色の金などジオウIIと同様のものを入れ、ネットでアナザージオウが怖いという声があったため、少し怖さを抑えている。細く見せるため腕や脚の縦のラインを消したが、スーツの新規造形の頭部やアーマー部分以外がアナザージオウの改造であったため、その必要がなくなった。

アナザーディケイド
スウォルツがアナザーディケイドウォッチによって変貌した姿。
オーロラカーテンを使って自分や相手を別の空間に移動させたり、ダークライダーを失われた可能性の世界アナザーワールドから召喚して使役する能力を持つ。
- ディケイドということは意識せず、判別しやすいラスボスのシルエットのイメージに、ディケイド要素のスリットやカードを加え、身体側のマゼンタ部分にカード状を追加し、ディケイドの左胸の白いスリットで示された「X」を意図的になくし、原典のディケイドが本作品にも登場することや、当初は門矢士が変身すると想定していたため、ディケイド感は言われなければわからないほど薄くなっている。アナザーライダーの共通項である目は顔の板の隙間の範囲では目を出すことや覆うことが出来ないため、目そのものを失くしている。腰周りに垂れているものや体表のディテールは、『クウガ』のン・ダグバ・ゼバをイメージしている。

### オーマジオウの配下
カッシーン
オーマジオウが2018年に送り込んだ完全自律型AIを搭載した手下の兵士。破壊光線を発射する展開した背部ユニットのクローアームや三叉の槍による槍術が得意。額にはジオウやゲイツと同じ「カメン」の紋章があるが、ライダーの文字は入っていない。2018年のソウゴの命令は受け付けない。
ソウゴが一時的にベルトを手放したことで歴史変動が起こり活動停止するが、スウォルツに利用されソウゴを襲撃するも再起したソウゴに敗北し破壊された。
- 当初は、金時計をデザインモチーフとしたものとなっていたが、「死神」というキーワードが出てきたことで『ドライブ』の死神をもとにまとめ直している。だが、簡素な作りの体にしたことで『ビルド』のスマッシュのようになってしまい、量産型は頭部と肩アーマーをより簡略化したものとなっている。

ダイマジーン
オーマジオウがオーマの日に世界を焼き尽くした時に使用した7体の巨大メカ。2018年にも世界各地で出現したが、タイムジャッカーによるとそれは本来の歴史よりも早いらしい。ソウゴが一時的にベルトを手放したことで一度は消滅するものの、ソウゴが再びジオウになることを決意したことで地下で潜伏することとなる。
- デザインは田嶋秀樹が担当。デザインのオーダーは「とにかく大きくて未知の怖く訳のわからない存在」というもので、ハイディテールなメカニックであると人類の科学力で作られた雰囲気が出てしまうことから、関節のジョイントや接合部もなく、何らかの力によって各々のパーツが均衡を保ち巨人の姿を形取ったものとなっている。

## アイテム

### ライドウォッチ
本作品における仮面ライダーの変身用アイテムで戦士への変身や攻撃などに使用されるウォッチデバイス。
ブランクとバイクを除き、文字盤に相当する部位には共通して、スリープ状態ではそのライダーの放送時の西暦とライダーズクレストが記されており、ベゼルを右側に90度回し、天面の起動スイッチライドオンスターターを押すことでそのライダーの顔を模した絵柄が表示されたアクティブ状態となる。
ライダーの力を秘めたライドウォッチは現在でライダーの変身者やその関係者からソウゴたちに渡される。いくつかのウォッチは、ソウゴたちが訪れた過去の時空でソウゴがブランクウォッチを当時の変身者に渡すことでそのウォッチがライダーの力を宿したものに変化して現在でソウゴたちに渡る流れとなるが、例外としてオリジナルライダーの変身アイテムが変化する場合がある。
劇中で使用した下記のライドウォッチの他、第29話の時点でテレビシリーズでは使用していない龍騎ライドウォッチを既にソウゴが所持していることが明示されており、仮面ライダーオーマジオウとなったソウゴにライドウォッチが集まるシーンでは、これまで作中に登場していない多くのライドウォッチが登場している。
ライダーの力を有しているため、ライドウォッチを起動すれば力を失ったオリジナルライダーの変身者やその関係者、アナザーライダーでも変身が可能となる。
- モチーフは懐中時計やストップウオッチ。企画段階では腕時計をモチーフにしていたが、子供の腕では多くのウォッチを巻けなかったり、子供によって腕の太さが異なるなどの問題から、文字盤部分のみが採用された。コンセプトが時計であるため、仮面ライダーそのものを集めるという考えからライダーの顔を模したものになった。ゲイツライドウォッチのみ天面の枠が異なるが、これは面のデザインだけを変えていくと誤解したことの名残りである。レジェンドライダーのウォッチは、2色の成型色でその仮面ライダーを表すため、数が多いことで難航したという。
- 撮影用プロップは、役者用とライダー用でサイズが異なっている。アップ用のプロップは、実際にベゼルを回して変化させることが可能。
- 試作段階では、単体で遊べるギミックを搭載したため大型化してしまい、小型化するまで幾度も苦労を重ねた。

| 西暦 | 名称                                         | 所持者                  | 初登場                                    | 備考 |
| ---- | -------------------------------------------- | ----------------------- | ----------------------------------------- | --- |
| なし | ブランクウォッチ[173][88]                    | - ソウゴ - ゲイツ       | 第1話                                     | ライダーの力が宿っていない状態のライドウォッチ。ライダーの力を持つ者が手にすることで変化し、力が宿る[88]。                                                           |
| 2018 | ジオウ[173][88]                              | ソウゴ                  | 第1話                                     | ソウゴの自転車の上に置かれていたブランクウォッチが、彼がジオウになることを決意したことで変化した[88]。                                                               |
| 2068 | ゲイツ[173][88]                              | ゲイツ                  | 第1話                                     | ゲイツが第1話時点で所持していた。 |
| 2015 | ゴースト[173][88]                            | - ゲイツ - →消滅        | 第1話                                     | 2068年にゲイツがオーマジオウから盗んだ物を第1話より所持。 第14話でゲイツがディケイドと戦った際に奪われてブランクウォッチに戻ってしまう[ep 19]。                      |
| 2015 | ゴースト[173][88]                            | ソウゴ                  | 第14話                                    | 2018年にタケルが持っていたライドウォッチがソウゴに託された[88]。 |
| 2017 | ビルド[173][88]                              | ソウゴ                  | 第2話                                     | 戦兎の手にしたブランクウォッチが変化した。 その後、戦兎からソウゴに託された[88]。                                                                                    |
| 2017 | クローズ[173][88]                            | 戦兎                    | 『ビルド』最終話                          | 『ビルド』最終話での登場。新世界で戦兎が手にしていた[注釈 52]。 |
| 2017 | クローズ[173][88]                            | ゲイツ                  | 第2話                                     | 龍我が手にしたブランクウォッチが変化した。 龍我から託されたソウゴが後にゲイツに手渡している。                                                                        |
| 2014 | ドライブ[173][88]                            | ゲイツ                  | 第3話                                     | 2068年にゲイツがオーマジオウから盗んだ物を第1話より所持[88]。ソウゴが手にしていないウォッチであったため、41話でのオーマジオウとの戦いではそれが要因で敗北した[126]。 |
| 2014 | ドライブ[173][88]                            | ソウゴ                  | 劇場版                                    | 詩島剛からマッハライドウォッチと共に渡された[126]。 |
| 2016 | エグゼイド[173][88]                          | ソウゴ                  | 第4話                                     | 永夢がソウゴを信じたことで託した[88]。 |
| 2011 | フォーゼ[173][88]                            | ソウゴ                  | 第5話                                     | 弦太朗から託された大杉がソウゴに託した[88]。 |
| 2003 | ファイズ[173][88]                            | ゲイツ                  | 第6話                                     | 巧から託されたソウゴがゲイツに手渡している[88]。 |
| 2012 | ウィザード[173][88]                          | ゲイツ                  | 第8話                                     | 攻介がゲイツに託した[88]。 |
| 2012 | ビースト[173][88]                            | 攻介                    | 第8話                                     | 攻介が所持している[88]。 |
| 2016 | ゲンム[173][88]                              | ゲイツ                  | 第9話                                     | アナザーオーズが落としたのをゲイツが拾う[88]。 |
| 2010 | オーズ[173][88]                              | ソウゴ                  | 第10話                                    | 映司がソウゴに託した[88]。 |
| 2010 | タジャドルコンボ[173][88]                    | ソウゴ                  | 第10話                                    | 映司がソウゴに託した[88]。 |
| 2013 | 鎧武[173][88]                                | ソウゴ                  | 第11話                                    | 紘汰がソウゴに託した[88]。 |
| 2009 | ディケイド[173][88]                          | ソウゴ                  | 第14話                                    | 士から託されたゲイツがソウゴに手渡している。 |
| 2009 | ダブル[173][88]                              | ソウゴ                  | - 平成ジェネレーションズ FOREVER - 第20話 | 『平成ジェネレーションズ FOREVER』で風麺のマスターがソウゴに託した[88]。テレビ版にも登場。                                                                           |
| 2018 | ジオウ （ミラーワールドバージョン）[173][88] | 裏ソウゴ                | 第21話                                    | 鏡の世界のソウゴが使用する[88]。 |
| -    | ジオウライドウォッチII[173][88]              | ソウゴ                  | 第22話                                    | 黒ウォズと裏ソウゴから渡された金銀のライドウォッチが合体した。 |
| -    | ゲイツリバイブ[173][88]                      | ゲイツ                  | 第26話                                    | 3つのミライドウォッチのエネルギーを解放することで生み出され[138]、ゲイツが強い意志を持って覚悟を決めたことにより発動した[88]。                                       |
| -    | ジオウトリニティ[173][88]                    | ソウゴ                  | 第30話                                    | ジオウライドウォッチIIとゲイツリバイブライドウォッチ、白ウォズの力が融合することによって誕生した。                                                                   |
| 2004 | ブレイド[173][88]                            | ソウゴ                  | 第30話                                    | ブレイドとカリスの力を吸収したアナザーブレイドが倒されたことで排出され、その後剣崎からソウゴに託された[88]。                                                         |
| 2004 | カリス[173][88]                              | ソウゴ                  | 第30話                                    | ブレイドとカリスの力を吸収したアナザーブレイドが倒されたことで排出され、その後剣崎からソウゴに託された[88]。                                                         |
| 2002 | 龍騎[173][88]                                | - オーマジオウ - ソウゴ | - 第15話 - RIDER TIME 龍騎                | ソウゴとゲイツが城戸真司に会った時に二人の所持していたブランクウォッチが変化した。                                                                                   |
| 2002 | ナイト[173][88]                              | ゲイツ                  |                                           | ソウゴとゲイツが城戸真司に会った時に二人の所持していたブランクウォッチが変化した。                                                                                   |
| 2001 | アギト[173][88]                              | ソウゴ                  | 第32話                                    | ウールによって、翔一のアギトの力が吸収されて精製され、その後奪還されソウゴに託される[88]。                                                                           |
| 2000 | クウガ[173][88]                              | - オーマジオウ - ソウゴ | - 平成ジェネレーションズ FOREVER - 第15話 | 『平成ジェネレーションズ FOREVER』でゲイツが2000年の九郎ヶ岳遺跡で誕生させた[88]。テレビ版にも登場。                                                                 |
| 2005 | 響鬼[173][88]                                | ソウゴ                  | 第34話                                    | 京介がツトムへの思いを告白した後に、彼の持っていたブランクウォッチが変化した。その後、ソウゴに託される[88]。                                                         |
| 2008 | キバ[173][88]                                | - オーマジオウ - ソウゴ | 第15話                                    | 次狼からソウゴに託された[88]。 |
| 2006 | カブト[173][88]                              | ソウゴ                  | 第38話                                    | カブトゼクターが変化し、加賀美新からソウゴに託された[88]。 |
| 2007 | 電王[173][88]                                | ソウゴ                  | 第39話                                    | モモタロスからソウゴに託された[88]。 |
| -    | グランドジオウ[173][88]                      | ソウゴ                  | 第39話                                    | 20個全ての平成ライダーのライドウォッチが揃うことによって誕生した[注釈 53]。                                                                                          |
| 2068 | ツクヨミ[173][88]                            | ツクヨミ                | 第49話                                    | ソウゴからツクヨミに与えられたブランクウォッチが、オーマジオウの力を吸収して2019年の時点で変化した[88]。                                                             |
| 2068 | ウォズ[24]                                   | ソウゴ                  | ファイナルステージ                        | 飛流によって操られたウォズが、赤ウォズと呼ばれる人格を植え付けられ、本来のウォズが分離することで生まれた[24]。                                                       |

### ミライドウォッチ
仮面ライダーウォズの使用する変身用アイテムであるウォッチデバイス。並行世界の未来の仮面ライダーの力を有している。ブランクウォッチからの生成も可能。
ライドウォッチと同様にライダーの顔を模した絵柄があるが、プレート表面に並行世界の未来のライダー、内部投影部にフューチャーリング形態（顔の字は鏡文字、ウォズは同様に基本形態）の顔が描かれている。
アーマー装着に2つ使用するライドウォッチと異なり、ミライドウォッチ単体でフューチャーリング形態にチェンジが可能。
- ベルトにセットした際に竜頭を押すことで初めてロック機構が開くようになっている。ウォズが蛍光グリーンを使用していることから、シノビ・クイズ・キカイのミライドウォッチは蛍光色をベースにすることでライドウォッチとは少し見栄えが変わるよう、少し明るい印象にしている。

| 名称                                   | 所持者                   | 初登場 | 備考 |
| -------------------------------------- | ------------------------ | ------ | --- |
| ブランクミライドウォッチ[173][注釈 54] | 白ウォズ                 | 第17話 | 未来のライダーの力が宿っていない状態のミライドウォッチ。未来のライダーの力を得ることで変化する[88]。                                                                           |
| ウォズ[173][88]                        | - 白ウォズ - →黒ウォズ   | 第17話 | 白ウォズが所持。後に黒ウォズが奪取した。 |
| ウォズ[173][88]                        | - 飛流 - →消滅           | 第27話 | 飛流が所持していたブランクウォッチに仮面ライダーウォズの力を吸収させることで誕生したが、白ウォズがノートに書いたことですぐに元に戻った[ep 15]。                                |
| シノビ[173][88]                        | - 白ウォズ - →黒ウォズ   | 第18話 | 2019年の蓮太郎がライダーになる資格を得た後に白ウォズが未来のノートに書き記したことでブランクウォッチが変化した[139]。 単体でも天面の起動スイッチを押すことで竜巻を発生させる。 |
| クイズ[173]                            | - 白ウォズ - →黒ウォズ   | 第20話 | 白ウォズが主水の胸にブランクミライドウォッチを押し付けることで誕生させた[140]。                                                                                                |
| キカイ[173][88]                        | - 白ウォズ - →黒ウォズ   | 第24話 | ゲイツがアナザーキカイに「WILL BE THE KING」のパスワードを入力することで誕生した[ep 45][138]。                                                                                 |
| ギンガ[173][88]                        | - スウォルツ - →黒ウォズ | 第36話 | ギンガから流れ出た力をブランクウォッチに吸収させたことで誕生した[ep 22]。スウォルツが完成させたが、黒ウォズが奪取した。                                                        |

### アナザーウォッチ
タイムジャッカーが所有するウォッチデバイス。ブランクウォッチが仮面ライダーの力を宿したものに変化し、天面の起動スイッチを押し、契約者の体内に埋め込むことで契約者がアナザーライダーとなる。
アナザーウォッチにオリジナルのライダーの力を吸収させることで、ライダーの力を宿したライドウォッチを生成することも可能。アナザーライダーが下記の条件下で倒されると破壊される。単体でも起動スイッチを押すことで、戦闘員を召喚・使役することができる。
ただし、アナザージオウの契約者である加古川飛流は例外であり、ブランクウォッチを使用し、アナザーライダーの契約者だった人物に接触、そこからアナザーライダーの残滓を得ることで新たにアナザーウォッチを作成でき、強引に別の人物に新たに作成したアナザーウォッチを埋め込むことができる。
また、アナザージオウが変身したアナザーライダーには、対応するライドウォッチでフォームチェンジしたジオウやゲイツの攻撃を無効化することができる。
- ブランクウォッチの無機質な天面を悪っぽい色の紫と黒にすることで、アナザーウォッチとして使用、アナザーライダーのデザインをデータにして加工し、グラフィック化したものになっている。

| 西暦 | ライダー                    | 契約者                                           | 接触した人物                         | 初登場                                |
| ---- | --------------------------- | ------------------------------------------------ | ------------------------------------ | ------------------------------------- |
| 2017 | アナザービルド[173][75]     | バスケ選手                                       | ウール                               | 第1話                                 |
| 2016 | アナザーエグゼイド[173][75] | 飯田                                             | オーラ                               | 第3話                                 |
| 2011 | アナザーフォーゼ[173][75]   | 佐久間龍一                                       | スウォルツ                           | 第5話                                 |
| 2003 | アナザーファイズ[173][75]   | 佐久間龍一                                       | オーラ                               | 第6話                                 |
| 2012 | アナザーウィザード[173][75] | 早瀬                                             | ウール→オーラ                        | 第7話                                 |
| 2010 | アナザーオーズ[173][75]     | 檀黎斗                                           | ウール                               | 第9話                                 |
| 2013 | アナザー鎧武[173][75]       | アスラ                                           | スウォルツ                           | 第11話                                |
| 2015 | アナザーゴースト[173][75]   | マキムラ                                         | ウール                               | 第13話                                |
| 2022 | アナザーシノビ[173][75]     | 神蔵蓮太郎                                       | ウール→スウォルツ                    | 第17話                                |
| 2040 | アナザークイズ[173][75]     | 堂安保                                           | オーラ                               | 第19話                                |
| 2002 | アナザーリュウガ[173][75]   | 裏真司                                           | ウール                               | 第21話                                |
| 2121 | アナザーキカイ[173][75]     | ウール                                           | オーラ                               | 第24話                                |
| 2019 | アナザージオウ[173][75]     | 加古川飛流                                       | スウォルツ                           | 第25話                                |
| 2019 | アナザーブレイド[173][75]   | 栗原天音                                         | 白ウォズ[注釈 55]                    | 第29話                                |
| 2019 | アナザー龍騎[173][75]       | 加納達也                                         | フードの男（仮面ライダーオーディン） | RIDER TIME 仮面ライダー龍騎           |
| 2019 | アナザーアギト[173][75]     | 不明[注釈 56]                                    | スウォルツ                           | 第32話                                |
| 2019 | アナザー響鬼[173][75]       | 鼓屋ツトム                                       | ウール                               | 第33話                                |
| 2019 | アナザーキバ[173][75]       | 北島祐子                                         | オーラ                               | 第35話                                |
| 2019 | アナザーカブト[173][75]     | 矢車想                                           | ウール                               | 第37話                                |
| 2019 | アナザー電王[173][75]       | 遠藤タクヤ                                       | オーラ                               | 第39話                                |
| 2007 | アナザー電王[173][75]       | 久永アタル                                       | アナザーW                            | 平成ジェネレーションズ FOREVER        |
| 2009 | アナザーW                   | 不明[注釈 57]                                    | 不明[注釈 57]                        | 平成ジェネレーションズ FOREVER        |
| 2019 | アナザージオウII[173][75]   | 加古川飛流→海東大樹[注釈 58]                     | スウォルツ                           | 第41話                                |
| 2019 | アナザーディケイド[173][75] | スウォルツ[注釈 59]                              | スウォルツ[注釈 59]                  | 第43話                                |
| 2019 | アナザードライブ[173][75]   | パラドックス・ロイミュード（オーラ〈擬態〉）[75] | スウォルツ                           | 第45話                                |
| 2019 | アナザーゼロワン            | ウィル                                           | フィーニス                           | 令和 ザ・ファースト・ジェネレーション |
| 2019 | アナザー1号                 | フィーニス[注釈 60]                              | フィーニス[注釈 60]                  | 令和 ザ・ファースト・ジェネレーション |
| 2019 | アナザー新1号               | フィーニス[注釈 60]                              | フィーニス[注釈 60]                  | 令和 ザ・ファースト・ジェネレーション |
| 2020 | アナザーディエンド          | 白ウォズ[注釈 61]                                | 白ウォズ[注釈 61]                    | NEXT TIME ゲイツ、マジェスティ        |

## 関連用語
時計堂クジゴジ堂
常磐順一郎が経営する時計店。ソウゴが住んでいるほか、ゲイツやツクヨミも居候している。EP10ではゲイツがソウゴを倒すために一時出ていくが、EP12で再び元に戻る。そして、ツクヨミもソウゴの潜在的な力が危険と考えて彼を倒そうとしたため、ゲイツと共にEP24で一時出ていくが、EP28で再び元に戻り、さらに黒ウォズも同居するようになる。
飛流によって歴史が改変された世界では、負傷したレジスタンスの救護施設となっていた。
- 店内にはビルドの秘密基地にあった数式に由来した時計など各レジェンドライダーに由来した時計のプロップが並べられている。店がある場所のイメージは「坂の多い町」で、決して平坦ではないソウゴの人生から坂の多いものになるという感覚があったため、クジゴジ堂以外の重要な場面では急勾配のある町というのを意識して坂や階段を登場させている。

光ヶ森高等学校（）
ソウゴが通っている高校。
EP03からは、ソウゴの監視をするためゲイツとツクヨミが高校生に扮して潜入する。EP29でソウゴは高校を卒業したことが判明した。仮面ライダーオーマジオウとなったソウゴによって歴史が書き換えられた世界では、ゲイツやツクヨミ、さらにはウールやオーラも通っている。

2068年
ゲイツとツクヨミが元々暮らしていた時代（50年後の未来）で、オーマジオウとツクヨミらレジスタンスの大規模な戦いが繰り広げられていた。
18歳のソウゴと瓜二つの青年がジオウに変身する時のポーズを象った記念碑常磐ソウゴ初変身の像とクウガからビルドまでの歴代平成仮面ライダーの銅像、中央に片仮名で「ライダー」と書かれた巨大な時計のような石のモニュメントが映っている。
タイムジャッカーによって歴史が改変された世界では、加古川飛流が新たな魔王となったため、2019年の加古川飛流と瓜二つの青年がアナザージオウに変身する時のポーズを象った加古川飛流変身の像とアナザークウガからアナザービルドまでのアナザーライダーの銅像が置かれたモニュメントが2019年の飛流の居城の前に鎮座されている。

オーマの日
ライダーの王が決まる日、仮面ライダージオウがオーマジオウとなり7体のダイマジーンを使って世界を滅ぼした審判の日。それ以降、オーマジオウが世界を支配したため2068年まで新たな仮面ライダーは現れなかった。
その日には王の星という意味のしし座の一等星レグルスが最も強く輝いていたと言われている。本来レグルスが南中するのはソウゴの誕生日である4月終わりごろであり、EP25の日付の時点で南中していたため、スウォルツはオーマの日が早まっていると推測している。
EP30でゲイツが救世主にならなかったこととジオウがジオウトリニティライドウォッチを起動させたことで新たなオーマの日が訪れ、その定めとして白ウォズは消滅した。
劇場版『Over Quartzer』では、2068年に伝わっていたオーマジオウの歴史は実際のオーマの日以降に起こった事実とは異なる後世の創作だった可能性が示されている。

分岐した未来の時間軸
白ウォズのいる並行世界の未来ではオーマの日にゲイツが救世主ゲイツリバイブとなりオーマジオウを倒したという。そのため、分岐した未来の異なる時間軸では新たな仮面ライダーが誕生している。EP18以降はこの日を境にオーマジオウがいる未来とオーマジオウが存在しない未来、相容れない2つの時間軸が揺れ動いていることから、時間軸の違う未来には干渉できないため、新たなオーマの日が訪れて未来が確定するまではタイムマジーンによる時間転移はできず不時着してしまっていた。また、逢魔降臨暦にもその歴史は記されていない。

## キャスト
過去の平成仮面ライダーシリーズと同じ役柄で出演した役者は、二重鉤括弧で出演した作品名を示す。

### レギュラー・準レギュラー
主演の奥野壮は4作連続の「ジュノン・スーパーボーイ・コンテスト」の受賞者かつ、初の2000年代生まれのライダー主演俳優となった。奥野の起用についてテレビ朝日側チーフプロデューサーの佐々木基は、10年以上になるバレエダンサーとしての経験からくる身のこなしの軽さと美しさ、そして浮世離れしたオーラ・存在感が、時をかける高校生という設定に非常に合致していたと言及している。また東映プロデューサーの白倉伸一郎は、「王としての素質」を体現する若者を見つけることは難しいと考えていたが、普通の18歳とは異なる視点で世の中を見ている奥野の「非日常感」がこれに相応しく、運命的な出会いであったと述べている。
オーラ役の紺野彩夏は本作品が連続ドラマ初レギュラーとなる。
- 常磐ソウゴ / 仮面ライダージオウ - 奥野壮[180]
- 明光院ゲイツ / 仮面ライダーゲイツ - 押田岳[180][注釈 62]
- ツクヨミ[注釈 63] - 大幡しえり[180]
- ウォズ / 仮面ライダーウォズ[注釈 64] - 渡邊圭祐[180]
- ウール - 板垣李光人[180]（1 - 45,49）
- オーラ - 紺野彩夏[180]（3 - 46,49）
- スウォルツ - 兼崎健太郎[180]（5 - 49）
- 加古川飛流 / アナザージオウ - 佐久間悠[180]（25 - 28,41 - 43）
- 門矢士 / 仮面ライダーディケイド - 井上正大（友情出演 / 13 - 16,27,28,37,38,41 - 45,47 - 49）『仮面ライダーディケイド』[180]
- 海東大樹 / 仮面ライダーディエンド - 戸谷公人（友情出演 / 28 - 30,42,43,47 - 49）『仮面ライダーディケイド』[注釈 65][180]
- 常磐順一郎 - 生瀬勝久[180]

### 声の出演
ジクウドライバー音声およびオーマジオウの声、オープニングナレーションを演じる小山力也は、初めにジクウドライバー音声で起用され、その後オーマジオウ役で本編への参加を打診され、オープニングナレーションは急遽決定したという。
- ナレーション - 藤野直彦[180]
- OPナレーション、オーマジオウ、ジクウドライバー関連アイテム音声 - 小山力也[180]
- ジクウドライバー関連アイテム音声 - 大西洋平[180]
- ビヨンドライバー関連アイテム音声 - アフロ（MOROHA / 17 - ）[180]

### 友情出演
- 桐生戦兎 / 葛城巧 / 仮面ライダービルド - 犬飼貴丈（1,2）『仮面ライダービルド』[183]
- 万丈龍我 / 仮面ライダークローズ - 赤楚衛二（1,2）『仮面ライダービルド』[183]
- 宝生永夢 / 仮面ライダーエグゼイド - 飯島寛騎（2 - 4）『仮面ライダーエグゼイド』[注釈 66][183]
- 鏡飛彩 - 瀬戸利樹（3,4）『仮面ライダーエグゼイド』[183]
- 大杉忠太 - 田中卓志（アンガールズ / 5,6）『仮面ライダーフォーゼ』[183]
- 乾巧 - 半田健人（5,6）『仮面ライダー555』[183]
- 草加雅人 - 村上幸平（5,6）『仮面ライダー555』[183]
- 仁藤攻介 / 仮面ライダービースト - 永瀬匡（7,8）『仮面ライダーウィザード』[183]
- 檀黎斗 - 岩永徹也（8 - 10）『仮面ライダーエグゼイド』[注釈 67][183]
- 火野映司 - 渡部秀（9,10）『仮面ライダーオーズ/OOO』[183]
- 泉比奈 - 高田里穂（9,10）『仮面ライダーオーズ/OOO』[183]
- 葛葉紘汰 - 佐野岳（10 - 12）『仮面ライダー鎧武/ガイム』[注釈 68][183]
- 駆紋戒斗 - 小林豊（11,12）『仮面ライダー鎧武/ガイム』[183]
- 天空寺タケル / 仮面ライダーゴースト - 西銘駿（12 - 14）『仮面ライダーゴースト』[注釈 69][183]
- シブヤ - 溝口琢矢（13）『仮面ライダーゴースト』[183]
- ナリタ - 勧修寺玲旺（13,14）『仮面ライダーゴースト』[183]
- 深海マコト / 仮面ライダースペクター - 山本涼介（14）『仮面ライダーゴースト』[183]
- 城戸真司 / 裏真司 - 須賀貴匡（21,22）『仮面ライダー龍騎』『劇場版 仮面ライダー龍騎 EPISODE FINAL』[183]
- 大久保大介 - 津田寛治（21,22）『仮面ライダー龍騎』[183]
- 剣崎一真 / 仮面ライダーブレイド - 椿隆之（29,30）『仮面ライダー剣』[183]
- 相川始 / 仮面ライダーカリス - 森本亮治（29,30）『仮面ライダー剣』[183]
- 栗原天音 - 梶原ひかり（29,30）『仮面ライダー剣』[183]
- 津上翔一 / 仮面ライダーアギト - 賀集利樹（31,32）『仮面ライダーアギト』[183]
- 風谷真魚 - 秋山莉奈（31,32）『仮面ライダーアギト』[183]
- 尾室隆弘 - 柴田明良（31,32）『仮面ライダーアギト』[183]
- 桐矢京介 - 中村優一（33,34）『仮面ライダー響鬼』[183]
- トドロキ / 仮面ライダー轟鬼 - 川口真五（33,34）『仮面ライダー響鬼』[183]
- 次狼 / ガルル - 松田賢二（35,36）『仮面ライダーキバ』[183]
- 妙齢の美女 - 高橋ユウ（カメオ出演・36）[注釈 70][注釈 71][185]
- 加賀美新 / 仮面ライダーガタック - 佐藤祐基（37,38）『仮面ライダーカブト』[183]
- 矢車想 / 仮面ライダーキックホッパー - 徳山秀典（37,38）『仮面ライダーカブト』[183]
- 影山瞬 / 仮面ライダーパンチホッパー - 内山眞人（37,38）『仮面ライダーカブト』[183]
- 桜井侑斗 / 仮面ライダーゼロノス - 中村優一（39,40）『仮面ライダー電王』[183]
- 湊ミハル / 仮面ライダーアクア - 荒井敦史（44 - 46）『MOVIE大戦MEGA MAX』[183]
- 大道克己 / 仮面ライダーエターナル - 松岡充（45,46） 『仮面ライダーW FOREVER AtoZ/運命のガイアメモリ』[183]
- チェイス / 魔進チェイサー - 上遠野太洸（47,48） 『仮面ライダードライブ』[183]

### ゲスト
未来の仮面ライダーの変身者については、「オリジナルのライダーになった途端に全然関係のない人になるのは納得がいかない」というAPの小出の考えから、東映ヒーロー作品のOBがキャスティングされたが、チーフプロデューサーの武部やメインライターの下山が担当していた戦隊2作品のキャストが出演したことは意図したことではなく、未来ライダーがデザイン先行で選ばれていたことからそのデザインに近い戦隊の出演者が選ばれたからであるという。
- 柔道部員 - 青木悠介（1）[注釈 5]
- バスケ選手 - 森大成（1,2,25）
- 江戸の人々 - 高井純子、高橋光、伊藤俊、宮川康裕、神前元、浦家賢士（1）
- レジスタンス隊長 - 横山一敏（1）
- 飯田 - 児玉貴志（3,4,25）
- ケイスケ - 蒲田優惟人（3,4）
- 小和田 - 鈴木励和（3,45,46）
- 教師 - 亜立大和（3）
- 医師 - ふるごおり雅浩（3）
- 看護師 - 浦田麻緒、寺田浩子（3）、正木佐和（26）
- ゲームセンターの外国人[注釈 73][187] - トム・コンスタンタイン、ポール・"Igadevil"・サリバン（3）
- 佐久間 - 水石亜飛夢（5,6,25）
- 山吹カリン - 杉本愛里（5,6）
- 近藤大太 - キャッチャー中澤（5）『MOVIE大戦アルティメイタム』[注釈 74][188]
- 根津誓夫 - 原勇弥 （5）『MOVIE大戦アルティメイタム』[189]
- 保健の先生 - アイリ（5）
- 高校生 - 吉田翔（5）、西蒼竜（5,44,46[注釈 75]）
- 女子高生 - 佐野夏未、わかな（6）
- 早瀬 - 粟島瑞丸（7,8,25,26）
- 木ノ下香織 - 八代みなせ（7,8）
- 長山 - 三濃川陽介（7,8）
- レポーター - 田口寛子（9,44[注釈 76]）、安達優菜（37）[注釈 73][190]
- 記者 - 松田ジロウ（9）
- アスラ - 友常勇気（11,12）[183]
- チームバロン - 杉山真宏（11,12）[191]
- ダンサー - カケフダタクロー（11）『仮面ライダー鎧武/ガイム』[注釈 77]
- ダンサー - 桝谷昂洸、伊東凛太郎、YUMA、嘉門亮（11）
- マキムラ - 堀池直毅（13,14）[183]
- ミカ - 尾碕真花（13,14）
- オーマジオウ（変身前）[注釈 78][注釈 79] - 高岩成二[出典 25]（15・16・LAST）
- 神蔵蓮太郎 / 仮面ライダーシノビ - 多和田任益[183]（17,18）
- 男達 - 宮崎敏行、田村一行、健道虎吉、大沢顕（17,18）
- 青年 - 前川優希（17,18）
- 堂安主水 / 仮面ライダークイズ - 鈴木勝大[183]（19,20）
- 堂安保 - 斉藤陽一郎（19,20）[183]
- 教授 - 内藤トモヤ（19）
- 研究者 - 佐々木省三（20）
- OL - 建みさと、水田萌木、中村倫子（22）
- 真紀那レント / 仮面ライダーキカイ - 入江甚儀[183]（23,24）
- マルコ - 大熊理樹[195]（23,24）
- 子供たち - 秋谷眞之介、近藤柚妃、原郷良太郎、深澤智大、山田亜湖（23,24）
- ヒューマノイズ[注釈 78] - 宮川佳寿姫、渡辺実、坂梨由芽、菅野慶太、小森拓真（23）[196]
- 支配人 - 水野直（25,26）
- 少年ソウゴ / 幼いソウゴ[注釈 80] - 高橋琉晟（26 - 28,34,35）
- 少年飛流 - 込江大牙（26 - 28）
- ソウゴの父 - 永島敬三（27）
- ソウゴの母 - 今吉祥子（27）
- 女性客 - 佐河ゆい（29）
- スタッフ - 逢川大樹（30）
- 幹部 - 渡部遼介、黒澤光司（31）
- ウェイトレス - LENO（31）[197]、竹内ももこ（35）[注釈 73][198]
- 鼓屋ツトム - 野田理人（33,34）[183]
- 幼いツトム - 佐藤結良（34）
- 同級生 - 岩崎瑛太郎、大竹龍空、鈴木春陽、野沢奏成（34）
- 北島祐子 - 釈由美子（35,36）[183]
- 菊池太陽 - 川野太郎（35,36）
- 田上哲也 - 永山たかし（35,36）
- 杉村昭二 - 花ヶ前浩一（35,36）
- セーラー服の少女 - 高橋朋伽（35）
- 及川順一 - 白畑真逸（36）
- 由紀 - 瀬川ももえ（36）
- 少年スウォルツ[注釈 81] - 成瀬天馬（37,38,47）
- 少女ツクヨミ[注釈 81] - 松島由依（37,38,47）
- 遠藤タクヤ - 後藤大（39,40）[199]
- 大澄ユキヒロ - 重徳宏（39,40,46）
- 遠藤サユリ - 秋山ゆずき（40）[200]
- 患者 - 矢島八雲[注釈 73]（40）[201]
- じょうたろう。（本人役）[注釈 82]（45,46）
- 司会[注釈 78] - 愛下哲平、芦原優愛（45,46）[202]

#### 声のゲスト出演
本作品オリジナルの怪人を演じた人物については放送日程を参照。
- ネオディケイドライバー音声 - マーク・大喜多（13 - 16）『仮面ライダーディケイド』
- 仮面ライダーシノビのベルト音声（シノビドライバー） - 初村健矢（17,18）[183]
- 仮面ライダークイズのベルト音声（クイズドライバー） - 吉田麻実（19,20）[183]
- 仮面ライダーキカイのベルト音声（キカイドライバー） - 江川央生（23,24）[183]
- 仮面ライダーギンガ - 杉田智和（35,36）[183]
- モモタロス - 関俊彦（39,40）『仮面ライダー電王』[183]
- デネブ - 大塚芳忠（39,40）『仮面ライダー電王』[183]
- ウラタロス - 遊佐浩二（39,40）『仮面ライダー電王』[183]
- キンタロス - てらそままさき（39,40）『仮面ライダー電王』[183]
- リュウタロス - 鈴村健一（39,40）『仮面ライダー電王』[183]
- モールイマジン - 笹沼晃（39,40）『仮面ライダー電王』[183]

### スーツアクター
仮面ライダーツクヨミ役の佐野は、本作品で初めて仮面ライダーを担当する。
- 仮面ライダージオウ[出典 26]、仮面ライダーオーマジオウ[出典 27]、オーマジオウ[出典 28]、仮面ライダージオウ（ミラーワールドバージョン）[107]、仮面ライダーファイズ[205]、仮面ライダーバース[206]、モモタロス[出典 29]、仮面ライダーディケイド（ディエンド共闘時 / EP48）[出典 30] - 高岩成二
- 仮面ライダーゲイツ[出典 31]、仮面ライダーカリス[107]、仮面ライダーガタック[210]、仮面ライダーゼロノス[211]、他[212] - 縄田雄哉
- 仮面ライダークローズ[213]、アナザーフォーゼ[107]、アナザーファイズ[107]、アナザーウィザード[107]、アナザーオーズ[214][107]、仮面ライダーウォズ[出典 32]、デネブ[出典 33]、ウラタロス[107]、仮面ライダーディエンド（EP48）[207][218] - 永徳
- 仮面ライダーディケイド[出典 34]、仮面ライダーシノビ[出典 35]、仮面ライダークイズ[出典 36]、仮面ライダーキカイ[出典 37]、仮面ライダーディエンド[出典 38]、アナザーライダー[220]、仮面ライダーギンガ[出典 39]、仮面ライダーアギト[70] - 中田裕士
- アナザービルド[107] - 渡辺淳
- 仮面ライダージオウ（EP15）[76][107]、仮面ライダージオウ（ミラーワールドバージョン）[107]、仮面ライダーブレイド[107]、モモタロス[107]、アナザーライダー[220] - 岡田和也
- アナザーライダー[221] - 神前元
- アナザーライダー[220]、仮面ライダーディケイド[207][208]、仮面ライダーゲイツ（LAST）[222] - 浅井宏輔
- 仮面ライダーバース[206]、モモタロス[107] - 高田将司
- キンタロス[107]、アナザーディケイド[出典 40] - 岡元次郎
- リュウタロス[107] - おぐらとしひろ
- 魔進チェイサー[223] - 今井靖彦
- ツクヨミ（吹き替え / EP01・EP15）[出典 41]、仮面ライダーツクヨミ[出典 42][注釈 83] - 佐野夏未

## スタッフ
本作品のプロデューサーはテレビシリーズとしては『仮面ライダーディケイド』以来の白倉伸一郎、『仮面ライダー鎧武/ガイム』以来の武部直美が担当。白倉は自身が登板した理由について、レジェンドを扱う作品には様々な綱渡りが必要となることから、それを他人に背負わせるのは忍びなかった、また自身が担当することが会社にとって一番痛みが少ないと考えたことなどを挙げている。
メインライターは、『仮面戦隊ゴライダー』を手がけ、本作品がテレビシリーズ初参加となる下山健人が担当する。白倉は、本作品の制作にはシリーズの知識を持ちつつ全体を俯瞰する視点が必要と考え、シリーズ初参加でありかつ東映での実績のある下山を起用したことを述べている。他に仮面ライダーシリーズへの参加は『仮面ライダーゴースト』以来となる毛利亘宏も第9話から参加する。
パイロット監督は『仮面ライダービルド』から引き続き田﨑竜太、クリーチャーデザインは『仮面ライダーオーズ/OOO』以来の出渕裕のほか、前作『仮面ライダービルド』から引き続き篠原保が担当する。また、劇伴音楽については平成仮面ライダーシリーズ第1作『仮面ライダークウガ』を担当し、仮面ライダーシリーズへの参加は『仮面ライダー電王』以来となる佐橋俊彦が担当する。
- 原作 - 石ノ森章太郎[180]
- スーパーバイザー - 小野寺章
- 脚本 - 下山健人、毛利亘宏、井上敏樹
- チーフプロデューサー - 佐々木基（テレビ朝日）[180]
- プロデューサー - 井上千尋（テレビ朝日）、白倉伸一郎・武部直美（東映）、菅野あゆみ[180]
- 音楽 - 佐橋俊彦
- 撮影 - 松村文雄、倉田幸治
- 照明 - 斗沢秀、西田文彦、佐々木康雄
- 美術 - 大嶋修一
- 録音 - 遠藤和生
- 助監督 - 大峯靖弘、近藤孔明、荒川史絵、宮崎駿、作野良輔、竹内祐一、小波津靖、武富勇太、高畑隆史、坂井孝太朗、植本英之、塩川純平、谷口昌史、安川徳寛、加藤千尋、平舘銀河、横田滉介、佐藤音二郎
- 制作担当 - 中島嘉隆、喜多智彦
- カースタント＆コーディネート - 西村信宏（武士レーシング）
- 編集 - 金田昌吉
- クリーチャーデザイン - 出渕裕[注釈 84]、篠原保[注釈 85]
- キャラクターデザイン - 田嶋秀樹（石森プロ）、PLEX
- 絵コンテ - 武藤聖馬、伊藤そうあ
- CG制作 - 特撮研究所
  - 特撮コーディネーター - 中根伸治
  - 特撮スーパーバイザー - 足立亨、中村充彦
- 視覚効果 - 日本映像クリエイティブ
  - VFXスーパーバイザー - 長部恭平
- 宣伝 - 渡辺章太郎
- ラインプロデューサー - 下前明弘
- プロデューサー補 - 小出大樹（東映）
- アクション監督 - 宮崎剛（ジャパンアクションエンタープライズ）[180]
- 特撮監督 - 佛田洋[180]
- 監督 - 田﨑竜太、中澤祥次郎、坂本浩一、諸田敏、柴﨑貴行、上堀内佳寿也、山口恭平、杉原輝昭、田村直己（テレビ朝日）
- 制作 - テレビ朝日、東映、ADK[180]

## 音楽
王様を目指す主人公の作品のため、インド映画『バーフバリ』にハマっていた白倉からの提案でインド系やインド王朝をイメージしてインド音楽がコンセプトとなった。
主題歌「Over "Quartzer"」
作詞 - Shuta Sueyoshi・溝口貴紀 / 作曲 - MiNE・Atsushi Shimada/ 編曲 - Atsushi Shimada / 歌 - Shuta Sueyoshi feat. ISSA
主題歌は『仮面ライダー電王』で「AAA DEN-O form」の1人として「Climax Jump」を歌唱した末吉秀太と『仮面ライダー555』で「Justiφ's」を歌唱したISSAによるスペシャルユニット「Shuta Sueyoshi feat. ISSA」が担当する。
同曲を収録した主題歌CDは2019年1月23日に発売され、CD発売に先駆け、2018年11月4日にiTunesなどの音楽配信サイトでフルバージョンが先行で配信された。
2019年5月11日、12日に幕張メッセで開催された「Shuta Sueyoshi LIVE TOUR 2019 -WONDER HACK-」の千秋楽で、同曲が披露され、仮面ライダージオウも登場した。
劇中の展開に合わせて一部放送回において、オープニングナレーションや映像の追加・変更、タイトルバックはマイナーチェンジしており、ロゴのフラッシュバックの部分も変更しており、EP06では挿入歌、LASTではエンディングとして使用された。
- オープニング映像は、タイトルバック冒頭はエフェクト込みのライダーキックを並べて、それが動き出す「ライダーキック博物館」というイメージ、映像最後のロゴのフラッシュは視聴者に馴染みのある作品のロゴを並べ、その作品のロゴに反応した際にタイムトラベルのような感覚をできるようにしており、平成ライダーだけでなく、初代『仮面ライダー』のロゴも入れたことは反響を得ているという。

挿入歌
「ジオウ 時の王者」（16・22）
作詞 - 藤林聖子 / 作曲 - 佐橋俊彦 / 歌 - 常磐ソウゴ（CV：奥野壮） / コーラス - 竹内浩明
仮面ライダージオウのテーマソング。
メロディはジオウIIの劇伴に使用されている。
「FUTURE GUARDIAN」（19）
作詞 - 藤林聖子 / 作曲・編曲 - 佐橋俊彦 / 歌 - 明光院ゲイツ（CV：押田岳） / コーラス - 竹内浩明
仮面ライダーゲイツのテーマソング。
メロディはゲイツリバイブの劇伴に使用されている。
「Black & White」（38）
作詞 - 平井眼鏡 / 作曲・編曲 - 坂部剛 / 歌 - ウォズ（CV：渡邊圭祐） / コーラス - 小林正典
仮面ライダーウォズのテーマソング。
「Next New Wφrld」（40）
作詞 - Ricky / 作曲・編曲 - nishi-ken / 歌 - RIDER CHIPS
仮面ライダーグランドジオウのテーマソング。
「BELIEVE YOURSELF」（32）
作詞 - 藤林聖子 / 作曲・編曲 - 三宅一徳 / 歌 - 風雅なおと
『仮面ライダーアギト』の1st エンディングテーマ (挿入歌) 。
当初使用する予定はなく、第32話監督の杉原輝昭が音入れ当日に挿入歌を入れることを思い立ったものであったが、急な提案であったため音源が用意できず、杉原がTSUTAYAで入手したものが用いられた。
「NEXT LEVEL」（37・38）
作詞 - 藤林聖子 / 作曲・編曲 - 渡部チェル / 歌 - YU-KI （TRF）
『仮面ライダーカブト』のオープニングテーマ。
イントロ部分が使用された。『カブト』テレビシリーズのオープニングで虫の羽根がイントロと共に入るのが印象に残っているため、『カブト』が始まったと感じてもらえるよう狙って入れている。

## 制作
東映プロデューサーの白倉伸一郎は本作品を平成仮面ライダーシリーズの集大成とした理由について、平成が改元となることと平成仮面ライダーシリーズが20作品目を迎えることが重なったことを挙げているほか、前作『ビルド』が玩具売上や映画興行などは好調であったものの視聴率的には苦戦したことから、視聴率が4割向上した『ディケイド』と同じくレジェンドの要素を取り入れたことを述べている。当初、白倉はレジェンドを扱わない方向性でも企画を検討していたが、共同プロデューサーの武部直美から「それは逃げです」と言われ、現在の方向性に改めた。
作品内容については、同じく歴代仮面ライダーを扱った『ディケイド』が各作品を知らない人に向けて再構成したものであったのに対し、本作品ではジオウとオリジナルの仮面ライダー、そしてアナザーライダーとの三つ巴の戦いを軸としている。白倉は『ディケイド』や本作品と同じくタイムトラベルを題材とした『仮面ライダー電王』などとの差別化は考えておらず、面白い要素であれば1度やっていても気にしないとする方向性を語っている。一方でタイムトラベルについて白倉は、設定が複雑になりがちであることから消極的であったが、監督の田﨑竜太から「時計顔のライダーが時間移動しなかったら詐欺ですよ」と指摘されたことも理由に挙げている。『電王』と同様にジオウたちがタイムマジーンで過去に行ってアナザーライダーを追いかけるが、過去では怪人から見たジオウたちは「はじめまして」の相手で、ライダー側と怪人側の因縁が作れなくなっており、白倉もそれを紐解く答えは今でも分からないという。
本作品では、スーパー戦隊化してきたフォーマットを打破することがテーマではなく、逆に統括する作品にするため、近年の作品の流れに則っている。そのため、『ゴースト』以来に初手から1号ライダーと2号ライダーが共通のベルトで変身するという流れだったが、前作『ビルド』がバディものであったため、ウォズやツクヨミを登場させることで混ぜっ返している。
時計というモチーフは、平成という時代を象徴する仮面ライダーであることから選ばれ、当初のデザイン案に、「ライダー」と顔に描いてあるデザインを白倉が気に入り、時計の要素を足すことで現在の形となった。一旦はメカニカルで格好いいデザインに決定しかけたが、歴代仮面ライダーと並んだ時に面白みや主役感に欠けることから後付けとして複眼に文字の要素が加えられ、パイロット監督の田﨑の提案で必殺技にも文字を取り入れられた。
歴代仮面ライダーの要素については、当初はディケイドとの差別化から歴代ライダーをモチーフとしたロボットに乗り込むという案であったが、予算やスケジュールなどの問題から歴代すべてのロボットを登場させることは難しいと判断され、等身大のロボットも考えられ、「乗るロボ」から「着るロボ」という発想からライダーのアーマーになるというものになり、ロボット・アーマー・ミニメカの3種に振り分けるという案に切り替えられた。しかし振り分けにより歴代ライダーに扱いの差が生じることや振り分けの基準が難しいことなどから、歴代ライダーの要素はアーマーに一本化され、ロボットの要素はタイムマジーンに、ミニメカの要素はコダマスイカアームズやメモリドロイドなどに残された。
パイロット監督の田﨑は、各時代の描写について各作品の世界観との整合性や厳密な時代考証よりも各仮面ライダーに会える時代を描くというスタンスであることを述べている。オーマジオウのいる時代設定は、シリーズ第1作『仮面ライダー』の100年後である2071年にするという案も存在したが、第1作との関連に気づく視聴者がどれだけいるのか疑問視されたため、見送られた。
当初はレジェンドライダーのライダーアーマーは2018年内に登場し終え、平成2期のレジェンドキャストの登場もそれに合わせて終える予定であったが、レジェンドが登場する方が『ジオウ』らしいとの声が挙がり、また番組が進むに連れ各作品の俳優陣にも『ジオウ』の内容が知れ渡り出演を待ち望む声もあり、後半もレジェンドライダーを中心とした平成1期もフィーチャーした内容となった。番組当初のレジェンドライダーが変身できなくなるという設定は、レジェンドが変身しないことについては、本作品の物語の主軸はレジェンドではなくジオウを描くため、レジェンドは盛り立て役としてあってほしいためであり、『平成ジェネレーションズ』と称された作品群ではレジェンドがどうしても駆けつけ変身係となってしまっていたため、それを1年間かけてやるのは世界観を含めてどの番組も全然異なるもので特別なものであるということが伝わらず、オリジナルのよさを毀損することになってしまうことになる。そのため、タイムジャッカーの介入によって、あくまでifの世界だが、ライダーでなくともどこかで生きているという描き方にすることで歴史が変わったことで駆けつけられない理由を描いており、レギュラーの新人キャストがレジェンドキャストに負けないよう配慮したものであった。後半でレジェンドライダーも変身するようになったのは、話題作りや中だるみ対策のためであり、4月は、入園・入学・進級シーズンであり、子供の生活サイクルに合わせて番組の楽しみ方を緩やかに変えるため、新生活の明るいムードを取り入れるため、その一環としてレジェンドの取り扱いを変化させている。東映プロデューサーの武部直美は設定上「レジェンドライダーの作品世界と地続きの2019年」になったことで変身できるようになったと説明している。
EP21・22の「龍騎編」で当時の雰囲気を意識した作りが評判を得たことで、元の物語から地続きの話を制作することとなり、EP29・30からそのようなアプローチの回が増えることとなった。
最終話の結末について、白倉は平成ライダーとの関わりで歩んできた本作品の登場人物らが自分たちの時間を獲得したハッピーエンドと設定しているが、どう受け取るかは視聴者次第だと述べている。

## 放送日程
- 話数のカウントは「EP〇」と表記[注釈 87]。
- サブタイトル形式はEP29までは「○○（西暦）」、EP30以降は「（西暦）：○○」で統一されている。
- 本編終了時には各話ごとに関係するライドウォッチやミライドウォッチ、アナザーウォッチが表示される[注釈 88]。

| 放送日         | 放送回 | サブタイトル                       | 登場怪人 | 脚本     | 監督         |
| -------------- | ------ | ---------------------------------- | --- | -------- | ------------ |
| 2018年09月02日 | EP01   | キングダム2068                     | - アナザービルド（声 - 森大成） - ストロングスマッシュハザード（EP01） | 下山健人 | 田﨑竜太     |
| 09月09日       | EP02   | ベストマッチ2017                   | - アナザービルド（声 - 森大成） - ストロングスマッシュハザード（EP01） | 下山健人 | 田﨑竜太     |
| 09月16日       | EP03   | ドクターゲーマー2018               | - アナザーエグゼイド（声 - 児玉貴志） - アランブラバグスター（EP04） - バグスターウイルスA（EP04） | 下山健人 | 中澤祥次郎   |
| 09月23日       | EP04   | ノーコンティニュー2016             | - アナザーエグゼイド（声 - 児玉貴志） - アランブラバグスター（EP04） - バグスターウイルスA（EP04） | 下山健人 | 中澤祥次郎   |
| 09月30日       | EP05   | スイッチオン!2011                  | - アナザーフォーゼ（声 - 水石亜飛夢） - アナザーファイズ（声 - 水石亜飛夢） - スコーピオン・ゾディアーツ（EP05） - エレファントオルフェノク（EP06） | 下山健人 | 坂本浩一     |
| 10月07日       | EP06   | 555・913・2003                     | - アナザーフォーゼ（声 - 水石亜飛夢） - アナザーファイズ（声 - 水石亜飛夢） - スコーピオン・ゾディアーツ（EP05） - エレファントオルフェノク（EP06） | 下山健人 | 坂本浩一     |
| 10月14日       | EP07   | マジック・ショータイム2018         | - アナザーウィザード（声 - 粟島瑞丸） - フェニックス（EP08） | 下山健人 | 諸田敏       |
| 10月21日       | EP08   | ビューティ&ビースト2012            | - アナザーウィザード（声 - 粟島瑞丸） - フェニックス（EP08） | 下山健人 | 諸田敏       |
| 10月28日       | EP09   | ゲンムマスター2016                 | - アナザーオーズ（声 - 岩永徹也） - 屑ヤミー - ネコヤミー（EP10） | 毛利亘宏 | 柴崎貴行     |
| 11月11日       | EP10   | タカとトラとバッタ2010             | - アナザーオーズ（声 - 岩永徹也） - 屑ヤミー - ネコヤミー（EP10） | 毛利亘宏 | 柴崎貴行     |
| 11月18日       | EP11   | ジオウ・オン・パレード2018         | - アナザー鎧武（声 - 友常勇気） - 初級インベス | 毛利亘宏 | 上堀内佳寿也 |
| 11月25日       | EP12   | オレ×オレのステージ2013            | - アナザー鎧武（声 - 友常勇気） - 初級インベス | 毛利亘宏 | 上堀内佳寿也 |
| 12月02日       | EP13   | ゴーストハンター2018               | - アナザーゴースト（声 - 堀池直毅） - 眼魔コマンド（EP14） | 毛利亘宏 | 諸田敏       |
| 12月09日       | EP14   | GO!GO!ゴースト2015                 | - アナザーゴースト（声 - 堀池直毅） - 眼魔コマンド（EP14） | 毛利亘宏 | 諸田敏       |
| 12月16日       | EP15   | バック・トウ・2068                 | - カッシーン（声 - 津田健次郎） | 毛利亘宏 | 田﨑竜太     |
| 12月23日       | EP16   | フォーエバー・キング2018           | - カッシーン（声 - 津田健次郎） | 毛利亘宏 | 田﨑竜太     |
| 2019年01月06日 | EP17   | ハッピーニューウォズ2019           | - アナザーシノビ（声 - 多和田任益） - 下忍 | 下山健人 | 柴崎貴行     |
| 1月13日        | EP18   | スゴイ!ジダイ!ミライ!2022          | - アナザーシノビ（声 - 多和田任益） - 下忍 | 下山健人 | 柴崎貴行     |
| 1月20日        | EP19   | ザ・クイズショック2040             | - アナザークイズ（声 - 斉藤陽一郎） | 下山健人 | 諸田敏       |
| 1月27日        | EP20   | ファイナルアンサー？2040           | - アナザークイズ（声 - 斉藤陽一郎） | 下山健人 | 諸田敏       |
| 2月03日        | EP21   | ミラーワールド2019                 | - アナザーリュウガ（声 - 須賀貴匡） | 下山健人 | 田﨑竜太     |
| 2月10日        | EP22   | ジオウサイキョウー!2019            | - アナザーリュウガ（声 - 須賀貴匡） | 下山健人 | 田﨑竜太     |
| 2月17日        | EP23   | キカイだー!2121                    | - アナザーキカイ（声 - 板垣李光人） - ヒューマノイズ | 下山健人 | 山口恭平     |
| 2月24日        | EP24   | ベスト・フレンド2121               | - アナザーキカイ（声 - 板垣李光人） - ヒューマノイズ | 下山健人 | 山口恭平     |
| 3月03日        | EP25   | アナザージオウ2019                 | - アナザージオウ（声 - 佐久間悠） - アナザーオーズ（EP25・EP28） - アナザービルド（EP25・EP28） - アナザーエグゼイド（EP25・EP28） - アナザーファイズ（EP25・EP28） - アナザー鎧武（EP25・EP27・EP28） - アナザーゴースト（EP25・EP27・EP28） - アナザーフォーゼ（EP28） - アナザーウィザード（EP28） | 下山健人 | 諸田敏       |
| 3月10日        | EP26   | ゲイツリバイブ!2019                | - アナザージオウ（声 - 佐久間悠） - アナザーオーズ（EP25・EP28） - アナザービルド（EP25・EP28） - アナザーエグゼイド（EP25・EP28） - アナザーファイズ（EP25・EP28） - アナザー鎧武（EP25・EP27・EP28） - アナザーゴースト（EP25・EP27・EP28） - アナザーフォーゼ（EP28） - アナザーウィザード（EP28） | 下山健人 | 諸田敏       |
| 3月17日        | EP27   | すべてのはじまり2009               | - アナザージオウ（声 - 佐久間悠） - アナザーオーズ（EP25・EP28） - アナザービルド（EP25・EP28） - アナザーエグゼイド（EP25・EP28） - アナザーファイズ（EP25・EP28） - アナザー鎧武（EP25・EP27・EP28） - アナザーゴースト（EP25・EP27・EP28） - アナザーフォーゼ（EP28） - アナザーウィザード（EP28） | 下山健人 | 田﨑竜太     |
| 3月24日        | EP28   | オレたちのゴール2019               | - アナザージオウ（声 - 佐久間悠） - アナザーオーズ（EP25・EP28） - アナザービルド（EP25・EP28） - アナザーエグゼイド（EP25・EP28） - アナザーファイズ（EP25・EP28） - アナザー鎧武（EP25・EP27・EP28） - アナザーゴースト（EP25・EP27・EP28） - アナザーフォーゼ（EP28） - アナザーウィザード（EP28） | 下山健人 | 田﨑竜太     |
| 3月31日        | EP29   | ブレイド・ジョーカー!?2019         | - アナザーブレイド（声 - 梶原ひかり） - ジョーカー（EP30） | 下山健人 | 山口恭平     |
| 4月07日        | EP30   | 2019：トリニティはじめました!      | - アナザーブレイド（声 - 梶原ひかり） - ジョーカー（EP30） | 下山健人 | 山口恭平     |
| 4月14日        | EP31   | 2001：めざめろ、そのアギト!        | - アナザーアギト | 毛利亘宏 | 杉原輝昭     |
| 4月21日        | EP32   | 2001：アンノウンなキオク           | - アナザーアギト | 毛利亘宏 | 杉原輝昭     |
| 4月28日        | EP33   | 2005：いわえ!ひびけ!とどろけ!      | - アナザー響鬼（声 - 野田理人） | 毛利亘宏 | 諸田敏       |
| 5月05日        | EP34   | 2019：ヘイセイのオニ、レイワのオニ | - アナザー響鬼（声 - 野田理人） | 毛利亘宏 | 諸田敏       |
| 5月12日        | EP35   | 2008：ハツコイ、ウェイクアップ!    | - アナザーキバ（声 - 釈由美子） - ガルル - バッシャー - ドッガ | 井上敏樹 | 田村直己     |
| 5月19日        | EP36   | 2019：ハツコイ、ファイナリー!      | - アナザーキバ（声 - 釈由美子） - ガルル - バッシャー - ドッガ | 井上敏樹 | 田村直己     |
| 5月26日        | EP37   | 2006：ネクスト・レベル・カブト     | - アナザーカブト（声 - 徳山秀典） - ワーム（サナギ体） - グリラスワーム（EP37） | 毛利亘宏 | 山口恭平     |
| 6月02日        | EP38   | 2019：カブトにえらばれしもの       | - アナザーカブト（声 - 徳山秀典） - ワーム（サナギ体） - グリラスワーム（EP37） | 毛利亘宏 | 山口恭平     |
| 6月09日        | EP39   | 2007：デンライナー・クラッシュ!    | - アナザー電王（声 - 後藤大） - モールイマジン | 毛利亘宏 | 柴﨑貴行     |
| 6月23日        | EP40   | 2017：グランド・クライマックス!    | - アナザー電王（声 - 後藤大） - モールイマジン | 毛利亘宏 | 柴﨑貴行     |
| 6月30日        | EP41   | 2019：セカイ、リセット             | - アナザージオウII（声 - 佐久間悠） - アナザーキバ（EP41・EP43） - アナザーオーズ（EP41・EP43） - アナザーアギト（EP41・EP43） - アナザー電王（EP41・EP43） - アナザー鎧武（EP41・EP43） - アナザーゴースト（EP42・EP43） - アナザーエグゼイド（EP42・EP43） - アナザービルド（EP42・EP43） - アナザーカブト（EP42・EP43） - アナザーファイズ（EP43） - アナザーダブル（EP43） - アナザークウガ（EP43） - アナザーフォーゼ（EP43） - アナザー龍騎（EP43） - アナザー響鬼（EP43） - アナザーブレイド（EP43） - アナザーウィザード（EP43） | 毛利亘宏 | 諸田敏       |
| 7月07日        | EP42   | 2019：ミッシング・ワールド         | - アナザージオウII（声 - 佐久間悠） - アナザーキバ（EP41・EP43） - アナザーオーズ（EP41・EP43） - アナザーアギト（EP41・EP43） - アナザー電王（EP41・EP43） - アナザー鎧武（EP41・EP43） - アナザーゴースト（EP42・EP43） - アナザーエグゼイド（EP42・EP43） - アナザービルド（EP42・EP43） - アナザーカブト（EP42・EP43） - アナザーファイズ（EP43） - アナザーダブル（EP43） - アナザークウガ（EP43） - アナザーフォーゼ（EP43） - アナザー龍騎（EP43） - アナザー響鬼（EP43） - アナザーブレイド（EP43） - アナザーウィザード（EP43） | 毛利亘宏 | 諸田敏       |
| 7月14日        | EP43   | 2019：ツクヨミ・コンフィデンシャル | - アナザージオウII（声 - 佐久間悠） - アナザーキバ（EP41・EP43） - アナザーオーズ（EP41・EP43） - アナザーアギト（EP41・EP43） - アナザー電王（EP41・EP43） - アナザー鎧武（EP41・EP43） - アナザーゴースト（EP42・EP43） - アナザーエグゼイド（EP42・EP43） - アナザービルド（EP42・EP43） - アナザーカブト（EP42・EP43） - アナザーファイズ（EP43） - アナザーダブル（EP43） - アナザークウガ（EP43） - アナザーフォーゼ（EP43） - アナザー龍騎（EP43） - アナザー響鬼（EP43） - アナザーブレイド（EP43） - アナザーウィザード（EP43） | 毛利亘宏 | 諸田敏       |
| 7月21日        | EP44   | 2019：アクアのよびごえ             | - アナザーディケイド（声 - 兼崎健太郎） - アナザードライブ（声 - 紺野彩夏）（EP44・EP45） - パラドックス・ロイミュード（EP45） | 下山健人 | 山口恭平     |
| 7月28日        | EP45   | 2019：エターナル・パーティ         | - アナザーディケイド（声 - 兼崎健太郎） - アナザードライブ（声 - 紺野彩夏）（EP44・EP45） - パラドックス・ロイミュード（EP45） | 下山健人 | 山口恭平     |
| 8月04日        | EP46   | 2019：オペレーション・ウォズ       | - アナザーディケイド（声 - 兼崎健太郎） - アナザードライブ（声 - 紺野彩夏）（EP44・EP45） - パラドックス・ロイミュード（EP45） | 下山健人 | 山口恭平     |
| 8月11日        | EP47   | 2019：きえるウォッチ               | - アナザージオウII（声 - 戸谷公人）（EP47） - 魔進チェイサー（EP47・48） - 武装チェイサーコブラ - 武装チェイサースパイダー - 歴代平成仮面ライダーの怪人軍団 - アナザーディケイド（EP48・LAST） | 下山健人 | 柴﨑貴行     |
| 8月18日        | EP48   | 2068：オーマ・タイム               | - アナザージオウII（声 - 戸谷公人）（EP47） - 魔進チェイサー（EP47・48） - 武装チェイサーコブラ - 武装チェイサースパイダー - 歴代平成仮面ライダーの怪人軍団 - アナザーディケイド（EP48・LAST） | 下山健人 | 柴﨑貴行     |
| 8月25日        | LAST   | 2019：アポカリプス                 | - アナザージオウII（声 - 戸谷公人）（EP47） - 魔進チェイサー（EP47・48） - 武装チェイサーコブラ - 武装チェイサースパイダー - 歴代平成仮面ライダーの怪人軍団 - アナザーディケイド（EP48・LAST） | 下山健人 | 柴﨑貴行     |

## 他媒体展開

### 他テレビシリーズ
『仮面ライダービルド』
最終話において、クローズライドウォッチが先行登場。
『仮面ライダーガッチャード』
第32話 - 第35話において、カッシーン、第35話において、仮面ライダーレジェンドに召喚された仮面ライダージオウ、仮面ライダージオウIIが登場。

### 映画
『劇場版 仮面ライダービルド Be The One』（2018年8月4日公開）
前作『仮面ライダービルド』の単独作品。テレビシリーズの放送開始に先駆け、ジオウ（通常形態とビルドアーマー）とタイムマジーン・バトルモードが登場。
『平成仮面ライダー20作記念 仮面ライダー平成ジェネレーションズ FOREVER』（2018年12月22日公開）
本作品と『仮面ライダービルド』をメインとしたクロスオーバー作品。公開時期にあたるテレビシリーズEP13からEP18まで、同作品の映像がOPに使用された。
『劇場版 仮面ライダージオウ Over Quartzer』（2019年7月26日公開）
本作品の単独作品。公開時期にあたるテレビシリーズEP43からEP47まで、同作品の映像がOPに使用された。
『仮面ライダー 令和 ザ・ファースト・ジェネレーション』（2019年12月21日公開）
『仮面ライダーゼロワン』と本作品をメインとしたクロスオーバー作品。
『セイバー+ゼンカイジャー スーパーヒーロー戦記』（2021年7月22日公開）
仮面ライダー50周年×スーパー戦隊45作品記念。常磐ソウゴ / 仮面ライダージオウとオーマジオウが登場。

### Vシネクスト
『仮面ライダージオウ NEXT TIME ゲイツ、マジェスティ』
2020年4月22日に発売される明光院ゲイツ / 仮面ライダーゲイツを主人公としたテレビシリーズ後を描く作品。

### Webムービー
『仮面ライダージオウ変身講座』
YouTubeバンダイ公式チャンネルで配信の変身解説動画。
| 話数  | サブタイトル | 紹介する戦士                                           | 配信日         |
| ----- | ------------ | ------------------------------------------------------ | -------------- |
| 第1話 | ジオウ編     | 仮面ライダージオウ 仮面ライダージオウ ビルドアーマー   | 2018年 9月11日 |
| 第2話 | ゲイツ編     | 仮面ライダーゲイツ 仮面ライダーゲイツ ゴーストアーマー | 2018年 9月11日 |
今からでもわかる仮面ライダージオウ
2018年9月29日より東映特撮YouTube Officialで配信の解説動画。ウォズ（黒ウォズ・3では白ウォズも参加）がストーリーを解説する。
| 話数  | タイトル                            | 紹介話      | 配信日         |
| ----- | ----------------------------------- | ----------- | -------------- |
| 第1話 | 今からでもわかる仮面ライダージオウ  | 第1 - 5話   | 2018年 9月29日 |
| 第2話 | 今からでもわかる仮面ライダージオウ2 | 第5 - 9話   | 11月3日        |
| 第3話 | 今からでもわかる仮面ライダージオウ3 | 第11 - 16話 | 2019年 1月4日  |
『仮面ライダージャンヌ&仮面ライダーアギレラ withガールズリミックス』
『仮面ライダーリバイス』のスピンオフ作品。ツクヨミ / 仮面ライダーツクヨミが登場。
『仮面ライダーガッチャードVS仮面ライダーレジェンド』
『仮面ライダーガッチャード』のスピンオフ作品。カッシーンが登場。

### 仮面ライダージオウ 補完計画
2018年9月2日から12月23日まで、東映特撮ファンクラブにて配信されたスピンオフ。テレビシリーズの放送内容と連動しており、登場人物が台本を手にして進行する朗読劇風のスタイルで、キャラクターの掘り下げ・キャストがスタッフが撮影の片付けをしている中を台本を読みながら行き、それをカメラで追い掛ける・機材やスタッフの見切れ・テレビシリーズの設定の説明や制作事情などを補完するメタフィクションとなっている。朗読劇ではあるが、舞台のように人物が動き回ったり、映像作品ならではのカット割りをして映像作品として捉え、編集の効果も狙っており、それと同時に実験的な作品を作ろうとした考えから始まった。登場人物はテレビシリーズよりもキャラクターを崩しており、出演者のアドリブも多く、ウォズ役の渡邊は同作品の言い回しが関係しているという。またテレビシリーズでのレジェンドゲストも多く出演している。スケジュールの都合上、#2.5から撮影している。ウールは同作品には登場しなかったが、#12.5ではテレビシリーズのオープニング用として撮影されながらも、未使用に終わったカットを使用している。
監督はテレビシリーズのチーフ助監督の大峯靖弘が、脚本は東映プロデューサーの白倉伸一郎がそれぞれ担当した。大峯はチーフ助監督としてスケジュール管理も行っていたことから、テレビシリーズ撮影の合間を縫って短時間で撮るという体制であった。第4.5話の飯島寛騎と瀬戸利樹は別日に撮影しており、編集で共演しているように演出している。#13.5で使用しているユルセンのぬいぐるみは大峯の私物である。#15.5に登場する仮面ライダーツクヨミは、テレビシリーズに登場するか未定の時期に撮影されたため、変身後の姿が見えるか見えないかギリギリのところで止めており、ツクヨミライドウォッチは大峯がツクヨミのことを「ツクさん」と呼んでいたこととジオウのカタカナやゲイツのひらがなに対して、アルファベットということとなり、「TSUKU」という文字が表示された。撮影で使用したものは、ジオウライドウォッチをベースに大峯のラフスケッチを基にデザイナー助手の小林桜がデザインを担当した。
キャスト
- 常磐ソウゴ - 奥野壮（1.5 - 7.5, 9.5 - 11.5, 13.5 - 16.5）
- 明光院ゲイツ - 押田岳（1.5, 3.5 - 8.5, 10.5, 12.5 - 16.5）
- ツクヨミ - 大幡しえり（1.5, 3.5 - 7.5, 10.5, 11.5, 13.5 - 16.5）
- ウォズ - 渡邊圭祐（1.5, 7.5, 9.5, 10.5, 11.5, 14.5 - 16.5）
- オーラ - 紺野彩夏（3.5）
- スウォルツ - 兼崎健太郎（12.5）

友情出演
- 桐生戦兎 - 犬飼貴丈（2.5）『仮面ライダービルド』
- 万丈龍我 - 赤楚衛二（2.5）『仮面ライダービルド』
- 宝生永夢 - 飯島寛騎（3.5, 4.5）『仮面ライダーエグゼイド』
- 鏡飛彩 - 瀬戸利樹（4.5）『仮面ライダーエグゼイド』
- 乾巧 - 半田健人（6.5）『仮面ライダー555』
- 草加雅人 - 村上幸平（6.5）『仮面ライダー555』
- 仁藤攻介 - 永瀬匡（8.5）『仮面ライダーウィザード』
- 檀黎斗 - 岩永徹也（9.5）『仮面ライダーエグゼイド』
- 天空寺タケル - 西銘駿（13.5）『仮面ライダーゴースト』
- 門矢士 - 井上正大（14.5）『仮面ライダーディケイド』

スタッフ
- 原作 - 石ノ森章太郎
- プロデュース - 白倉伸一郎、武部直美、小出大樹
- 演出 - 大峯靖弘
- 制作 - 東映テレビ・プロダクション
- 編集 - 大畑英亮、金田昌吉
- 製作 - 東映特撮ファンクラブ（東映、テレビ朝日、バンダイナムコライツマーケティング）

| 放送日         | 放送回 | サブタイトル                 |
| -------------- | ------ | ---------------------------- |
| 2018年09月02日 | #1.5   | ネーミングの謎               |
| 9月09日        | #2.5   | 世界のルール                 |
| 9月16日        | #3.5   | 王位なるネタバレ             |
| 9月23日        | #4.5   | Aレジェンドたちの告白        |
| 9月30日        | #5.5   | トキワ荘ゴと謎電話           |
| 10月07日       | #6.5   | フォーゼ555の秘密            |
| 10月14日       | #7.5   | 最悪のブラックは誰だ         |
| 10月21日       | #8.5   | 恐怖のタイムパラドックス！   |
| 10月28日       | #9.5   | 王と神とオトナ               |
| 11月11日       | #10.5  | モーリとシモヤマ             |
| 11月18日       | #11.5  | 謎の95DO！                   |
| 11月25日       | #12.5  | インタビュー・ウィズ・未来人 |
| 12月02日       | #13.5  | ユーレイの先生               |
| 12月09日       | #14.5  | ピンクの悪魔                 |
| 12月16日       | #15.5  | 補完計画よ永遠に（前編）     |
| 12月23日       | #16.5  | 補完計画よ永遠に（後編）     |

### 仮面ライダージオウ スピンオフ RIDER TIME
『快盗戦隊ルパンレンジャーVS警察戦隊パトレンジャー』のスピンオフが好評だったことから本作品でも企画された。

#### RIDER TIME 仮面ライダーシノビ
2019年3月31日より東映特撮ファンクラブで配信の仮面ライダーシノビが主人公のスピンオフドラマ。欧文表記：KAMEN RIDER SHINOBI。3週連続で全3話が配信された。2019年10月9日にDVD / Blu-rayが発売。
『ジオウ』テレビシリーズでのシノビの描写に力が入れられていたことから、これを活用するために制作された。テレビシリーズ第17話の撮影中に、監督の柴﨑により『児雷也豪傑譚』の三つ巴をモチーフとして同作品の内容が決まっていった。蓮太郎はテレビシリーズの大学生という設定で話を組む予定だったが、白倉から「『ジオウ』のことは気にしなくてもいい」という提案で、一から自由に設定を組むこととなり、可愛い妹系のくノ一を登場させ、妹の紅芭を巡るという話の方向性となった。企画から撮影までは1ヶ月という短さで行われた。
登場人物
神蔵 蓮太郎（） / 仮面ライダーシノビ
同作品の主人公。安月給で働くサラリーマンで、優勝商品を手にして貧乏生活から抜け出そうとしている。ガマノ師匠から紅芭を守る使命を受けた。シノビであることは周囲には知られてはいけないため、普段は紅芭からポンコツといわれるほど弱く見せているため、忍術大会では予選で敗退した。
今生 勇道（） / 仮面ライダーハッタリ
仮面ライダーハッタリに変身する今生カンパニーの御曹司で、忍術大会の実行委員。「忍者界のプリンス」を自称する。蓮太郎の幼馴染で、愛称はイッチー。シノビが蓮太郎であることは知らない。紅芭に恋しているが、社内恋愛禁止のため入社してほしくない。紅芭がシノビに夢中なためシノビに対抗意識を燃やしており、忍術大会では紅芭の妨害をする中でシノビと対峙するが敗北し、蓮太郎に正体を知られてしまう。だが、紅芭がシノビに恋していることを知ったことからその正体を暴こうとして一時的に闇忍と手を組むが、闇忍が紅芭を襲おうとしたため、今度はシノビと手を組み、闇忍を倒す。
神蔵 紅芭（）
蓮太郎の妹。17歳。虹蛇（）の行方知らずの姫君で本人もその素性を知らない。シノビに憧れを抱くが、蓮太郎であることは知らない。手裏剣は百発百中の腕を持つなど身体能力は高く、今生カンパニーに就職し貧乏生活から脱するため忍術大会に出場する。最後まで巻物を手にしていたことで優勝となり、優勝賞品である米1年分を獲得する。
ガマノ師匠
蓮太郎の師匠。神蔵家の掛け軸の蛙に化けて指示を出している。闇忍の言葉を聞いた蓮太郎から問い詰められるが、「余計な詮索はするな」と聞く耳を持たなかった。

闇忍
虹蛇の暗殺部隊の忍者。ヤブヘビの術などの闇遁術と呼ばれる闇に敵の攻撃を吸収する術を用いて戦う暗殺のプロフェッショナル。光に弱い。忍術大会の審判員に変身して暗躍し、ハッタリと手を組んでシノビの正体が蓮太郎であることを知るが、最後はシノビとハッタリの連携に敗れ、退散する。
キャスト

- 神蔵蓮太郎 / 仮面ライダーシノビ - 多和田任益
- 今生勇道 / 仮面ライダーハッタリ - 財木琢磨
- 神蔵紅芭 - 華村あすか
- 闇忍（声） - 江原正士
- ガマノ師匠 - 姜暢雄
- シノビドライバー音声 / ナレーション - 初村健矢
- 蓮太郎の相手役（役名ノンクレジット） - 高田将司

スーツアクター
- 仮面ライダーシノビ - 中田裕士
- 仮面ライダーハッタリ - 寺本翔悟

主題歌
「IZANAGI」
作詞 - モリタコータ、桜咲夜 / 作曲・編曲 - 石倉誉之 / 歌 - 桜men feat.多和田任益
スタッフ

- 原作 - 石ノ森章太郎
- 脚本 - 金子香緒里
- 音楽 - 桜men
- アクション監督 - 渡辺淳（ジャパンアクションエンタープライズ）
- 監督 - 柴﨑貴行
- 撮影 - 倉田幸治
- V.E - 江島公昭
- F.O - 根来佑子
- C.A - 古閑龍星
- 照明 - 斗沢秀
- 照明助手 - 佐藤武、才田こずえ
- 録音 - 三澤武徳
- 録音助手 - 郷右近秀利
- 美術 - 大嶋修一
- 美術助手 - 小林桜
- 装置 - 伊藤文奈美（紀和美建）
- 装飾 - 小宮孝司
- 小道具 - 岩田智久（東京美工）
- キャラクター管理 - 中村豊
- 衣裳 - 栗田侑子（東京衣裳）
- ヘアメイク - 森下浩美（ザフェイスメイクオフィス）
- 助監督 - 作野良輔、竹内祐一、武富勇太
- 制作担当 - 東正信
- 進行主任 - 石切山義貴
- 進行 - 式守修
- スクリプター - 森みどり
- 絵コンテ - 武藤聖馬
- 操演 - 髙木友善（ライズ）
- 編集 - 佐藤連
- EED - 佐伯洋介
- EEDアシスタント - 堀田裕亮
- テクニカルコーディネーター - 緩鹿秀隆（東映デジタルラボ）
- MA - 曽我薰
- 選曲 - 金成謙二（ドンカンバニー）
- MAオペレーター - 武田奈々
- 音響効果 - 大野義彦、木下美帆
- 技術運営 - 林和哉
- 仕上進行 - 見立英里
- キャラクター造型製作 - ブレンドマスター / ブレンドワークス
- 特殊造型コーディネーター - 蟻川昌宏
  - 浅野桂、井上文人、牛込兼一、大脇涼、沖雄貴、岸田風斗、小林広一、小松束沙、齋藤孝造、坂本孝一郎、島貫翔、鈴木信一、辰巳茉莉子、田中孝弘、寺門剛、户田晴香、貫井響、原田堅司、廣瀬亮太郎、畠山慈羽、松川翼、三上喜康、山口純一、山口遥、山本誠一、吉田哲弥

- 日本映像クリエイティブ
  - VFXスーパーバイザー - 長部恭平
  - VFXアドバイザー - 松岡勇二
  - リードVFXアーティスト - 鈴木嘉大
  - VFXアーティスト - 越智裕司、小松祐規、機田功介、前田尚宏、今井昭克、若林純、南剛、高橋泰孝、林潔、諸星勲（マリンポスト）、林秀則・島田友晴・吉岡隆史・東孝裕（林デジタル工務店）

- 制作プロダクション - 東映テレビ・プロダクション
- ラインプロデューサー - 下前明弘
- 制作デスク - 松川絢之郎、行成杏奈
- 取材担当 - 平林京子
- タイトル - 環七グラフィック
- キャラクターデザイン - 田嶋秀樹（石森プロ）、PLEX
- クリーチャーデザイン - 出渕裕
- 資料担当 - 山辺浩一、金子しん一（石森プロ）
- スーパーバイザー - 小野寺章（石森プロ）
- プロデュース - 白倉伸一郎・武部直美（東映）、渕勇二（テレビ朝日）
- プロデュース補 - 小出大樹、山田真行（東映）
- 製作 - 東映特撮ファンクラブ（東映、テレビ朝日、バンダイナムコライツマーケティング）

| 話数  | サブタイトル                                 | 配信日         |
| ----- | -------------------------------------------- | -------------- |
| 第1話 | FIRST 忍POW！ ハッタリの恋はイッポウ通行の巻 | 2019年 3月31日 |
| 第2話 | NEXT 忍POW!! 闇忍の暗殺殺ポウの巻            | 4月7日         |
| 第3話 | LAST 忍POW!!! 八ポウ塞がり 危機一髪の巻      | 4月14日        |

Webムービー
『ギーツエクストラ 仮面ライダータイクーンmeets仮面ライダーシノビ』
『仮面ライダーギーツ』のスピンオフ作品。神蔵蓮太郎 / 仮面ライダーシノビ、神蔵紅芭、今生勇道 / 仮面ライダーハッタリ、ガマノ師匠が登場。

#### RIDER TIME 仮面ライダー龍騎
2019年3月31日よりビデオパスで配信の城戸真司 / 仮面ライダー龍騎が主人公のスピンオフドラマ。2019年9月11日にDVD / Blu-rayが発売。
『仮面ライダー龍騎』のテレビシリーズ最終回から16年後を舞台にした後日談で、ミラーワールドが『ジオウ』の世界に現れたことで始まる新たなバトルロイヤルを描いている。監督の柴﨑は、「当時の龍騎を再現するのではなく、今だからこそ作れる龍騎の良さも組み合わせている」といい、柴﨑や脚本の井上も脚本を書くにあたって龍騎のテレビシリーズ全話を見返したという。ライダーバトルの参加者数は原典同様13人だが全員男性であり、仮面ライダーファムは登場せず代わりに『仮面ライダーディケイド』で登場した仮面ライダーアビスが登場する。また、原典とは異なりライダーバトル参加者に仮面ライダーオーディンと仮面ライダーリュウガは含まれておらず、それぞれが独自の思惑で物語に関与している。
元々は、『龍騎』と同年に放送していた『忍風戦隊ハリケンジャー』の10年後を描いたVシネマ『忍風戦隊ハリケンジャー 10 YEARS AFTER』が制作されていたことを受け、2017年に『龍騎』のキャスト陣から15周年企画として提案されていたものであったが、20作記念で全ライダーが登場する作品があるため、止めていた。そのため、キャスト都合で作られたものではないので出られないキャストも出てきたという。「それぞれのキャラクターが2019年に生きていたら？」というのをベースにビジュアル的にも当時の再現をしないものとなった。これとは別に東映とニトロプラスによる『龍騎』の舞台化が検討されており、実現には至らなかったがこちらの企画は舞台『仮面ライダー斬月』へと繋がっていった。
登場人物
『仮面ライダー龍騎』の登場人物

城戸 真司 / 仮面ライダー龍騎 / 仮面ライダーリュウガ
仮面ライダー龍騎の契約者。手塚陣営。以前の記憶は思い出せないものの、おぼろげな記憶があり夢の中に出てくる男に会いたいと思っている。手塚たちと芝浦陣営に共闘を持ち掛けるも、手塚が裏切る。さらに芝浦陣営と浅倉・吾郎に包囲され、危機に陥るが、蓮に救出される。共同戦線を張るものの、鏡像のもう一人の自分に取り込まれリュウガとなり、そのまま蓮を襲うが、彼の攻撃で人格が蘇り、正気に戻る。直後に以前の記憶が全て蘇り、夢の中の男は蓮ということが判明する。しかし、蓮を生き残らせるために正気に戻ってもなおリュウガを装い、自らを倒させようとしたが、蓮はそれが演技だと気づいていた。そして、浅倉の乱入によって蓮が死に、浅倉自身も消滅したことで最後の一人となる。そして、サラから命を貰って現実世界へと戻り、龍騎となってアナザー龍騎/加納と戦い、加納にサラが加納を止めるために真司に命を与えたことを伝え、「サラさんはもう死んだんだ」と説得するが、加納は聞く耳を持たず、変身解除まで追い込まれるが、ソウゴとゲイツに助けられる。その後、2人に龍騎とナイトの力を託した後、蓮の頼みであった恵里に会いに行く。
リュウガは真司の人格が戻ると同時に登場しなくなり、その後の動向についても作中では言及されていない。
秋山 蓮 / 仮面ライダーナイト
仮面ライダーナイトの契約者。以前の記憶は思い出せないものの、頭の中で響く「戦いを止めろ」という声に従って、このバトルを止めるべく1人で戦い続けている。芝浦らに包囲された真司と木村を救い、共同戦線を張るが、真司がリュウガに取り込まれ、一時撤退を余儀なくされる。撤退する中でバズスティンガーに襲われたことで過去の記憶が蘇り、「戦いを止めろ」という声の主は真司であることを思い出す。その後再びリュウガと戦い、真司を救い出すが、突如乱入した浅倉から真司を庇って腹部を貫かれ、真司の腕の中で消滅する。
- 当初は当時のロングコートを着用する予定だったが、年齢にあった新たなジャケットを着用している。

手塚 海之 / 仮面ライダーライア
仮面ライダーライアの契約者。コイントス占いを得意とする。真司、木村、石田と陣営を組むものの、芝浦と肉体関係があり、自陣営の3人をおびきだし、裏切る。しかし鏡像の真司に唆され、芝浦と戦い深手を負うが記憶を取り戻し、木村に真司のデッキを返して絶命する。
芝浦 淳 / 仮面ライダーガイ
仮面ライダーガイの契約者。戸塚、石橋と共に陣営を組む。手塚と肉体関係があり、内通して残った手塚陣営をおびきだすが、蓮に妨害される。その後も手塚とは肉体関係を築いていたが、手塚が鏡像の真司に唆され対立。芝浦の攻撃で手塚は致命傷を負うが、辛うじて逃亡。そして芝浦は、狂ったように笑いながら手塚を探し求めていたが、リュウガとなった真司に襲撃され、消滅する。他の原典からの登場人物とは異なり、記憶を取り戻すことはなかった。
浅倉 威 / 仮面ライダー王蛇
仮面ライダー王蛇の契約者。召喚された者の中で唯一以前の記憶があり、再び戦えることに喜んでいる。ナイトとの戦闘で瀕死の重傷を負い、吾郎と刺し違えた後も辛うじて生きながらえていた。真司と蓮が交戦しているところに乱入し真司を襲撃するが、蓮によって庇われ蓮が死亡し、自身もそのまま力尽きて消滅する。
- 同作品では、革ジャンの下にインナーを着用している。

由良 吾郎 / 仮面ライダーゾルダ
仮面ライダーゾルダの契約者。かつては、浅倉との決戦を前に病死した弁護士で以前のゾルダであった北岡秀一の秘書だったが、現在ではなぜか浅倉を先生と呼び、彼に尽くそうとする。浅倉からは「記憶を失った状態でミラーワールドに閉じ込められて頭がおかしくなった」と思われていたが、実際には記憶を失っておらず、浅倉と行動を共にしていたのも、北岡の野望だった浅倉を倒すための芝居であり、ナイトとの戦闘で瀕死の重傷を負った浅倉と刺し違えて消滅する。
小川 恵里
蓮の恋人。現在は看護師になっており、左手の薬指には蓮が渡した指輪をはめている。同作品では回想シーンを除いて後ろ姿のみ登場。

オリジナルキャラクター
木村 / 仮面ライダーベルデ
仮面ライダーベルデの契約者。手塚陣営。最後の1人になるまでの共闘であることは理解しながらも仲間意識は強い。手塚に裏切られ、芝浦たちに包囲されるが、真司と共に蓮に救出される。その後、芝浦を裏切り、深手を負いながら自身の元にやってきた手塚を看取るが、リュウガとの戦闘で重傷を負い、逃げ込んだ先でバズスティンガー（ホーネット・ビー・ワスプ）に捕食される。
石田 / 仮面ライダーインペラー
仮面ライダーインペラーの契約者。手塚陣営。気弱な性格であり、手塚に依存しがち。最終的には手塚に裏切られ、エビルダイバーに捕食される。
戸塚 / 仮面ライダータイガ
仮面ライダータイガの契約者。芝浦陣営。真司たちを芝浦と共に襲撃するが、乱入した王蛇に倒されて消滅する。
石橋 / 仮面ライダーシザース
仮面ライダーシザースの契約者。芝浦陣営。手塚と芝浦と共に食事を楽しんでいる最中、2人にステーキナイフで刺されて消滅した。
仮面ライダーアビスの変身者 / 仮面ライダーアビス
仮面ライダーアビスの契約者。本名は不明でサラリーマン風の容姿をしている。ミラーモンスターと交戦していたナイトに襲いかかるが、飛翔斬で返り討ちに遭う。
サラ
ミラーワールドで再びライダーバトルを始めさせた謎の女性。その正体は、アナザー龍騎である加納の恋人。加納が起こした交通事故が縁で恋人となったが、撥ねられたことによる怪我の後遺症で昏睡状態に陥る。その後、自身を目覚めさせるためにアナザー龍騎となった加納を止めるため、生霊のような形になり、かつてのライダーたち13人を呼び寄せ、再びライダーバトルを始めさせた（うち2人は回想シーンのみの登場で変身後の姿は不明）。終盤、自らの死期を悟ってタイムリミットを1日早め、ライダーバトルの勝者となった真司に命を与えて消滅した。
加納 達也 / アナザー龍騎
サラの恋人。サラを救いたいと思うあまり、謎の男から渡されたアナザーウォッチでアナザー龍騎（身長：190cm / 体重90kg）に変貌し、生命エネルギーを集めるために殺人ゲームを始める。その後、龍騎と戦い、「サラは死んだ」と聞かされるが、認めようとせず、最後は龍騎の力を受け継いだジオウに倒される。
フードの男 / 仮面ライダーオーディン
サラが集めた13人の仮面ライダーとは別に登場する同作品の黒幕ともいうべき存在。ミラーワールドの外で暗躍し、変身前は灰色のローブを羽織って顔を隠しており、詳しい容姿、名前はともに作中では言及されていない。達也にアナザー龍騎ウォッチを渡し、彼をアナザー龍騎に変貌させる。そして、ライダーバトルを開催するため、サラを目覚めさせるという理由で、人々を殺害させ、生命エネルギーを集めていた。そして、アナザー龍騎を倒したジオウとゲイツの前に現れ、アナザー龍騎が集めた生命エネルギーを吸収してオーディンに変身するが、ジオウとゲイツの龍騎とナイトの力を使った必殺技を受けて敗北。「優衣…」とつぶやいて消滅する。

『仮面ライダージオウ』の登場人物

常磐 ソウゴ / 仮面ライダージオウ
現実世界に現れたアナザー龍騎やオーディンと戦う。真司とはテレビシリーズのEP21・EP22で会っているため、彼のことを覚えていた。劇中での説明はないがジオウIIウォッチが使えない状況であり、龍騎ウォッチが無いためアナザー龍騎を倒せずにいた。
明光院 ゲイツ / 仮面ライダーゲイツ
現実世界に現れたアナザー龍騎やオーディンと戦う。同作品では、真司を助けた際に蓮と見間違われる。

キャスト

- 城戸真司 / 仮面ライダー龍騎 / 仮面ライダーリュウガ - 須賀貴匡
- 秋山蓮 / 仮面ライダーナイト - 松田悟志
- 手塚海之 / 仮面ライダーライア - 高野八誠（1,2）
- 芝浦淳 / 仮面ライダーガイ - 一條俊（1,2）
- 浅倉威 / 仮面ライダー王蛇 - 萩野崇
- 由良吾郎 / 仮面ライダーゾルダ - 弓削智久
- 木村 / 仮面ライダーベルデ - 山口大地
- 石田 / 仮面ライダーインペラー - 篠田諒（1）
- 石橋 / 仮面ライダーシザース - 中島健（1,2）
- 戸塚 / 仮面ライダータイガ - 菅原健（1）
- サラ - 浦まゆ
- 加納達也 / アナザー龍騎 - 石田隼
- 少女 - 西澤愛菜（3）
- 仮面ライダーオーディン（声） - 小山剛志（3）
- 仮面ライダーアビス（声） - 坂井易直（1）
- ナレーション - 鈴木英一郎
- 常磐ソウゴ / 仮面ライダージオウ - 奥野壮
- 明光院ゲイツ / 仮面ライダーゲイツ - 押田岳
- 仮面ライダーアビスの変身者（役名ノンクレジット） - 富永研司
- ライダーバトルの参加者（役名ノンクレジット） - 白井雅士
- ライダーバトルの参加者（役名ノンクレジット） - 高岩成二

スーツアクター
- 仮面ライダー龍騎 - 中田裕士
- 仮面ライダー王蛇 - 岡元次郎
- 仮面ライダータイガ - 永瀬尚希

主題歌
「Go!Now! 〜Alive A life neo〜」
作詞 - 海老根祐子 / 作曲・編曲 - 和田耕平 / 歌 - 松本梨香
スタッフ

- 原作 - 石ノ森章太郎
- 脚本 - 井上敏樹、白倉伸一郎（一部・ノンクレジット）
- 音楽 - 丸山和範、渡部チェル
- 撮影 - 倉田幸治
- 照明 - 斗沢秀
- 録音 - 三澤武徳
- 美術 - 大嶋修一
- 装置 - 伊藤文奈美（紀和美建）
- 装飾 - 小宮孝司
- 衣裳 - 栗田侑子（東京衣裳）
- ヘアメイク - 森下浩美（ザフェイスメイクオフィス）
- 助監督 - 作野良輔（チーフ）、平館銀河、武富勇太、竹内祐一
- 絵コンテ - 武藤聖馬
- 操演 - 髙木友善（ライズ）
- カースタント&コーディネート - 西村信宏（武士レーシング）
- 編集 - 佐藤連
- 選曲 - 金成謙二（ドンカンバニー）
- 音響効果 - 大野義彦、木下美帆
- 日本映像クリエイティブ
  - VFXスーパーバイザー - 長部恭平
  - VFXアドバイザー - 松岡勇二
  - リードVFXアーティスト - 鈴木嘉大

- キャラクター造型製作 - ブレンドマスター / ブレンドワークス
  - 特殊造型コーディネーター - 蟻川昌宏

- ラインプロデューサー - 下前明弘
- 制作デスク - 松川絢之郎、行成杏奈
- 制作プロダクション - 東映テレビ・プロダクション
- クリーチャーデザイン - 篠原保
- 資料担当 - 山辺浩一、金子しん一（石森プロ）
- スーパーバイザー - 小野寺章（石森プロ）
- プロデュース - 白倉伸一郎・武部直美（東映）、渕勇二・黄田脩民（テレビ朝日）
- プロデュース補 - 小出大樹、山田真行（東映）
- アクション監督 - 渡辺淳（ジャパンアクションエンタープライズ）
- 監督 - 柴﨑貴行
- 制作 - 東映、テレビ朝日
- 制作協力 - ビデオバス
- アクション監督補佐 - 藤田慧

| 話数      | サブタイトル        | 配信日         |
| --------- | ------------------- | -------------- |
| EPISODE 1 | Advent Again        | 2019年 3月31日 |
| EPISODE 2 | Another Alternative | 4月7日         |
| EPISODE 3 | Alive A Life        | 4月14日        |

#### RIDER TIME 仮面ライダーディケイド VS ジオウ ディケイド館のデス・ゲーム
2021年2月9日より東映特撮ファンクラブで配信のスピンオフドラマで、仮面ライダージオウと仮面ライダーディケイドのW主人公となる。3週連続で全3話が配信。
小野寺ユウスケ役の村井良大は『仮面ライダー×仮面ライダー W&ディケイド MOVIE大戦2010』以来、12年ぶりに同役を演じる。このほかに、奥田達士や波岡一喜や吉田メタル、モロ師岡や武田玲奈など過去のライダー作品の出演者が出演している。
登場人物
- 門矢 士 / 仮面ライダーディケイドに関しては、仮面ライダーディケイド (キャラクター)を参照。
- 小野寺 ユウスケ / 仮面ライダークウガに関しては、仮面ライダークウガ (キャラクター)を参照。

『仮面ライダージオウ』の登場人物

一部キャラクターは、『ジオウ』のときの設定とは異なる。
常磐 ソウゴ
バスケ部の学生。夢は王様になること。
スウォルツ
弁護士。かくれんぼゲームの最中に頭を割られ5人目の犠牲者となる。亡くなる直前に毒まんじゅうが食べたいと言い残す。
オーラ
女優。
ウール
IT会社の社長の息子。
オリジナルキャラクター
久遠 ミサ
関西弁を話す女子高生。家はお好み焼き屋。老爺を気にかけていた。自分に考えがあるとジャンケンゲームでわざと負け4人目の犠牲者となる。
ヤクザ風の男
ヤクザ風。指示に従わなかったため1人目の犠牲者となる。
主婦
オカマのような主婦。2つ目のゲームで鍋を見つけられなかったため2人目の犠牲者となる
老爺
大金を鞄に詰めた老人。何者かに刺殺され3人目の犠牲者となる。
仮面男
9人を孤島に集め王様ゲームを強要したピエロの面の男。テレビ越しに指示をする。士によるといずれオーマジオウとなる魔王、真実のソウゴだとされる。王様ゲームを仕掛けたのも力を消耗したことと関係があるのではと推察されている。

キャスト
- 門矢士 / 仮面ライダーディケイド - 井上正大
- 小野寺ユウスケ / 仮面ライダークウガ - 村井良大
- 久遠ミサ - 武田玲奈
- ウール - 板垣李光人
- オーラ - 紺野彩夏
- スウォルツ - 兼崎健太郎（1,2）
- ヤクザ風の男 - 波岡一喜（1）
- 主婦 - 吉田メタル（1）
- 老爺 - モロ師岡（1,2）
- 仮面男 / 鳴滝 - 奥田達士
- 常磐ソウゴ / 仮面ライダージオウ - 奥野壮

声の出演
- ディエンド - 戸谷公人（3）
- オーマジオウ - 小山力也（3）
- 大村亨、穴井勇輝、小峰一己、前川綾香（3）

スタッフ
- 原作 - 石ノ森章太郎
- 脚本 - 井上敏樹
- 音楽 - 鳴瀬シュウヘイ、中川幸太郎
- 主題歌プロデュース - avex trax
- 撮影 - 大谷英樹
- VE - 二階堂隼
- 照明 - 小菅祐也
- 録音 - 平井秀知
- 装飾 - 松下利秀
- 衣裳 - 杉山敦子、角田千香
- メイク - 金森恵、由梨乃
- 助監督 - 大峯靖弘、石川浩之、松本千晶
- 絵コンテ - ユカワヨウスケ
- プロデュース補 - 賢賀由紀(東映)
- ラインプロデューサー - 山下秀治
- 操演 - 船越幹雄、保倉一郎
- 編集 - 青木翔子
- スクリプター - 赤澤環
- 制作担当 - 間口彰
- Bキャメラ - 佐藤慎也
- 撮影助手 - 柳田菜生
- 照明助手 - 青山茂雄、小林敦
- 録音助手 - 尾上啓太、宮澤健次郎
- 持道具 - 瓜田琴子
- フードコーディネーター - 梶山葉月、窪田洋子
- 制作進行 - 有川奈々絵
- 制作応援 - 伊勢克則、伊藤祐
- 車輌 - 竹内亮太、佐藤源、金澤正美
- オンラインエディター - 紀伊正志
- 技術プロデューサー - 平木美和、竹若章
- 技術デスク - 安部講志
- 編集デスク - 曽根原護
- 選曲 - 大森力也
- 音響効果 - 小清水智
- スチール - 渡辺直之、阿部昌弘
- コロナ対策班 - 髙橋曜子
- 制作デスク - 熊谷礼美、福留夏美
- 演出部応援 - 髙橋正弥、塩﨑竜朗、谷口雄哉
- メイク部応援 - 齊藤千春
- 装飾部応援 - 木本勇
- キャラクター管理応援 - 箱田准一、石橋諒、横山慶次郎
- ドローン撮影 - 宮下卓也、山崎悟
- キャラクター管理 - 藤好信暁
- キャラクター管理協力 - 中村豊
- プロダクション協力 - 下前明弘
- 宣伝デザイン - 環七グラフィック
- キャラクターデザイン - 田嶋秀樹（石森プロ）、PLEX
- 資料担当 - 山辺浩一、金子しん一（石森プロ）
- 日本映像クリエイティブ
  - VFXスーパーバイザー - 長部恭平
  - VFXアーティスト - 鈴木嘉大、越智裕司、小松祐規、磯田功介、前田尚宏、今井昭克、高橋泰孝、武隈樹成、南剛、若林純

- キャラクター造形製作 - ブレンドマスター / ブレンドワークス
- スーパーバイザー - 小野寺章
- プロデューサー - 白倉伸一郎、武部直美、小出大樹、岡部圭一郎（東映）、渕勇二（テレビ朝日）、長谷川晴彦、石田和義（ROBOT）
- 企画 - 小池健之、岡田圭吾、伴春菜（東映）、斎藤純哉、吉田拓海（テレビ朝日）、車古光一、野上理恵（バンダイナムコライツマーケティング）
- アクション監督 - 宮崎剛（ジャパンアクションエンタープライズ）
- 監督 - 諸田敏
- 製作 - 東映特撮ファンクラブ
- 制作 - ROBOT

主題歌
「INSIDE-OUT DECADE ver.」
作詞 - 藤林聖子 / 作曲・編曲 - 鳴瀬シュウヘイ /歌 - 門矢士（CV：井上正大）、常磐ソウゴ（CV：奥野壮）
| 話数      | サブタイトル    | 配信日        |
| --------- | --------------- | ------------- |
| Chapter 1 | The FIRST Stage | 2021年 2月9日 |
| Chapter 2 | The NEXT Stage  | 2月14日       |
| Chapter 3 | The FINAL Stage | 2月21日       |

#### RIDER TIME 仮面ライダージオウ VS ディケイド 7人のジオウ！
2021年2月9日よりTELASAで配信のスピンオフドラマで、仮面ライダージオウと仮面ライダーディケイドのW主人公となる。3週連続で全3話が配信。
登場人物
- 門矢 士 / 仮面ライダーディケイドに関しては、仮面ライダーディケイド (キャラクター)を参照。

『仮面ライダージオウ』の登場人物

一部キャラクターは、『ジオウ』と設定が異なる。
常磐ソウゴ / 仮面ライダージオウ
3人登場する。差別化のため、A・B・Cと分けられている。
ソウゴA（光ヶ森高校3年の常磐ソウゴ）
1人目のソウゴ。王様になるのが夢の学生。逼迫した状況下でも楽しいことをしようとする。ソウゴCに倒され消える。
ソウゴB（花園学園3年の常磐ソウゴ）
2人目のソウゴ。野球帽を被り勝ち気な青年。光ヶ森高校で生徒会長に立候補する。
ソウゴC（三沢高校3年の常磐ソウゴ）
3人目のソウゴ。眼鏡を掛け背広を着て関西弁で話す。
スウォルツ
光ヶ森高校の先生。怪物に囲まれた学園で生徒を守っていたが、逃避のために恋愛部を発足したり生徒会選挙を認めたりする。
オーラ
光ヶ森高校の学生。恋愛マスターを自称。
ウール
光ヶ森高校の学生。男だが光ヶ森のソウゴに恋している。
明光院 ゲイツ / 仮面ライダーゲイツ
光ヶ森高校の学生。救世主になりたい、光ヶ森のソウゴの親友。
ツクヨミ / 仮面ライダーツクヨミ
光ヶ森高校の生徒会長。ボランティア参加のために休んでいた。
ウォズ
ソウゴに助言する。
オリジナルキャラクター
久遠 ミサ
花園学園のソウゴの恋人。
山田 ゴロウ
光ヶ森高校の学生。内向的な青年。
少年
ツクヨミが出会った記憶喪失の少年。

キャスト
- 常磐ソウゴ / 仮面ライダージオウ - 奥野壮
- 明光院ゲイツ / 仮面ライダーゲイツ - 押田岳
- ツクヨミ / 仮面ライダーツクヨミ - 大幡しえり
- ウォズ - 渡邊圭祐（2, 3）
- 久遠ミサ - 武田玲奈
- ウール - 板垣李光人
- オーラ - 紺野彩夏
- スウォルツ / アナザーディケイド - 兼崎健太郎
- 門矢士 / 仮面ライダーディケイド - 井上正大
- 山田ゴロウ - 田中穂先
- 少年 - 伊藤駿太（2, 3）
- オーマジオウ（声） - 小山力也（3）

スーツアクター
- 仮面ライダージオウ - 岡田和也
- 仮面ライダージオウ - 鈴木大樹
- 仮面ライダーディケイド - 岩上弘数

スタッフ
- 原作 - 石ノ森章太郎
- 脚本 - 井上敏樹
- 音楽 - 佐橋俊彦、鳴瀬シュウヘイ、中川幸太郎
- 主題歌プロデュース - Avex trax
- 撮影 - 大谷英樹
- 照明 - 小菅祐也
- 録音 - 平井秀知
- 装飾 - 松下利秀
- 衣裳 - 杉山敦子、角田千香
- メイク - 金森恵、由梨乃
- 助監督 - 大峯靖弘、石川浩之、松本千晶
- 絵コンテ - ユカワヨウスケ
- プロデュース補 - 賢賀由紀(東映)、黄田脩民(テレビ朝日)
- ラインプロデューサー - 山下秀治
- 操演 - 船越幹雄、保倉一郎
- カースタント - 西村信宏、河村章夫、日下達也
- 編集 - 青木翔子
- 選曲 - 大森力也
- 音響効果 - 小清水智
- キャラクターデザイン - 田嶋秀樹（石森プロ）、PLEX
- 資料担当 - 山辺浩一、金子しん一（石森プロ）
- 日本映像クリエイティブ
  - VFXスーパーバイザー - 長部恭平

- キャラクター造形製作 - ブレンドマスター / ブレンドワークス
- スーパーバイザー - 小野寺章
- プロデューサー - 白倉伸一郎、武部直美、小出大樹、岡部圭一郎（東映）、渕勇二（テレビ朝日）、長谷川晴彦、石田和義（ROBOT）
- アクション監督 - 宮崎剛（ジャパンアクションエンタープライズ）
- 監督 - 諸田敏
- 製作 - 東映、テレビ朝日
- 製作協力 - TELASA
- 制作 - ROBOT

主題歌
「INSIDE-OUT ZI-O ver.」
作詞 - 藤林聖子 / 作曲・編曲 - 鳴瀬シュウヘイ /歌 - 常磐ソウゴ（CV：奥野壮）、門矢士（CV:井上正大）
| 話数          | サブタイトル | 配信日        |
| ------------- | ------------ | ------------- |
| Chapter 1     | 漂流学園     | 2021年 2月9日 |
| Chapter 2     | 戦争前夜     | 2月14日       |
| Final Chapter | 最後のソウゴ | 2月21日       |

### 超バトルDVD
『てれびくん超バトルDVD 仮面ライダービビビのビビルゲイツ』
てれびくん2019年9月号（2019年8月1日発売）の応募者全員サービスDVD。
- 撮影時期はEP44からEP46と同時期であり、テレビシリーズのハードな展開とのギャップとして学園祭のようなテンションで、子供でも純粋に楽しんでもらえるような内容にしている。

キャスト

- 明光院ゲイツ / 仮面ライダーゲイツ - 押田岳
- 常磐ソウゴ / 仮面ライダージオウ - 奥野壮
- ウォズ / 仮面ライダーウォズ - 渡邊圭祐
- ツクヨミ - 大幡しえり
- 少年 - 板垣李光人
- 少女 - 紺野彩夏
- U-TUBER - カーくん

スーツアクター
- 縄田雄哉
- 仮面ライダージオウ - 高岩成二
- 永徳
- 神前元
- 鍜治洸太朗
- 寺本翔悟
- 塚越靖誠

スタッフ

- 監督 - 山口恭平
- 原作 - 石ノ森章太郎
- 脚本 - 吹原幸太
- アクション監督 - 宮崎剛（ジャパンアクションエンタープライズ）
- プロデュース - 白倉伸一郎、武部直美、小出大樹、紀野良輔、北村萌香
- プロデュース補 - 杉田林太郎（東映）
- 撮影 - 植竹篤史
- キャラクターデザイン - PLEX
- 編集 - 金田昌吉
- 制作プロダクション - 東映テレビ・プロダクション
- 製作・発行 - 小学館
- 絵コンテ - 伊藤そうあ

### 小説
『小説 仮面ライダー電王 デネブ勧進帳』
- 著 - 白倉伸一郎
- 講談社キャラクター文庫、2020年11月27日発売。

タイムジャッカーが登場。

### ゲーム
『仮面ライダー クライマックススクランブル ジオウ』
Nintendo Switch用対戦アクションゲーム。2018年11月29日発売。ライダーシリーズとしては初の同プラットフォーム向けタイトルとなる。開発担当はランカース。
『仮面ライダーバトル ガンバライジング』
データカードダス。ボトルマッチ6弾でジオウ先行参戦、ライダータイム1弾よりライドウォッチ連動。
アーマーが実装されていないライドウォッチはそのライダー自身が登場する。タイムブレーク/タイムバーストは劇中と異なるオリジナル技となっている。
『仮面ライダー ブットバソウル』
くじガシャポン。ホット01弾より参戦。
『ナレルンダー! 仮面ライダージオウ』
Kinect使用のなりきりゲーム。バージョンアップ第5弾。2018年9月27日よりアップデート。
『バトルスピリッツ』
カードゲーム。コラボブースター『仮面ライダー 疾走する運命』で参戦。また2019年2月23日に発売された、コラボブースター『仮面ライダー 〜欲望と切札と王の誕生〜』では、本作品に登場する仮面ライダーオーマジオウが入手難易度が非常に高いXXレアとして収録された。
『仮面ライダー バトルラッシュ』
スマートフォンアプリゲーム。2019年6月サービス終了。
『仮面ライダー シティウォーズ』
スマートフォンアプリゲーム。
『仮面ライダーあつめ』
スマートフォンアプリゲーム。開発はコトブキソリューション。
『右脳トレ×仮面ライダージオウ』『ライダーパズル』『倒せ！ライダーキック』
NTTドコモ スゴ得コンテンツ。
『パズル&ドラゴンズ』/『パズドラレーダー』
2018年12月3日から17日まで期間限定でのゲームコラボ企画。
『モンスターハンターエクスプロア』
2019年2月15日より『電王』『エグゼイド』と共にコラボイベントを実施。